# 森川智之
森川智之（日语：／ Morikawa Toshiyuki，1967年1月26日—），日本男性配音員、旁白、歌手、藝人。出身於東京都品川區。AXL ONE代表董事。身高172cm。O型血。左撇子。視力不佳。有一個弟弟。
本名相同。日體荏原高等學校、勝田聲優學院第5期畢業。

## 人物介紹
- 出道作品是為外國人取向的日語教材。最早掛名的動畫為《衝鋒四驅郎》中的加藤隼。外國電影中，自電影《啞巴歌手》開始，是伊萬·邁克格雷戈的專屬配音，及接替逝世的鈴置洋孝擔任湯姆·克魯斯的日語配音。
- 動畫配音大多為冷靜沉默寡言、或是輔佐大哥的智囊、以及冷酷的反派角色。《最终幻想VII》的賽菲羅斯（Sephiroth）為其美形反派代表作。另一方面，像是《BLEACH》黑崎一心的父親造型、《ONE PIECE》的誇張滑稽的角色、《黃金勇者合體》的瓦爾特都能扮演地相當得心順手。常在同一作品主要角色外又另配許多配角。
- 被稱作BL界的「帝王」（以廣播劇CD為主），本人似乎頗為自負。
- 本人自然音色極高，與常配的中低音、男中音有一段差距。工作極為認真，不過是愛耍賴調皮的體育系性格。與前輩跟後進的關係都十分良好。
- 養了一隻奶油色拉布拉多犬，名字是森川·W·亞克賽爾（アクセル），雄性，生日是2001年1月11日，身高直立可以到森川的肩膀。據說因其在寵物店活蹦亂跳的模樣令森川聯想到樂隊歌手W. Axl Rose在舞台上的影像，作為心願了結而帶回家領養。感情好到一起吃飯一起洗澡，幾乎所有聲迷都知道這隻狗狗的存在以及有關牠的大小事。在養了AXL後變得比較會照顧人，也對小孩子比較溫柔。有發生過因為AXL的點心看起來太過好吃，森川不由自主地跟著吃了。與飼主一樣貪吃，吃過MD裡的CD，森川用便利商店附的筷子拼湊，以確定是否全數拉出，但是森川·W·AXL已於2009年10月25日去世。
- 喜歡藝人：Guns N' Roses、Aerosmith。

## 經歷
- 高中時代是美式足球社員，原本目標是體育老師。但在一次練習賽中頸部骨折，以致沒有直升體育大學。後來因為嗓門大想當體育播報員，拿了播音和聲優學校的宣傳手冊，覺得聲優科好像比較有趣，陰錯陽差地當了聲優。
- 在勝田聲優學院時期時，同期生有三石琴乃、橫山智佐、高木涉、菅原祥子、根谷美智子等。
- 在入事務所工作之後，被託付擔任勝田聲優學院「發音（腹式呼吸和滑舌頭）」的講師，一直到聲優事業變得很忙而無法繼續擔任講師工作的五年期間，曾經教導過關智一、小西克幸、平川大輔等有名聲優。
- 2003年與立木文彥組成2HEARTS，不定期發行CD或是舉行演唱會。
- 2009年，以Toshiyuki的名字組成樂隊「BLACK VELVET」並擔任主音位置。其他成員為Kazuya（Guitar）、Pros（Bass）、ita-shin（Keyboard）、（Drums）和tadd（DJ･Backing vo.）。
- 2011年4月1日、森川智之辭退了從出道一直所屬多年的事務所ARTSVISION，並和福山潤共同設立了「AXL ONE」事務所，擔任社長兼法人代表。

## 演出作品
※粗體字表示說明飾演的主要角色。

### 電視動畫

#### 1990年代及以前
1989年
- 衝鋒四驅郎（加藤隼、次郎）
- 大耳鼠（阿波羅夫殿下）
- 桃太郎傳說

1990年
- 三眼神童（男學生）
- 至尊勇者（勇者へポリス、甘根吉、黑暗城堡、骷髏城堡、冰山城堡、法格因、加澤塔、戰役城堡〈第3代〉[11] 等）

1991年
- 朱古力小精靈（帕奇）
- 裝甲拯救隊（喬）
- 電腦小奇俠（日语：ゲンジ通信あげだま）（佐藤、森川健作）
- 麵包超人（樹幹超人）
- 櫻桃小丸子（1991～）
- 鬥球兒彈平（江波）
- 橫山光輝 三國志（靈帝劉宏）

1992年
- 踢向明天（約翰·約翰森）
- 宇宙騎士騎格武士利刃（D-Boy／宇宙騎士布萊德〈相羽鷹矢〉）
- 龍馬英雄（坂本權平、福岡藤次、千葉重太郎）
- 小小男子漢（1992～1994，川上光一、新庄）
- 南國少年奇小邪（強恩）
- 夢幻冒險 長靴貓的冒險（達太安）

1993年
- 足球風雲（神谷篤司[12]）
- 機動戰士V鋼彈（梅徹·魯本斯、奇魯·湯頓、庫夫·薩洛蒙）
- GS美神（彼得[13]）
- 灌籃高手（水戶洋平、清田信長、桑田登紀、荒木一雄）
- 哆啦A夢 (大山羨代版)（學生）
- 幽☆遊☆白書（雪菜的護理人員、呂屠、我我鬼、死死若丸）
- 小婦人物語 南與喬老師（法蘭茲·霍夫曼）

1994年
- 幸運超人（勝利超人、半魚人）
- 美少女戰士S（風間優）
- 橘子醬男孩（布萊德·葛萊特）
- 魔天戰神（麥格池[14]）
- 勇者警察傑德卡（迪克／火焰貨櫃車、幾何井田三兄弟長男〈美輝〉）

1995年
- 小紅豆（杉田刑警）
- 黃金勇者合體（惡太·華柴克／伊塔·伊柴克船長）
- 怪盜Saint Tail（佐渡真人）
- 新機動戰記鋼彈W（奧托、阿卜杜、尼科爾、軍將校 等）
- 空想科學世界（勞倫斯）
- 熊之噗太郎（日语：クマのプー太郎）（珠雞的兒子）
- 近所物語（田代勇介）
- 十二生肖爆烈戰士（何魯斯、波奇郎）
- NINKU -忍空-（朱利）
- VR快打（鬼丸）
- 羅密歐的藍天（阿道夫·蒙特巴尼）

1996年
- 蒙面俠蘇洛傳（普拉席德少尉）
- 機動新世紀鋼彈X（夏吉亞·佛羅斯特[15]）
- 機動戰艦撫子號（月臣元一朗）
- 蠟筆小新（須毛駒志郎、警察官、美容師）
- 靈異教師神眉（玉藻京介）
- 城市獵人特別篇 秘密任務（部下）
- 秀逗魔導士系列（1996～1997，奇斯、拉魯姆斯）2系列

1997年
- 大盜五右衛門（魔將腹切·切腹丸、電腦魔神）
- 金田一少年之事件簿（1997～2016，明智健悟[16][17]、俱樂部的愛德[注 1]）3系列
- 致命一擊（岩瀨圭）
- 烙印勇士（葛利菲斯）
- 中華一番！（餃子兄弟〈武雄〉）
- 幸運騎士L（克萊·S·安德森）
- 神奇寶貝（鬼斯通、希巴）
- 科學情人（山川X）
- 馬赫GoGoGo (第2作)（蒙面賽車手X〈響健一〉）
- MAZE☆爆熱時空（薛夫）
- 名偵探柯南（1997～，木島久、上田丈二、羽田秀吉）

1998年
- 餓沙羅鬼（桑島上尉、大川上尉、王重根、岡瑟研究主任）
- 時空偵探建次君（假面男、神父、莫札特、審判、宮本武藏）
- 時空轉抄納斯卡（瓦思卡爾）
- 性感指令外傳 好厲害啊!! 勝先生（科梅奇）
- DT戰士（洛迪）
- 槍神Trigun（克斯卡斯）
- 南海奇皇（鐵隼人）
- Weiß kreuz（朝田哲也）
- 神化嬌嬌女 (新版)（野澤）
- 危險調查員（尼古拉）
- 守護月天！（宮內出雲）
- 遊☆戲☆王（城之內克也）

1999年
- 伊索世界（驢）
- 鋼鐵天使（布蘭度博士）
- SURF SIDE HIGH-SCHOOL（阿部浩也）
- 霹靂酷樂貓（鈴木一郎、古力、蕎麥信）
- 城市獵人：緊急插播!? 惡徒冴羽獠的死期（馬德·道格）
- 格鬥小霸王（斬）
- 索斯機械獸（亨氏）
- 神八劍傳（迅雷·筈木）
- 裝甲拯救部隊（麥可·赫倫）
- 火魅子傳（紫香樂）

#### 2000年代
2000年
- 機巧奇傳（黑鍬間、同心）
- 幻想魔傳 最遊記（焰）
- 網路安琪兒（浩介）
- 週刊故事樂園（真一）
- 奇異的破曉（戴姆）
- 滅絕的島（真一）
- 數碼寶貝大冒險02（2000～2001，木乃伊獸、武之內春彥、及川悠紀夫、貝利亞吸血魔獸）
- 法布爾先生是名偵探（博耶／蜘蛛男爵）
- 嬰兒菲力貓（教授）
- 愛上壞壞的死神（巽征一郎）
- 六門天外（食人魔力量兄弟〈弟〉）
- ONE PIECE（2000～，小八[18]、艾涅爾[19]、斯克巴·賈巴）

2001年
- 犬夜叉（2001～2010，奈落、人見蔭刀）2系列
- X（蒼軌征一狼）
- 天使的尾巴（青龍的剛）
- 宇宙戰士零（宇宙戰士零）
- 沙漠的海賊！隊長庫珀（狼／格雷[20]）
- 最喜歡！布布恰恰（蒂姆）
- 第一神拳（2001～2013，威路古·扎基爾夫）2系列
- 神奇寶貝 雷公雷的傳說（巴修）
- 聖石小子（凱爾·葛羅利）

2002年
- 水瓶戰記 Sign for Evolution（虻戶啟兒）
- 猴王五九（塞特斯）
- 盜賊王JING（文姆斯[21]）
- 奇鋼仙女樓蘭（鬼丸）
- 銀河戰警（西薩里昂）
- 金肉人II世（2002～2006，泰利小子、霍克大巨人、香蕉人、里卡多）3系列
- 人造人009 THE CYBORG SOLDIER（凱恩）
- 東京喵喵（龍月餅）
- 冒險者（少年時期的哥倫布、巴特羅梅奧）
- 炎之蜃氣樓（下間賴龍）

2003年
- F-ZERO 法爾康傳說（劉朱雀、奧唐奈）
- SUBMARINE SUPER 99（大山築、飛行員）
- 獸兵衛忍風帖 龍寶玉篇（柳生連夜）
- Saint Beast 四聖獸（2003～2007，青龍的剛）2系列
- PEACE MAKER鐵（市村龍之介）
- 驚爆危機？校園篇（林水敦信）
- 神奇寶貝超世代（關戶）
- 陽光伴我行。（2003～2004，渡部京介）2系列
- 最後流亡（亞力克斯·羅威[22]）

2004年
- 今日大魔王！（2004～2008，偉拉卿·肯拉特、極樂鳥、羅哈德·維拉）3系列
- 天上天下（高柳光臣）
- 遙遠時空 ～八葉抄～（鵺）
- BLEACH（黑崎一心、椿鬼、東仙要）
- 異域天使（卡洛沙·多爾）
- 熱拳本色1（2004～2011，拿破崙）3系列

2005年
- 怪傑左羅利（小鬼）
- 玻璃假面 (2005年版)（速水真澄）
- 真相之眼（藤田玲司）
- SHUFFLE！（2005～2007，魔王〈弗貝西〉[23]）2系列
- 喜歡就是喜歡（湖月綾野）
- SPEED GRAPHER（水天宮寵兒[24]）
- 創聖的亞庫艾里翁（頭翅）
- 笨笨森林日記（獨角彥）
- 數碼寶貝X進化（木乃伊獸）
- 鬥牌傳說赤木 ～降臨黑暗的天才～（白服〈鈴木〉）
- 火影忍者／疾風傳（2005～2016，君麻呂、第四代火影·波風湊）2系列
- BUZZER BEATER（タキオン）
- 黏黏妖美少女（前田罫市）
- 青檸色之戰奇譚 X CROSS ～請教我談戀愛。～（蒲生大助）

2006年
- 童話槍手小紅帽（傑德）
- 頭文字D Fourth Stage（二宮大輝）
- 學園天堂（中英明）
- 增血鬼果林（黑薔薇王子）
- 戀愛天使安琪莉可 ～心甦醒之時～（2006～2007，聖獸的鋼之守護聖恩斯特）2系列
- 彩雲國物語（2006～2007，藍楸瑛）2系列
- 少年陰陽師（青龍）
- 超級機器人大戰OG -Divine Wars-（南部京介[25]）
- 涼宮春日的憂鬱（多丸裕）
- 009-1（洛基）
- 太陽默示錄（羽田遼太郎[26]）
- D.Gray-man（緹奇·米克）
- 暗夜第六感（霧原直人）
- NANA（一之瀨巧）
- 光之美少女Splash Star（葛亞）
- BLACK LAGOON、BLACK LAGOON The Second Barrage（張維新）

2007年
- 魔女獵人（羅伯特）
- 鬼面騎士 THE SKULL MAN（神代正樹）
- 殭屍借貸（鼈甲）
- Devil May Cry（但丁）
- 藍龍（霍美洛）

2008年
- 艾莉森與莉莉亞（特拉瓦斯[27]）
- 再造人卡辛 Sins（迪奧）
- 鬼太郎 (第5作)（中川邦夫）
- 純情羅曼史（2008～2015，井坂龍一郎）3系列
- 交響情人夢系列（2008～2010，堅尼·多那杜）2系列
- 企鵝找麻煩（2008～2011，小林強尼、神秘的生物、地方的部下、華麗的男子、旁白）3系列
- 神奇寶貝鑽石&珍珠（米可利）
- 無限之住人（偽一）
- MAJOR（2008～2010，傑夫·基恩、斯泰西、亞歷克斯·岡薩雷斯、佐藤壽也的父親 等）3系列
- 魍魎之匣（榎木津禮二郎）
- 意外（中原）

2009年
- 空中鞦韆（山下公平）
- 戰國BASARA（2009～2014，片倉小十郎）3系列
- 蒼天航路（趙雲）
- 迷宮塔 ～烏魯克之劍～（烏拉貢）
- 天國少女（倣立人）
- RIDEBACK（基弗）

#### 2010年代
2010年
- 半妖少女綺麗譚（惠永）
- 超級機械人大戰OG -The Inspector-（南部響介[28]、貝奧武夫）
- 青春CUP（都築）
- 薄櫻鬼 碧血錄（松平容保）
- 吊帶襪天使（湯姆·克魯斯）

2011年
- 天魔黑兔（天魔）
- 金鋼狼 (2011年動畫)（獨眼龍）
- X戰警 (2011年動畫)（獨眼龍）
- 人家一點都不喜歡啦！（攻）
- 世界一初戀（井坂龍一郎）2系列
- 死囚樂園（東弦角）
- 美食獵人TORIKO（次郎）
- 天才黃金腦 ～神之謎（2011～2013，赫伯特·穆勒）3系列
- 戰鬥陀螺 鋼鐵奇兵 4D（2011～2013，拉格、拉格的祖先）2系列

2012年
- 創聖機械天使EVOL（頭翅〈托瑪〉）
- 足球騎士（天童一英）
- 少年同盟2（十老師）
- 向銀河開球（怪人鬍子眼鏡／降矢麟）
- 王者天下（李牧）
- 銀魂系列（2012～2017，佐佐木異三郎）3系列
- 白熊咖啡廳（熊貓媽媽、熊貓爺爺、遊客、學者）
- 無賴勇者的鬼畜美學（魔王卡留斯）
- 冰菓（陸山宗芳）
- BRAVE10（真田幸村）
- 魔奇少年（2012～2014，烏戈[29]、MAGI-A）2系列
- ROBOTICS;NOTES（君島孝）
- ONE PIECE 娜美特別篇 ～領航員之淚與夥伴的羈絆～（小八）

2013年
- IXION SAGA DT（瑪麗安黛拉的哥哥）
- Q弟偵探因幡（荻野邦治[30][31]）
- 王者天下2（李牧[32]）
- 刀劍神域（2013～2020，菊岡誠二郎[33]）特別篇+4系列
- 島耕作的亞洲立志傳（2013～2014，島耕作）4系列
- 魔王勇者（冬寂王）
- LINE OFFLINE 上班族（Moon／饅頭人副課長）
- LINE TOWN（Moon／饅頭人）

2014年
- 諸神的惡作劇（托特·卡圖西斯[34]）
- 鋼彈G之復國運動（卡希爾·桑特）
- 地球隊長（真夏太陽）
- 最強銀河 究極ZERO Battle Spirits（邪界轉生內克斯）
- 抓狂徵信社（尾杜[35][36]）2系列
- 火星異種（2014～2016，蛭間七星[37]）2系列
- 幕末Rock（土方歲三[38]）
- 機甲巴打（阿爾弗里德·加蘭特[39]）
- 你考古嗎？（安德魯·帕克[40]）
- 英雄銀行（冰室冬鬼）
- 魔法戰爭（相羽十[41]）

2015年
- ISUCA依絲卡（神秘男子／全能者）
- Dance with Devils（雷姆的父親）
- 魔鬼戀人 MORE,BLOOD（月浪卡拉）
- 無頭騎士異聞錄 DuRaRaRa!!（2015～2016，葉戈爾[42][43]）3系列
- 小長門有希的消失（多丸裕）
- FAIRY TAIL（馬爾多·吉爾）
- Fate/kaleid liner 魔法少女☆伊莉雅 2wei Herz！（學生會長）
- 北斗神拳 草莓味（舜[44]）
- 枕男子（飯田由一郎[45]）
- 一拳超人（波羅斯）

2016年
- 亞人（阿爾梅達）
- 眾神之記（1人分飾的所有角色）
- 蠟筆小新（2016～，野原廣志〈第2代[注 2][46]〉）
- 島耕作的亞洲新世紀傳（島耕作）
- JOKER GAME（甘利[47]）
- 終末的伊澤塔（魯道夫[48]、馬蒂亞斯1世）
- JoJo的奇妙冒險 不滅鑽石（吉良吉影／川尻浩作[49]）
- 時間旅行少女 ～真理、和花與8名科學家～（早瀨永司[50]）
- TABOO TATTOO -禁忌咒紋-（布拉德·黑石[51]）
- 槍彈辯駁3 -The End of 希望峰學園- 未來篇／絕望篇／希望篇（宗方京助[52]）2系列 + 特別篇
- 夢幻慶典（2016～2017，三神遙人[53]）2系列
- NINJA SLAYER from ANIMATION 特別編輯版（忍者殺手／藤木戶健二）
- 文豪Stray Dogs 第2期（埃德加·愛倫·坡[54]）
- 超時空要塞Δ（阿拉德·梅塔斯[55]）

2017年
- 高校星歌劇（2017～2019，魚住朝喜[56]）2系列
- 王室教師海涅（維克托·馮·古蘭茲來赫[57]）
- 妖怪公寓的優雅日常（龍[58]、鳥3）
- 舞動青春（仙石要[59]）
- 境界之輪迴（音邊）
- ONE PIECE 東海特別篇 ～魯夫與四位夥伴的大冒險～（小八）
- 來自深淵（「黎明卿」嶄新之波多爾多）
- 戰刻夜想曲（織田信長[60]）
- 魔法使的新娘（2017～2018年，賽門·卡拉姆[61]）
- 黑色五葉草（2017～2020，尤利烏斯·諾瓦克羅諾[62]／老婆婆）

2018年
- 妖怪手錶 影之章（2018～2019，島之內巖流／洞潔）
- 驚爆危機！Invisible Victory（林水敦信[63]）
- 中間管理錄利根川（利根川幸雄[64]）
- 深夜！天才妙老爹（本官[65]／幼兒本官、一夜情、硬的大便）
- LORD of VERMILION 紅蓮之王（赤谷犬樹[66]）
- ONE PIECE 空島特別篇（艾涅爾）
- 來玩遊戲吧（奧莉薇亞的哥哥[67]）
- 學園BASARA（片倉小十郎[68]）
- 來自繽紛世界的明日（月白弦[69]、卡拉比丘的精靈）
- Banana Fish（白[70]）
- 魔法禁書目錄III（2018～2019，右方之火[71]）

2019年
- 明治東京戀伽（查理[72]）
- 超可動女孩1/6（奧茲瑪[73]）
- 拾又之國（拾因[74]）
- 賢者之孫（奧利弗·斯托羅姆[75]／奧利韋拉·馮·史特拉迪烏斯）
- 鬼滅之刃（產屋敷耀哉[76]）
- 輕觸小發明 PIKACHIN-KIT（馬貝利克）
- 文豪Stray Dogs 第3期（埃德加·愛倫·坡）
- 魔法水果籃（2019～2021，草摩藉真[77]）3系列
- 警視廳 特務部 特殊凶惡犯對策室 第七課 -特7-（桐生院左近零衛門[78]）
- 刺客守則（老爹[79]）
- PSYCHO-PASS 3（Round Robin[80]）

#### 2020年代
2020年
- GO！GO！原子小金剛（北信介）
- 王者天下3（李牧[81]）
- 胖腹動物的生活（發彥[82]、章魚們）
- 困擾爺爺（旁白[83]）
- 闇影詩章（2020～2021，萊昂·奧朗什[84]）
- 小書痴的下剋上：為了成為圖書管理員不擇手段！ 第2期（卡斯泰德[85]）

2021年
- 無職轉生～到了異世界就拿出真本事～（保羅·格雷拉特[86]）
- 金塔馬尼犬（托恩[87]）
- Hortensia SAGA 蒼之騎士團（吉姆·馬格尼爾[88]、阿德爾[88]）
- 文豪Stray Dogs 汪！（埃德加·愛倫·坡）
- 轉生成蜘蛛又怎樣！（波狄瑪斯·帕菲納斯[89]）
- 七騎士 革命 -英雄的繼承者-（克里斯[90]）
- 瓦尼塔斯的手札（魯思文）
- 桃子男孩渡海而來（彥〈桃太郎〉[91]）
- 哆啦A夢 (水田山葵版)（銅鑼燒星人 通信士[92]）
- 海賊王女（阿貝爾·布盧菲爾德[93]）
- 世界頂尖的暗殺者轉生為異世界貴族（祈安·圖哈德[94]）
- 白金終局（六階堂七斗[95]）
- 鬼滅之刃 無限列車篇（產屋敷耀哉）
- 鬼滅之刃 遊郭篇（產屋敷耀哉）
- 進化果實～不知不覺踏上勝利的人生～（魔神）

2022年
- ORIENT 東方少年（犬塚一真佐）
- 寶可夢 旅途（米可利）
- 王者天下4（李牧）
- 小書痴的下剋上：為了成為圖書管理員不擇手段！ 第3期（卡斯泰德[96]）
- 杜鵑婚約（天野宗一郎[97]）
- 數碼寶貝幽靈遊戲（吸血魔獸）
- 來自深淵 烈日的黃金鄉（波多爾多）
- POP TEAM EPIC 第2期（PIPI美〈第2話B段〉）
- 永久少年 Eternal Boys（山中大輔[98]）
- BLEACH 千年血戰篇（黑崎一心／志波一心、東仙要）

2023年
- Buddy Daddies 殺手奶爸（九棋久太郎[99]）
- 阿魯斯的巨獸（吉羅[100]）
- HIGH CARD 至高之牌（葛雷格·楊格[101]）
- 不相信人類的冒險者們好像要去拯救世界（菲弗斯）
- 文豪Stray Dogs 第4期（埃德加·愛倫·坡）
- 真·進化果實～不知不覺踏上勝利的人生～（魔神）
- 我的英雄學院 第6期（第四代·四乃森避影[102]）
- 鬼滅之刃 刀匠村篇（產屋敷耀哉）
- 境界服務（ゼノ・ストークス[103]）
- 魔法使的新娘 SEASON2（賽門·卡拉姆）
- 成為悲劇元凶的最強異端，最後頭目女王為了人民犧牲奉獻（亞伯特·羅耶爾·艾比[104]）
- 文豪Stray Dogs 第5期（埃德加·愛倫·坡）
- 七大罪 啟示錄四騎士（伊隆席德[105]）
- 不死不運（方[106]）

2024年
- HIGH CARD 至高之牌 第2期（葛雷格·楊格[107]）
- 魔女與野獸（阿夏夫[108]）
- 王者天下5（李牧[109]）
- 身為魔王的我娶了奴隸精靈為妻，該如何表白我的愛？（旁白[110]）
- 我回來了、歡迎回家（藤吉弘[111]）
- 鬼滅之刃  柱訓練篇（產屋敷耀哉）
- 我的英雄學院 第7期（第四代·四乃森避影[112]）
- 金肉人 完美超人始祖篇（惡魔將軍[113]）
- 七大罪 啟示錄四騎士 第2期（伊隆席德[114]）
- 亂馬1/2（第2作）（小乃東風[115]）
- 女僕冥土小姐（橫谷新）

2025年
- 一杆青空（田中哲弘〈阿哲〉[116]）
- 魔法使的約定（費加洛[117]）
- 金牌得主（司的教練）
- 正義使者 -我的英雄學院之非法英雄-（名流隊長／克里斯多夫·史卡萊恩[118]）
- 靈異教師神眉（第2作）（玉藻京介[119]）
- GACHIAKUTA（雷格特[120]）
- 杜鵑婚約 第2期（天野宗一郎[121]）
- NYAIGHT OF THE LIVING CAT 活屍貓之夜（ガンスリンガー[122]）
- 轉生為第七王子，隨心所欲的魔法學習之路（シビル・ウォー[123]）
- 野原廣志 午餐的流派（野原廣志[124]）
- 王者天下6（李牧[125]）

### OVA
1988年
- 銀河英雄傳說

1990年
- A.D.POLICE
- THE八犬傳（里見義成）
- 賽車場之狼II 莫戴娜之劍（晃）
- SOL BIANCA
- 綠山高校甲子園篇（關口岳留）
- 羅德斯島戰記（聖騎士B、士兵）

1991年
- 一本包丁滿太郎2 大阪素麵戰爭
- NG騎士檸檬汽水&40 EX 畢克龐貝達城冒險 愛的狂瀾大作戰（菅沼、千葉部長）
- 御宅族錄影帶（飯山）
- 乙姬CONNECTION（尤達）
- 大盜五右衛門 次元城的惡夢（源桑）
- 機動戰士鋼彈0083：Stardust Memory（蘭巴·卡克斯）
- 孔雀王（警官）
- 硬派銀次郎（送牛奶的人）
- 爆炎轉校生
- 魔獸戰士露娜·華爾格（士兵A）
- 魍魎戰記MADARA（暴將狼侮）

1992年
- 紅色疾風
- Wolf Guy ～狼的紋章～（犬神明）
- 永遠的法蓮娜（廣播）
- 甲龍傳說維爾加斯特（奎）
- 猩猩人（仁村）
- 創世機士凱亞斯
- Nozomi♡Witches（南條）
- 花平火箭炮（學生）
- 巴比倫2世（格里芬）
- 魔物獵人妖子2（作業員A）

1993年
- 艾爾·卡拉爾的遺產（巴布爾）
- （村井）
- 我是大哥大!!（五十嵐〈兄〉）
- 紺碧艦隊（大竹馬太郎〈初代〉、高杉艦隊士官）
- Genocyber 虛界之魔獸（史萊）
- 創龍傳
- 陷入那樣般情緒吧my舞（工藤諒一）
- 代紋TAKE2 第II章（阿久津丈二）
- BAD BOYS 搞怪少年（原邊俊昌）
- BIG WARS 神擊的紅色荒野（土方）
- 地球守護靈（小椋迅八、玉蘭）
- 魔神英雄傳 沒有終結的故事（四天龍王）
- MOLDIVER（大宇宙寬）

1994年
- 宇宙騎士BLADE II（D-Boy／宇宙騎士布萊德〈相羽鷹矢〉）
- 非常偶像Key（三和土州一）
- 漂之男子漢（桐島廣美）
- 電腦少女Compiler（評議員C）
- 湘南純愛組！（塚井強、仲條國土）
- 我不是天使（須藤晃）
- 爆炎學園（山城數馬）
- BADBOYS2（高間數俊）
- 放學後的辦公室（川瀨均）
- 火星（山口醫師）
- 魔物獵人妖子5 光陰霸王之亂（朝倉）

1995年
- （鬼場洋平）
- 黃龍之耳 美那之章（棗希郎衛門）
- 真·女神轉生 東京默示錄（三浦陽介）
- 精靈使（擁）
- 沉默的艦隊
- 美少女遊擊隊Battle Skipper（藤堂）

1996年
- 超人力霸王超鬥士激傳（超人力霸王／超鬥士超人力霸王）
- 斬鬼者覺悟（霸岡大）
- TWIN SIGNAL（真城巡査）
- BRONZE ZETSUAI since 1989（主人）
- 我的性騷擾煩惱（藤田耀平）

1997年
- 超光速Grandoll（楢崎學長）
- 電腦戰隊VOOGIE'S★ANGEL（傑伊·巴斯特）

1998年
- 紺碧艦隊（美軍飛行員A）
- BADBOYS5（小鳥田真二）

1999年
- 靈異教師神眉 史上最大激戰！絕鬼來襲!!（玉藻京介）
- 卒業M ～我們的嘉年華～（御影小路霞）
- BREAK-AGE（蒂塔）

2000年
- 銀河英雄傳說外傳 奪還者（班德林格少校）
- 傳心 守護月天！（宮內出雲）
- 初吻☆物語 ～故事從接吻開始～（早川翔吾）

2002年
- 男男最遊記（久保田誠人[126]）
- 追擊揚格·哈洛克！宇宙戰士零外傳（零戰士）

2003年
- 西部曠野天使（傑克）
- 萌娘商社 THE ANIMATION（神崎貴廣）

2004年
- 機神咆吼DEMONBANE 特典OVA（布雷克）
- 幻想傳說 THE ANIMATION（達奧斯）
- 火影忍者 隱蔽瀑布處的戰鬥 我是英雄！（村雨）
- 擁抱春天的羅曼史（岩城京介）
- BLEACH Memories in the rain（黑崎一心）
- 炎之蜃氣樓 ～水畔的叛逆者～（下間賴龍）
- 青檸色之戰奇譚 南國夢浪漫（蒲生大助）

2005年
- 超級機器人大戰ORIGINAL GENERATION THE ANIMATION（南部響介）
- Saint Beast 四聖獸 ～幾千個晝與夜篇～（青龍的剛）
- 天上天下 ULTIMATE FIGHT（高柳光臣）
- 最終幻想VII 降臨之子（2005～2009，賽菲羅斯）2作品
- LAST ORDER FINAL FANTASY VII（賽菲羅斯）

2007年
- 頭文字D BATTLE STAGE 2（二宮大輝）
- 今日大魔王！R（偉拉卿·肯拉特）
- 關上最後的門（本田賢三）
- 創聖的亞庫艾里翁（頭翅）
- 交響曲傳奇 THE ANIMATION（尤安）
- 冬之蟬（秋月景一郎）

2008年
- 漂亮爸爸。（鷹司千尋）

2010年
- 交響曲傳奇 THE ANIMATION 泰瑟亞蘭篇（尤安）
- BLACK LAGOON Roberta's Blood Trail（張維新）
- VOTOMS FINEDER（迪阿哈爾特）
- 渣和無用改革 -The Legend of KOIZUMI-（小泉純一郎）
- ONE PIECE FILM STRONG WORLD EPISODE:0（小八）

2011年
- 人家一點都不喜歡啦！（若社長）
- SUPERNATURAL：THE ANIMATION（泰隆）
- 交響曲傳奇 THE ANIMATION 世界統合篇（尤安）

2012年
- 一發必中!! Devander（[127]）
- 史上最強弟子兼一（克里斯多福·勒克萊爾[128]）[注 3]

2013年
- 金田一少年之事件簿「黑魔術殺人事件」（明智健悟）
- 變形金剛：參乘合體變形金剛Go！（獵人OPTIMUS PRIME[129]、OPTIMUS X-PRIME）

2014年
- WILD ADAPTER「禪 -ZEN-」（時任稔[130]）
- 幕末Rock「湯煙推理劇！溫泉怪事件!!」（土方歳三）[注 4]

2015年
- （聲音出演）
- WILD ADAPTER「航 -KOU-」（久保田誠人）

2016年
- 血界戰線「國王餐廳的國王」（弗利佐亞）[注 5]

2018年
- 機動戰士鋼彈 THE ORIGIN（華肯）[注 6]
- 火星異種（蛭間七星[131]）[注 7]
- 幽☆遊☆白書「是成是敗」（正聖神黨首領）

2020年
- 哥布林殺手 -GOBLIN'S CROWN-（小鬼聖騎士）

### 電影動畫
1990年
- 櫻桃小丸子：友情歲月（體育老師）

1991年
- 老人Z（記者B）

1992年
- 機動戰士鋼彈0083：吉翁的殘光（拉萬·柯克斯）

1993年
- 七龍珠Z：銀河面臨危機!! 身手不凡的高手（格庫亞）

1994年
- 劇場版 GS美神（彼得）
- J聯賽的享受100倍快樂的方法!!（礒貝洋光）
- 劇場版 灌籃高手（水戶洋平）
- 灌籃高手：稱霸全國！櫻木花道（水戶洋平）
- 平成狸合戰（警官）

1995年
- 灌籃高手：湘北最大的危機！燃起鬥志的櫻木花道（水戶洋平、桑田登紀）
- 灌籃高手：咆哮籃球員靈魂！花道和流川的灼熱夏季（水戶洋平）

1996年
- 劇場版 近所物語（田代勇介）
- 劇場版 天地無用！in LOVE（信幸〈高中生〉）
- 哆啦A夢：大雄與銀河超特急（恐龍之星的管理人）

1997年
- THE DOG OF FLANDERS 法蘭德斯之犬（喬戈斯〈20年後〉）

1998年
- 機動戰艦撫子號 -The prince of darkness-（月臣元一郎）

1999年
- 金田一少年之事件簿2：殺戮的深藍（明智健悟）
- 劇場版 遊☆戲☆王（城之內克也）

2000年
- 名偵探柯南：瞳孔中的暗殺者（友成真）

2001年
- 劇場版 幻想魔傳 最遊記 Requiem獻給落選者的安魂曲（妖怪）
- 劇場版 金肉人II世（泰利小子）
- 暹邏貓 -初次任務-（艾佩）

2002年
- 劇場版 犬夜叉：鏡中的夢幻城（奈落）
- 金肉人II世：肌肉人參爭奪！超人大戰爭（泰利小子）

2004年
- APPLESEED（義經）
- 魔法少年賈修：第101個魔物（懷茲曼）
- 聖鬥士星矢 天界篇 序奏 ～overture～（テセウス）

2005年
- 明天也要精神百倍！ ～一半的甘薯～（復員兵）

2006年
- 劇場版 BLEACH MEMORIES OF NOBODY（黑崎一心、梁）

2007年
- 劇場版 亞庫艾里翁（頭翅）
- 大。
- 劇場版 BLEACH The DiamondDust Rebellion 鑽石星塵的反叛（黑崎一心）
- 日本鎖國（如月）

2009年
- 劇場版 企鵝找麻煩：幸福的青鳥（小林約翰尼）
- 劇場版 小雙俠：新雙俠機械大集合！玩具國大決戰，骰子！（帕·斯爾大臣）

2010年
- 古城荊棘王 -King of Thorn-（麥克·歐文）
- 劇場版 火影忍者疾風傳：失落之塔（波風湊）
- 劇場版 BLEACH 地獄篇（黑崎一心）

2011年
- 劇場版 戰國BASARA -The Last Party-（片倉小十郎）
- 鋼之鍊金術師：嘆息之丘的聖星（梅爾賓·波賈／阿托拉斯）
- 萬能野菜 Ninninman（Ninninman）

2012年
- 惡靈古堡：詛咒（里昂·S·甘乃迪）2012年劇場公開版、DVD
- ROAD TO NINJA -NARUTO THE MOVIE-（波風湊）

2013年
- 宇宙海賊哈洛克 -SPACE PIRATE CAPTAIN HARLOCK-（伊索拉）
- 劇場版 美食獵人TORIKO：美食神的超食寶（次郎）
- 龍 -RYO-（土方歲三[132]）

2014年
- 劇場版 Happiness Charge 光之美少女！人偶之國的芭蕾舞女（黑牙）
- 聖鬥士星矢 LEGEND of SANCTUARY（射手座艾歐羅斯）

2015年
- 劇場版 明治東京戀伽 ～弦月的小夜曲～（查理）
- Pokemon the movie XY 光環的超魔神 胡帕（古里斯曾祖父）

2016年
- 亞人 -衝突-（阿爾梅達）

2017年
- 劇場版 刀劍神域：序列爭戰（菊岡誠二郎）
- 蠟筆小新：宇宙人Pi力來襲!!（野原廣志、25週年紀念特別影像旁白）
- 交響詩篇艾蕾卡7：高度進化（2017～2021，霍蘭德·諾沃克[133][134]）2作品
- 惡靈古堡：血仇（里昂·S·甘乃迪）
- 劇場版 妖怪手錶：暗影面鬼王的復活（洞潔）

2018年
- 劇場版 超時空要塞Δ：激情的女武神（阿拉德·梅塔斯）
- 蠟筆小新：功夫小子 ～拉麵大亂鬥～（野原廣志）
- 忍者蝙蝠俠（雙面人[135]）
- 劇場版 七大罪：天空的囚人（貝魯利昂[136]）
- 誘拐安娜（教授）

2019年
- 就算明天世界毀滅（泉宗[137]）
- 劇場版 幼女戰記（威廉·道格拉斯·德瑞克[138]）
- 劇場版 王室教師海涅（維克多·馮·古蘭茲來赫[139]）
- 蠟筆小新：新婚旅行風暴 ～奪回廣志大作戰～（野原廣志）
- 鋼彈Reconguista in G I、II（2019～2020，卡希爾·聖特[140]）2作品

2020年
- 劇場版 來自深淵：深沉靈魂的黎明（波多爾多[141]）
- PSYCHO-PASS 3 FIRST INSPECTOR（Round Robin[142]）
- 蠟筆小新：激戰！塗鴉王國與差不多四勇者（野原廣志）
- 劇場版 鬼滅之刃 無限列車篇（產屋敷耀哉[143]）
- 意想不到的金太狼（真坂金太狼[144]）

2021年
- 銀魂 THE FINAL（服部全藏）
- 東京七姐妹 -我們化作青空-（滑川紀之[145]）
- 復興應援 政宗Datenicle 合體版＋（初代家主 伊達朝宗）
- 名偵探柯南：緋色的彈丸（羽田秀吉）
- 劇場版 BanG Dream！Episode of Roselia I、II（湊友希那的父親）2部作
- 龍與雀斑公主（賈斯汀[146]）
- 蠟筆小新：謎案！天下春日部學院的怪奇事件（野原廣志）
- 劇場版 超時空要塞Δ 絕對LIVE!!!!!!（阿拉德·梅塔斯[147]）
- 我的朋友霸王龍（路奇[148]）

2022年
- 劇場版 屁屁偵探 SHIRIARTY（波洛修[149]）
- 蠟筆小新：幽靈忍者珍風傳（野原廣志[150]）
- 劇場版 異世界四重奏 ～Another World～（亞歷克[151]）
- 怪盜皇后喜歡馬戲團（ホワイトフェイス）

2023年
- 黑色五葉草：魔法帝之劍（尤利烏斯·諾瓦克羅諾[152]）
- 惡靈古堡：死亡岛（里昂·S·甘乃迪）
- 新次元！蠟筆小新THE MOVIE 超能力大決戰 ～飛吧！手卷壽司～（野原廣志）

2024年
- 蠟筆小新：我們的恐龍日記（野原廣志）

2025年
- 蜡笔小新：超华丽！灼热的春日部舞者（野原廣志）
- 與愛麗絲夢遊仙境 -Dive in Wonderland-（柴郡貓[153]）

### 網路動畫
2014年
- 神奇寶貝 歐米加紅寶石·阿爾法藍寶石 Mega Special Animation（旁白）

2015年
- NINJA SLAYER from ANIMATION（忍者殺手／藤木戶健二[154]）

2016年
- 蠟筆小新外傳 外星人vs.新之助（野原廣志〈第2代〉）
- 蠟筆小新外傳 玩具大戰（野原廣志）
- 政宗Datenicle（初代家主伊達朝宗（日语：伊達朝宗））

2017年
- 蠟筆小新外傳 帶家族之狼（野原廣志之助）
- 蠟筆小新外傳 妖怪與野原新之助（搞玩老爹）
- 格鬥天王：命運（傑夫·柏格德）
- 夢幻慶典R（三神遙人）

2018年
- B：彼之初（吉爾伯特·羅斯[155]）

2019年
- OBSOLETE（宮島[156]）

2020年
- 蟲籠的卡伽斯特爾（馬里奧[157]）
- ZENONZARD THE ANIMATION（〈第2代〉）

2021年
- 惡靈古堡：無盡闇黑（里昂·S·甘乃迪[158]）

2023年
- 拳願阿修羅 第2期（十鬼蛇二虎[159]）

### 遊戲

#### 1990年代
1991年
- 打鱷魚機

1992年
- 按鈕快按冠軍
- 測驗大人的野望（日语：クイズ殿様の野望）（旁白）[注 8]

1993年
- 機裝魯加（羅德斯）
- 聖魔傳說3×3EYES（妖魔）
- KNUCKLE HEADS（藤岡猛）
- Vay ～流星之鎧～（海貝爾迦）
- 幽☆遊☆白書（死死若丸、是流）[注 9]

1994年
- 阿爾納姆之牙 獸族十二神徒傳說（肯布）
- 星球破壞者（卡農）
- 幽☆遊☆白書2 格鬥之章（死死若丸）
- 幽☆遊☆白書 特別篇
- 幽☆遊☆白書（死死若丸）[注 10]
- 對戰益智球（龍、嶋課長、大岩權造、殿下）

1995年
- 餓狼傳說3 遠古征戰（包伯·威爾森[160]、洪福[160]）
- 快打旋風ZERO（納修）
- REAL BOUT 餓狼傳說（包伯·威爾森[160]、洪福[160]）

1996年
- 安琪莉可Special2（王立研究院主任恩斯特）
- X戰警 VS. 快打旋風（納修）
- 時空偵探DD 幻影羅蕾萊（鳴神雷藏）
- 新超級機器人大戰（梅徹·魯本斯、ELITE士兵）
- 快打旋風ZERO2（納修）
- 快打旋風ZERO2 ALPHA（納修）
- 刀魂（御劍平四郎、黃星京）[注 11]
- 閃電英雄 大悟的大冒險（泰利非克·弗洛克）

1997年
- 阿爾納姆之翼 在燒塵之空的彼方（肯布）
- （洛泰爾·阿努爾夫·林葛·特姆科·伏特）
- 靈異教師神眉（玉藻京介）
- 私立正義學園 LEGION OF HEROES（羅貝多·三浦[161]）
- 續·初戀物語 ～修學旅行～（神崎弘也）
- 鐵拳3（花郎）
- （菲恩）
- BATTLE CIRCUIT
- 漫威超級英雄 VS. 快打旋風（影子〈納修〉）
- REAL BOUT 餓狼傳說SPECIAL（包伯·威爾森[6][160]、洪福[6][160]）

1998年
- 安琪莉可 天空的鎮魂歌（王立研究院主任恩斯特）
- 機動戰艦撫子號 The blank of 3years（月臣元一朗）
- 金田一少年之事件簿2 地獄遊園殺人事件（明智健悟）
- 千劍物語（修米特）
- 時空偵探DD2 叛逆的阿普薩拉爾（鳴神雷藏）
- 新世代機器人戰記（惡太·華柴克）
- 星際鬥劍2（隼人）
- 快打旋風EX2（疾風）
- 快打旋風ZERO3（隆、納修）
- 宙斯 屠殺之心 2nd（馬克·格蘭德）
- 劍魂（御劍平四郎）
- 旅遊派對 來一場畢業旅行吧（加賀翼）
- 聖龍戰記II（巴茲）
- 神奇傳說（T.T.）
- 神奇傳說 時空道標（T.T.）
- Back Gainer ～覺醒的勇者們～ −覺醒篇「蓋納轉生」−（矢田）
- 漫威 vs. 卡普空 CLASH OF SUPER HEROES（隆、影子）
- 人形公主（菲迪南·馬爾·E）
- 雪割花（大久保芳彥）
- REAL BOUT 餓狼傳說2 THE NEWCOMERS（包伯·威爾森[160]、洪福[160]）

1999年
- SD鋼彈 G世代系列（1999～2020，蘭巴·卡克斯、梅徹·魯本斯、阿卜杜、夏吉亞·佛羅斯特、Sakky竹田 等）13作品
- 降鬼一族（冰之皇子、其他男神）
- 機動戰艦撫子號 NADESICO THE MISSION（月臣元一朗）
- 金田一少年之事件簿3 青龍傳說殺人事件（明智健吾）
- Silent bomber（尤塔·菲特）
- 私立正義學園 熱血青春日記2（羅貝多·三浦）
- 快打旋風EX2 PLUS（疾風）
- 宙斯II 屠殺之心（馬克·格蘭德）
- 戰國美少女繪卷 斬斷雲空!! ～春風之章～（歐迪姆）
- 超時空要塞 VF-X2（曼弗雷德·布朗德）

#### 2000年代
2000年
- AZITO3（シルバーモズ）
- 安琪莉可 三重奏（王立研究院主任恩斯特）
- CAPCOM VS. SNK MILLENNIUM FIGHT 2000（隆、殺意波動覺醒之後的隆、洪福）
- 建築重機械瘋狂戰鬥 破壞金剛!!（松葉山珠之丞）
- 宇宙戰士零（宇宙戰士零）
- 高機動幻想 機甲槍兵（若宮康光）
- 召喚夜響曲（索爾）
- 超級機器人大戰α（梅徹·魯本斯）
- NEUES（雷卡爾西·伊魯斯）
- 女神異聞錄2 罰（南條圭）
- 漫威 vs. 卡普空2 英雄們的新世紀（隼人、納修）
- 燃燒吧！正義學園（羅貝多·三浦）

2001年
- Apocripha/0（傑德·戴維斯）
- EVERGRACE（菲魯克）
- CAPCOM VS. SNK 2 MILLIONAIRE FIGHTING 2001（隆、殺意波動覺醒之後的隆、洪福）
- 光明騎士3（文森特·克羅采）
- 超級機器人大戰α for Dreamcast（梅徹·魯本斯）
- 超級機器人大戰α外傳（夏吉亞·佛羅斯特）
- 快打旋風ZERO3↑（隆、納修）

2002年
- 在我之下掙扎（吉岡啓一郎）
- 學園天堂 BOY'S LOVE SCRAMBLE！（中英明）
- 神無之鳥（深町康哉）
- 金肉人II世 正義超人之路（泰利小子）
- 金肉人II世 新世代超人VS傳說超人（泰利小子）
- Shinobi（守恒）
- 超級機器人大戰IMPACT（南部響介、月臣元一朗）
- 星際大戰：帝國戰場（歐比王·肯諾比）
- 劍魂II（御劍平四郎）
- 玩具兵團：RTS（霍克軍曹）
- RUNE（破壞之神）
- 聖石小子系列（凱爾·葛羅利）
  - ～未完的秘石～
  - 真實格鬥戰
  - ～光與闇之戰～
  - ～光與闇之戰2～

2003年
- 安琪莉可 Etoile（聖獸的鋼之守護聖恩斯特）
- 頭文字D Special Stage（二宮大輝）
- SNK VS. CAPCOM SVC CHAOS（隆）
- Operator's Side（武藤警備員）
- Kunoichi -忍-（喬·武藏）
- 交響曲傳奇（尤安）
- 古墓奇兵：黑暗天使（柯蒂斯·特倫特）
- 薔薇樹上薔薇開（水川抱月）
- ONE PIECE 偉大航路之爭！3（艾涅爾）

2004年
- 吸血鬼驚魂（拉斯提）
- 學園天堂 BOY'S LOVE SCRAMBLE！Type B（中嶋英明）
- CAPCOM FIGHTING Jam（隆）
- 金肉人 新世代英雄（泰利小子、里卡多）
- 魔法少年賈修!! 友情搭檔火力全開（淮斯曼）
- 超級機器人大戰MX（2004～2005，月臣元一朗）2作品
- 數碼寶貝格鬥編年史（貝利亞吸血魔獸）
- 天誅 紅（花花公子亂造）
- 烙印勇士 ～千年帝國之鷹篇 聖魔戰記之章～（格里弗斯）
- 真名法典（阿格雷亞·傑伊·歐文、青年雨果）
- ONE PIECE Land Land！（艾涅爾、小八）

2005年
- Another Century's Episode（月臣元一郎）
- 學園天堂 重現江湖！（中嶋英明）
- 王國之心II（賽菲羅斯）
- SHUFFLE！ON THE STAGE（魔王〈弗貝西〉）
- GAME S.S.D.S.～刹那的英雄～（米夏埃爾·修麥爾）
- 星際大戰三部曲：西斯大帝的復仇（歐比王·肯諾比）
- 劍魂III（御劍平四郎）
- NAMCO x CAPCOM（隆、殺意波動覺醒之後的隆、御劍平四郎）
- 火影忍者 激鬥忍者大戰！4（君麻呂）
- 火影忍者 終極風暴3（君麻呂）
- 花町物語（東條巽）
- 夢幻奇緣2☆☆☆（約翰·海雪爾）
- 雷霆任務5 ～戰爭的傷痕～（沃特·菲恩）
- 幽☆遊☆白書FOREVER（死死若丸）
- ONE PIECE 偉大航路之爭！RUSH（艾涅爾、小八）
- ONE PIECE 海盜嘉年華（艾涅爾）
- Fighting For ONE PIECE（艾涅爾）

2006年
- Another Century's Episode 2（月臣元一郎）
- 高機動交響曲GPO 青之章～將信送到光之海～（若宮康光）
- （偉拉卿·肯拉特）
- 今日大魔王！起始之旅（偉拉卿·肯拉特）
- 金肉人 肌肉世代（泰利小子、里卡多）
- 金肉人 肌肉大獎賽MAX（泰利小子）
- 戰國BASARA2（片倉小十郎）
- 於是在這宇宙里閃耀著你的詩篇（艾迪歐斯）
- 幻想傳奇 -全語音版-（達奧斯[注 12]）
- 純愛手札 Girl's Side 2nd Kiss（若王子貴文）
- BLOOD+ 雙翼的輪舞曲（阿列克謝·羅曼諾夫）
- 勇者物語 ～新的旅人～（奇·基瑪）
- 勇者物語 ～亘的冒險～（奇·基瑪）
- 水之旋律2 ～緋色記憶～（安曇康秀）
- Lamento -BEYOND THE VOID-（萊伊）
- 光之美少女Splash Star（葛亞）

2007年
- Another Century's Episode 3 THE FINAL（月臣元一郎、夏吉亞·佛羅斯特）
- 頭文字D ARCADE STAGE 4（二宮大輝）
- 在我之下AGAKE（吉岡啓一郎）
- 今日大魔王！真魔國的假日（偉拉卿·肯拉特）
- 核心危機 -最終幻想VII-（賽菲羅斯）
- 少年陰陽師 歸天之翼（青龍）
- 超級機器人大戰OG系列（2007～2016，南部響介）5作品[注 13]
- 超級機器人大戰OG外傳（南部響介）
- 四聖獸 ～螺旋之章～（青龍的剛）
- 戰國BASARA2 英雄外傳（片倉小十郎）
- 於是在這宇宙里閃耀著你的詩篇XXX（艾迪歐斯）
- 經典傳奇Vol.2（尤安）
- （本庄太一郎）
- 火影忍者疾風傳 終極風暴（君麻呂）
- 火影忍者疾風傳 終極風暴2（君麻呂）
- BLEACH ～炙熱之魂4～（東仙要）
- THE BATTLE OF 幽☆遊☆白書 ～死鬥！暗黑武術會～ 120%（死死若丸）
- ONE PIECE 無限冒險（日语：ONE PIECE アンリミテッドアドベンチャー）（艾涅爾）
- ONE PIECE 靈魂檔位（艾涅爾）

2008年
- 紅線 DS（コータ）
- 機動戰士鋼彈 鋼彈VS.鋼彈（夏吉亞·佛羅斯特）
- （萊伊）
- 金肉人 肌肉大獎賽2 特大碗（泰利小子）
- 超級機器人大戰A PORTABLE（月臣元一朗）
- 超級機器人大戰Z（夏吉亞·佛羅斯特、頭翅）
- 劍魂IV（御劍平四郎、拉斐爾的手下）
- 最終幻想 紛爭（賽菲羅斯）
- 交響曲傳奇 -拉塔特斯克的騎士-（尤安·卡菲伊）
- 宵星傳奇（穿越時間男子）
- 純愛手札 Girl's Side 2nd Season（若王子貴文）
- 生化奇兵（亞特拉斯／法蘭克·芳登）
- BLEACH ～炙熱之魂5～（東仙要）
- 企鵝找麻煩 最強企鵝傳說!（小林強尼）
- （神谷将吾）
- Life With Idol（和泉毅郎）
- ONE PIECE 無限巡航 Episode:1 -波浪中的秘寶-（日语：ONE PIECE アンリミテッドクルーズ）（艾涅爾）

2009年
- 刺客教條II（李奧納多·達文西）
- S.Y.K ～新說西遊記～（顯聖二郎真君）
- 機動戰士鋼彈 鋼彈VS.鋼彈NEXT（夏吉亞·佛羅斯特）
- 戰國BASARA 熱戰英雄（片倉小十郎）
- 劍魂 Broken Destiny（御劍平四郎）
- 最終幻想 紛爭 Universal Tuning（賽菲羅斯、日語版戰鬥聲音）
- 時空幻境 世界傳奇 閃耀神話2（達奧斯）
- 時空幻境 決鬥傳奇（達奧斯）
- Death Connection（盧西亞諾）
- 火影忍者 終極風暴（君麻呂）
- 火影忍者疾風傳 終極覺醒 3（第四代火影·波風湊）
- （東條巽）
- Bloody call
- 無限航路（青年尤利）
- ONE PIECE ONEPY B MATCH（艾涅爾）

#### 2010年代
2010年
- 刺客教條：兄弟會（李奧納多·達文西）
- Another Century's Episode:R（南部響介、頭翅）
- 魔塔大陸3 終結世界的少女詩歌（光五條）
- 維新戀華 龍馬外傳（本龍馬）
- S.Y.K ～蓮咲傳～（顯聖二郎真君）
- S.Y.K ～新說西遊記～ Portable（顯聖二郎真君）
- （橘龍之介）
- 機動戰士鋼彈 極限vs.（夏吉亞·佛羅斯特）
- 王國之心 夢中降生（王子）
- 三國戀戰記 ～少女的兵法！～（孟德）
- 戰國BASARA3（片倉小十郎）
- （織田信長）
- 龍之子VS. CAPCOM 終極明星戰（D-Boy／相羽隆也）
- 幻想傳奇 變裝迷宮X（達奧斯）
- 龍之谷（傑倫特）
- 火影忍者疾風傳 終極風暴2（第四代火影·波風湊）
- 火影忍者疾風傳 激鬥忍者大戰！SPECIAL（第四代火影·波風湊）
- 華戀v武士×騎士（相馬上總）
- 最後一戰：瑞曲之戰（Noble1 卡特）
- 雅戀 ～MIYAKO～（葦屋道滿）
- （榊宗一郎）
- ONE PIECE 大決戰！（艾涅爾、小八）

2011年
- Are you Alice？（白之騎士）
- 安琪莉可 魔戀的六騎士（凱因）
- 英雄傳說 碧之軌跡（亞里歐斯·馬克萊因）
- S.Y.K ～蓮咲傳～ Portable（顯聖二郎真君）
- 戰國BASARA 年代群雄（片倉小十郎）
- 戰國BASARA3 宴（片倉小十郎）
- 最終幻想 紛爭012（賽菲羅斯）
- 時空幻境 世界傳奇 閃耀神話3（達奧斯）
- Death Connection 攜帶版（盧西亞諾）
- 東京山手 BOYS（殺人鬼〈來栖恭平〉）
- 美食獵人TORIKO 美食求生戰！（次郎）
- 七龍珠群雄（2011～2017，格庫亞）5作品[注 14]
- 火影忍者疾風傳 終極震撼（第四代火影·波風湊）
- 漫威對卡普空3：兩個世界的命運（但丁）
  - 終極漫威對卡普空3（但丁）
- 鵝媽媽的神秘洋房（切薩里＝弗里希）
- 雅戀 ～MIYAKO～ 月詠之夢（葦屋道滿）
- Love Lover天使 ～安琪莉可～（恩斯特·諾伊曼）
- ONE PIECE 大決戰！2 新世界（艾涅爾、小八）
- ONE PIECE ONEPY B MATCH IC（小八）

2012年
- 愛的飼主（Darling）（奧村晄平）
- （登別）
- 危險★戀情搜查室（小野瀨葵[163]）
- unENDing Bloody Call
- 英雄傳說 零之軌跡 Evolution（亞里歐斯·馬克萊因[164]）
- 鍊金術士艾可蘿妮 ～Dear for Otomate～（約翰[165]）
- 少女RPG 灰姑娘生活（速水真澄）
- 神和戀心（神父[166]）
- 機動戰士鋼彈 極限vs.火力全開（夏吉亞·佛羅斯特）
- 白華之籠 ～緋色的碎片4～（幻燈火[167]）
- 葬除屋XLORD（北條鷹忠）
- 劍魂V（御劍平四郎）
- 第2次超級機器人大戰OG（南部響介）
- 美食獵人TORIKO 美食求生戰！2（次郎）
- 美食獵人TORIKO 美食怪獸！（次郎）
- 火影忍者疾風傳 終極風暴世代（第四代火影·波風湊、君麻呂）
- 惡靈古堡 拉昆市行動（里昂·史考特·甘乃迪）
- 百鬼夜行 ～怪談羅曼史～（響乃武藏[167]）
- BLACK WOLVES SAGA -Bloody Nightmare-（阿魯魯·V·菲爾諾亞）
- BLACK WOLVES SAGA -Last Hope-（阿魯魯·V·菲爾諾亞）
- PROJECT X ZONE（但丁[168]）
- 女神異聞錄2 罰 ETERNAL PUNISHMENT（南條圭[169]）
- 雅戀 ～MIYAKO～ 殘雪之宴（葦屋道滿）
- （真山恭一郎）
- 黑暗之約 TENEBRAE I（犬上征爾[170]）
- 人中之龍5 夢 實踐者（品田辰雄[171]）
- 戀愛番長2 午夜課程!!!（公關番長）
- ROBOTICS;NOTES（君島孝[172]）
- ONE PIECE 海賊無雙（2012～2015，艾涅爾、小八）3作品[注 15]
- ONE PIECE ROMANCE DAWN 冒險的黎明（小八）

2013年
- 危險★戀手帳 in 搜査室 ～小野瀨葵篇～（小野瀨葵）
- O*G*A （鬼城大地[173]）
- 諸神的惡作劇（托特·卡圖西斯[174]）
- 王國之心 HD I.5 ReMIX（賽菲羅斯）
- 噬神者2（基爾伯特·麥克連[175]）
- 戀愛王子 ～秘密的契約結婚～（神崎尊）
- 三國戀戰記 ～少女的兵法！～ 以思念回應（孟德[176]）
- JoJo的奇妙冒險 全明星大亂鬥（迪亞波羅[177]）
- 白華之籠 ～緋色的碎片4～ 四季之詩（幻燈火[178]）
- 獸電戰隊強龍者GABURINCHO!!（賢神多林）
- 超級戰隊對決 Dice-O DX（強龍銀）
- 大正鬼譚（栗原千秋[179]）
- 時空幻境 交響曲傳奇 同音包（尤安）
- （廣目天）
- 美食獵人TORIKO 超美食大戰！（次郎）
- 美食獵人TORIKO 終極生存戰（次郎）
- （[180]）
- 火影忍者疾風傳 終極風暴3（第四代火影·波風湊、君麻呂）
- 忍者Arms
- 惡靈古堡6 Special Package（里昂·史考特·甘乃迪[181]）
- （狩矢祐嗣[182]）
- 百鬼夜行 ～怪談羅曼史～（響乃武藏）
- 男友伴身邊（真山恭一郎[183]）
- 明治東京戀伽（查理[184]）
- （荻野邦治、神崎尊、土方歳三）
- 紅蓮之王III（沃爾夫[185]）
- ONE PIECE 無限世界 赤紅（艾涅爾）

2014年
- 赤與燈皆有詭異（椿夜市）
- 惡名昭彰：第二之子（瑞吉·羅爾）[注 16]
- 看門狗（艾登·皮爾斯）[注 17]
- 英雄傳說 碧之軌跡　Evolution（亞里歐斯·馬克萊因）
- 機動戰士鋼彈 極限vs. 全力爆發（夏吉亞·佛羅斯特）
- 碧藍幻想（2014～2021，塞魯艾爾[186]）
- 白貓Project（2014～2018，班傑明·福魯德[187]、羅伊德·英格蘭姆[188]、迪特里希[189]）
- 龍心戰紀（達因斯萊夫[190]）
- （太田道灌、織田信定、今川義元、朝倉教景、島津忠良 等）[注 18]
- （織田信長）[注 18]
- 戰國BASARA4（片倉小十郎[191]）
- 爽海掠奪者（雷納德·馮·巴克利[192]）
- 大正鬼譚 ～和歌櫻花～（栗原千秋[193]）
- 我回來了，戰國武將殿下！（織田信長）
- 時空幻境 世界傳奇 夢想尤尼提亞（達奧斯）
- Butterfly Rouge（瀨名恭平[194]）
- 特別搜查密著24小時（桐澤洋）[注 19]
- 狩龍戰紀（馮·拜爾、系統語音2）
- （夏目泰雅）
- 火影忍者疾風傳 終極風暴世代（第四代火影·波風湊）
- 幕末Rock（土方歲三[195]）
- 幕末Rock 超魂（土方歲三）
- 第一神拳（威路古·札基爾夫[196]）
- 英雄銀行2 -HUNTER HERO-（吉克[197]）
- 英雄銀行2（冰室冬鬼[198]）
- 樂高玩電影（艾密特、超人 等）
- ONE PIECE 超級偉大航路之爭！X（艾涅爾）
- ONE PIECE KINGS（艾涅爾、小八）

2015年
- 危險戀情搜查室 ～Eternal Happiness～（小野瀨葵[199]）
- Hortensia SAGA 蒼之騎士團（吉姆[200]、阿德爾[200]）
- 學園天堂 BOY’S LOVE SCRAMBLE！（中英明）
- 諸神的惡作劇 InFinite（托特·卡圖西斯[201]）
- 王者天下 -英雄的系譜-（李牧）
- 問答RPG 魔法使與黑貓維茲（迪特利希·貝爾克）
- 噬神者2 狂怒解放（基爾伯特·麥克連[202]）
- 戀愛王子 ～秘密的契約結婚～（神崎尊[203]）
- 教團：1886（加拉哈德卿[204]）
- JoJo的奇妙冒險 天國之眼（迪亞波羅[205]）
- 超級機器人大戰BX（月臣元一朗）
- 七騎士（地獄的君主 克利斯[206]）
- 戰國BASARA4 皇（片倉小十郎[207]）
- DIABOLIK LOVERS DARK FATE（月浪迦樓羅[208]）
- 惡魔獵人4 特别版（但丁[209]）[注 20]
- 東京幻都（佐伯吾郎[210]）
- 惡靈古堡 啟示2（里昂·史考特·甘乃迪）
- BLEACH: Brave Souls（東仙要、黑崎一心）
- PROJECT X ZONE 2：BRAVE NEW WORLD（里昂·史考特·甘乃迪、但丁[211]、暗黑隼人[212]）
- （魔王大人〈男〉）
- 明治東京戀伽 暮光之吻（查理[213]）
- LINE 熊大農場（Moon／饅頭人）
- 末世之蝕（吉歐陸特[214]）

2016年
- 一血卍傑 -ONLINE-（將門[215]）
- SA7 SILENT ABILITY SEVEN（尤利烏斯·穆勒[216]）
- 上古卷軸Online（[217]）
- 鏡界的白雪（王崎眞記[218]）
- 王國之心 χ（賽菲羅斯）
- 召喚夜響曲6 消逝的境界（隼人[219]）
- 戰國BASARA 真田幸村傳（片倉小十郎）
- 緋夜傳奇（艾傑恩[220]）
- DIABOLIK LOVERS LUNATIC PARADE（月浪迦樓羅[221]）
- 東京幻都 eX+（佐伯吾郎[222]）
- 火影忍者疾風傳 終極風暴4（波風湊[223]、君麻呂[224]）
- 灰鷹幻境（奧爾加[225]）
- 遙遠的未來（薩拉斯·維斯拉[226]）
- 龍息之焰6：白龍的守護者（克勞斯[227]）
- 超時空要塞Δ緊急出擊（阿拉德·梅塔斯[228]）
- 明治東京戀伽 Full Moon（查理[229]）

2017年
- 蒼藍革命之女武神（歌德·韋福特[230]）
- 惡靈古堡7 生化危機（里昂·史考特·甘乃迪）
- 仁王（服部半藏[231]）
- DIABOLIK LOVERS LOST EDEN（月浪迦樓羅[232]）
- 天下統一戀之亂Love Ballad（猿飛佐助）
- 七龍珠群雄 究極任務X（格庫亞）
- 戰刻夜想曲（織田信長）
- 失落之子（薩麥爾[233]）
- 時空幻境 鏡光傳奇（2017～2020，達奧斯、尤安·卡菲伊、艾傑恩）
- 吉原彼岸花 久遠之契（櫻華屋時雨）
- 超級機器人大戰X-Ω（南部響介）
- 聖火降魔錄 英雄雲集（西格爾特）
- 骰動人生好運道 DQ&FF 30th ANNIVERSARY（賽菲羅斯[234]）
- 真·女神轉生 奧妙奇幻旅程（莫斯提馬[235]）
- 唱吧！超時空要塞手機DeCulture（阿拉德·梅塔斯）
- 東京放學後召喚師（崔頓[236]）
- 蠟筆小新 沸騰！關東煮大混亂!!（野原廣志）

2018年
- 最終幻想 紛爭NT（賽菲羅斯[237]）
- 銀魂亂舞（佐佐木異三郎）
- 人中北斗（雷（日语：レイ (北斗の拳)）[238]）
- LINE Little Knights（Moon／饅頭人）
- 超級機器人大戰X（亞佛列·加蘭）
- 驚爆危機！戰鬥的Who Dares Wins（林水敦信）
- 夢王國與沉睡中的100位王子殿下（弗雷伊克 [239]）
- 妖怪手錶噗尼噗尼（2018～2020，洞潔、羽田秀吉）
- 愛琳：末神世界（黑鴉[240]）
- 幽☆遊☆白書 100%認真戰鬥（死死若丸[241]）
- 黑色五葉草 騎士四重奏（尤利烏斯·諾瓦克羅諾[242]）

2019年
- 惡靈古堡2 重製版（里昂·史考特·甘乃迪[243]）
- LINE 熊大物語（Moon／饅頭人）
- 蛇香之夜 ～Allure of MUSK～（拉札爾·夏納薩[244]）
- 惡魔獵人5（但丁[245]）
- DIABOLIK LOVERS CHAOS LINEAGE（月浪迦樓羅[246]）
- 永遠的七日之都（烏鷺）
- 星海遊俠：回憶（達奧斯）
- 妖怪手錶4 我們仰望著同一片天空、4++（島之內巖流／洞潔）
- TEPPEN（但丁）
- 戰國BASARA 戰鬥派對（片倉小十郎[247]）
- 美男源氏傳 妖怪戀緣（鞍馬）
- 超級機器人大戰DD（南部響介）
- Dragalia Lost ～失落的龍絆～（2019～2021，布魯圖、阿爾貝留斯）
- 魔法禁書目錄 幻想收束（右方之火）
- JOJO's PITTER-PATTER POP（吉良吉影／川尻浩作）
- 魔法使的約定（費加羅[248]）
- 寶可夢大師（阿渡[249]）
- 光之戰記（伊格那茲）
- 棕色塵埃（槐安[250]）

#### 2020年代
2020年
- 受讚頌者 Lost Flag（迪伊）
- 王者天下：戰國七雄（李牧）
- Rolling Sphere（魯克伯特[251]）
- 刀劍亂舞 -ONLINE-（鬼丸國綱[252]）
- 仁王2（服部半藏[253]）
- 最終幻想VII 重製版（賽菲羅斯[254]）
- 光與夜之戀（陸沉[255]）
- 凍京NECRO SUICIDE MISSION（忍者殺手／藤木戶健二）
- Helios Rising Heroes（傑伊·基德曼[256]）
- JoJo的奇妙冒險 最後生存者（吉良吉影[257]）
- 英雄傳說 創之軌跡（亞里歐斯·馬克萊因[258]）
- 文豪與鍊金術師（杜斯妥也夫斯基）
- 闇影詩章（[259]）
- 言靈戰士（死死若丸）
- 真·女神轉生III NOCTURNE HD REMASTER（但丁）[注 21][260]
- 一拳超人：最強之男（波羅斯[261]）
- 闇影詩章 霸者之戰（萊昂·奧蘭奇[262]）
- 食物語（德州扒雞）
- 七騎士 時空旅人（克里斯[263]）
- Fate/Grand Order（蘆屋道滿[264][265]）
- 櫻花革命～綻放的少女們～（吉良時[266]）
- 任天堂明星大亂鬥 特別版（賽菲羅斯）[注 21]
- ONE PIECE Bounty Rush（艾涅爾）

2021年
- （[267]）
- TERA CLASSIC（賽利昂[268]）
- 搭檔任務 秘密搜查組（默真[269]）
- 閃耀暖暖（水星[270]）
- LoverPretend（淺木詠一郎[271]）
- 第一神拳 FIGHTING SOULS（威路古·扎基爾夫[272]）
- 白夜極光（修拉德[273]、喬拉）
- 蠟筆小新 我和博士的暑假 ～不會結束的七日之旅～（野原廣志）
- Re;quartz零度（利奧涅魯[274]）
- 超級機器人大戰30（迪克／迪克火焰、南部響介）
- Ragnador 妖怪皇帝與終焉的夜叉姬（白虎[275]）
- 真·女神轉生V（青神[276]）
- 無職轉生～到了遊戲就拿出真本事～（保羅·格雷拉特[277]）
- 戀愛戰國 Romanesque～替身公主改寫歷史～（武田信玄[278]）
- 白夜極光（修拉德）

2023年
- 惡靈古堡4 重製版 （里昂·史考特·甘乃迪）

2024年
- 鳴潮 （卡卡羅）

### 外語配音

#### 電影／電視影集
| 作品年份 | 作品名稱                                       | 配演角色                                    | 演員                     | 媒介                                                                                                 |
| -------- | ---------------------------------------------- | ------------------------------------------- | ------------------------ | --- |
| 2000     | 當真愛來敲門                                   | 巴迪·阿馬拉爾                               | 班·艾佛列克              | DVD版本                                                                                              |
| 2012     | 亞果出任務                                     | 東尼·曼德茲                                 | 班·艾佛列克              | 上映時長／導演加長版DVD收錄                                                                          |
| 2014     | 消失的愛人                                     | 尼克·鄧恩                                   | 班·艾佛列克              | DVD&BD版本                                                                                           |
| 2019     | 三重邊界                                       | 湯姆·“紅蒼蠅”·戴維斯                        | 班·艾佛列克              | Netflix頻道                                                                                          |
| 2020     | 他的最後願望                                   | 特里特·莫里森                               | 班·艾佛列克              | Netflix頻道                                                                                          |
| 2000     | 臥虎藏龍                                       | 羅小虎                                      | 張震                     | DVD版本                                                                                              |
| 2004     | 愛神                                           | 小張                                        | 張震                     | DVD版本                                                                                              |
| 2007     | 天堂口                                         | 馬克                                        | 張震                     | DVD版本                                                                                              |
| 2014     | 繡春刀                                         | 沈煉                                        | 張震                     | DVD版本                                                                                              |
| 2017     | 繡春刀2：修羅戰場                              | 沈煉                                        | 張震                     | DVD版本                                                                                              |
| 2011     | 龍門飛甲                                       | 卜倉舟／風裏刀 雨化田                       | 陳坤                     | DVD版本                                                                                              |
| 2012     | 畫皮II                                         | 霍心                                        | 陳坤                     | DVD版本                                                                                              |
| 2013     | 狄仁傑之神都龍王                               | 王溥                                        | 陳坤                     | DVD版本                                                                                              |
| 2015     | 鍾馗伏魔：雪妖魔靈                             | 鍾馗                                        | 陳坤                     | DVD版本                                                                                              |
| 1986     | 捍衛戰士                                       | 彼得·“獨行俠／小孤牛”·米契爾上尉            | 湯姆·克魯斯 （本人公認） | 東京電視台版                                                                                         |
| 1989     | 七月四日誕生                                   | 羅尼·科維克                                 | 湯姆·克魯斯 （本人公認） | DVD版本                                                                                              |
| 1996     | 不可能的任務                                   | 伊森·韓特                                   | 湯姆·克魯斯 （本人公認） | 朝日電視台版                                                                                         |
| 1999     | 大開眼戒                                       | 威廉·“比爾”·哈福德                          | 湯姆·克魯斯 （本人公認） | DVD版本（打折促銷用）                                                                                |
| 2000     | 不可能的任務2                                  | 伊森·韓特                                   | 湯姆·克魯斯 （本人公認） | 朝日電視台版                                                                                         |
| 2003     | 末代武士                                       | 納森·阿爾格倫                               | 湯姆·克魯斯 （本人公認） | 朝日電視台／DVD版本（旁白）                                                                          |
| 2004     | 落日殺神                                       | 文森                                        | 湯姆·克魯斯 （本人公認） | DVD版本                                                                                              |
| 2005     | 世界大戰                                       | 雷·費洛                                     | 湯姆·克魯斯 （本人公認） | 劇院公映／DVD收錄                                                                                    |
| 2006     | 不可能的任務3                                  | 伊森·韓特                                   | 湯姆·克魯斯 （本人公認） | 劇院公映／富士電視台／DVD收錄                                                                        |
| 2007     | 權力風暴                                       | 賈斯伯·艾文參議員                           | 湯姆·克魯斯 （本人公認） | DVD版本                                                                                              |
| 2008     | 開麥拉驚魂                                     | 萊斯·格羅斯曼                               | 湯姆·克魯斯 （本人公認） | DVD版本                                                                                              |
| 2008     | 華爾基利暗殺行動                               | 克勞斯·馮·施陶芬貝格上校                    | 湯姆·克魯斯 （本人公認） | DVD版本                                                                                              |
| 2009     | NHK早安日本特集 湯姆·克魯斯                    | 本人                                        | 湯姆·克魯斯 （本人公認） | NHK綜合獨家（森川負責旁白）                                                                          |
| 2010     | 騎士出任務                                     | 羅伊·米勒                                   | 湯姆·克魯斯 （本人公認） | 2010年劇院公映／朝日電視台／DVD收錄                                                                  |
| 2011     | NHK早安日本特集 湯姆·克魯斯與日本論壇          | 本人                                        | 湯姆·克魯斯 （本人公認） | NHK綜合獨家（森川負責旁白）                                                                          |
| 2011     | 不可能的任務：鬼影行動                         | 伊森·韓特                                   | 湯姆·克魯斯 （本人公認） | 劇院公映／DVD收錄                                                                                    |
| 2012     | 神隱任務                                       | 傑克·李奇                                   | 湯姆·克魯斯 （本人公認） | DVD版本                                                                                              |
| 2013     | 遺落戰境                                       | 傑克·哈伯                                   | 湯姆·克魯斯 （本人公認） | DVD版本                                                                                              |
| 2014     | 明日邊界                                       | 威廉·“比爾”·凱奇少校                        | 湯姆·克魯斯 （本人公認） | 劇院公映／DVD收錄                                                                                    |
| 2015     | 不可能的任務：失控國度                         | 伊森·韓特                                   | 湯姆·克魯斯 （本人公認） | 劇院公映／DVD收錄                                                                                    |
| 2016     | 神隱任務：永不回頭                             | 傑克·李奇                                   | 湯姆·克魯斯 （本人公認） | DVD版本                                                                                              |
| 2017     | 神鬼傳奇                                       | 尼克·摩頓                                   | 湯姆·克魯斯 （本人公認） | 劇院公映／DVD收錄                                                                                    |
| 2017     | 美國製造                                       | 巴瑞·塞爾                                   | 湯姆·克魯斯 （本人公認） | DVD版本                                                                                              |
| 2018     | 不可能的任務：全面瓦解                         | 伊森·韓特                                   | 湯姆·克魯斯 （本人公認） | 劇院公映／DVD收錄                                                                                    |
| 2022     | 捍衛戰士：獨行俠                               | 彼得·“獨行俠／小孤牛”·米契爾上尉            | 湯姆·克魯斯 （本人公認） | 劇院公映版本                                                                                         |
| 2003     | 愛奴                                           | 巴納比·F·賈思潘                             | 詹姆士·達西              | DVD版本                                                                                              |
| 2015     | 倒數行動                                       | 保羅·安達遜探員                             | 詹姆士·達西              | DVD版本                                                                                              |
| 2016     | 戰地無情                                       | 亨利                                        | 詹姆士·達西              | DVD版本                                                                                              |
| 2021     | 李奧納多                                       | 魯多維科                                    | 詹姆士·達西              | WOWOW版                                                                                              |
| 1995     | 絕命時刻                                       | 傑納·華生                                   | 強尼·戴普                | DVD版本                                                                                              |
| 2001     | 一世狂野                                       | 喬治·榮格                                   | 強尼·戴普                | DVD版本                                                                                              |
| 2006     | 年深海獵奇3D                                   | 旁白                                        | 強尼·戴普                | BD版本                                                                                               |
| 2009     | 帕納大師的魔幻冒險                             | 第一轉變的托尼                              | 強尼·戴普                | DVD版本                                                                                              |
| 2001     | 狂風沙                                         | 傑西·詹姆斯                                 | 科林·法雷爾              | DVD版本                                                                                              |
| 2003     | C.I.A.追緝令                                   | 詹姆斯·克萊頓                               | 科林·法雷爾              | DVD版本                                                                                              |
| 2003     | 反恐特警組                                     | 吉姆·史崔警官                               | 科林·法雷爾              | DVD版本                                                                                              |
| 2009     | 帕納大師的魔幻冒險                             | 第三轉變的托尼                              | 科林·法雷爾              | DVD版本                                                                                              |
| 2012     | 攔截記憶碼                                     | 道格拉斯·奎德                               | 科林·法雷爾              | 劇院公映／DVD收錄                                                                                    |
| 2020     | 阿特米斯奇幻歷險                               | 阿特米斯·法爾一世                           | 科林·法雷爾              | Disney+頻道                                                                                          |
| 2001     | 塵埃                                           | 以利亞                                      | 約瑟夫·費因斯            | DVD版本                                                                                              |
| 2004     | 威尼斯商人                                     | 巴薩尼奧                                    | 約瑟夫·費因斯            | DVD版本                                                                                              |
| 2009     | 超時空感應                                     | 馬克·班福特                                 | 約瑟夫·費因斯            | AXN／朝日電視台／DVD收錄                                                                             |
| 1992     | 急凍原始人                                     | 林克                                        | 布蘭登·費雪              | DVD版本                                                                                              |
| 1994     | 搖滾總動員                                     | 查茲·達比                                   | 布蘭登·費雪              | DVD版本                                                                                              |
| 1994     | 王牌大聯盟                                     | 史提夫·內布拉斯加                           | 布蘭登·費雪              | VTR&DVD（僅出租）版本                                                                                |
| 1996     | 王牌騎警                                       | 達德利·杜德利                               | 布蘭登·費雪              | DVD版本                                                                                              |
| 1999     | 神鬼傳奇                                       | 理查·“瑞克”·歐康納                          | 布蘭登·費雪              | DVD版本                                                                                              |
| 2000     | 神鬼願望                                       | 艾略特·里察                                 | 布蘭登·費雪              | DVD版本                                                                                              |
| 2001     | 碰碰猴                                         | 史都華·“史圖”·麥利                          | 布蘭登·費雪              | DVD版本                                                                                              |
| 2001     | 神鬼傳奇2                                      | 理查·“瑞克”·歐康納                          | 布蘭登·費雪              | DVD版本                                                                                              |
| 2003     | 樂一通反斗特攻隊                               | D·J·德瑞克                                  | 布蘭登·費雪              | DVD版本                                                                                              |
| 2006     | 神鬼危機                                       | 保羅                                        | 布蘭登·費雪              | DVD版本                                                                                              |
| 2008     | 神鬼傳奇3                                      | 理查·“瑞克”·歐康納                          | 布蘭登·費雪              | 劇院公映／DVD收錄                                                                                    |
| 2010     | 神探夏洛克 (S1～S3)                            | 約翰·華生                                   | 馬丁·費里曼              | NHK／AXN／DVD收錄                                                                                    |
| 2012     | 哈比人：意外旅程                               | 比爾博·巴金斯                               | 馬丁·費里曼              | 劇院公映／DVD收錄                                                                                    |
| 2013     | 哈比人：荒谷惡龍                               | 比爾博·巴金斯                               | 馬丁·費里曼              | 劇院公映／DVD收錄                                                                                    |
| 2014     | 冰血暴 (第1季)                                 | 萊斯特·奈嘉                                 | 馬丁·費里曼              | STAR CHANNEL頻道                                                                                     |
| 2014     | 哈比人：五軍之戰                               | 比爾博·巴金斯                               | 馬丁·費里曼              | 2014年劇院公映／DVD收錄                                                                              |
| 2015     | 世紀審判秀                                     | 米爾頓·弗魯曼                               | 馬丁·費里曼              | DVD版本                                                                                              |
| 2016     | 新世紀福爾摩斯：地獄新娘                       | 約翰·華生                                   | 馬丁·費里曼              | NHK版／DVD收錄                                                                                       |
| 2016     | 戰地女記者                                     | 伊恩·麥凱爾比                               | 馬丁·費里曼              | DVD版本                                                                                              |
| 2016     | 美國隊長3                                      | 埃弗雷特·E·羅斯                             | 馬丁·費里曼              | 劇院公映／DVD收錄                                                                                    |
| 2017     | 鬼故事                                         | 麥克·普里德爾                               | 馬丁·費里曼              | DVD版本                                                                                              |
| 2017     | 禍日光景                                       | 安迪                                        | 馬丁·費里曼              | Netflix頻道                                                                                          |
| 2018     | 黑豹                                           | 埃弗雷特·肯尼斯·羅斯                        | 馬丁·費里曼              | 劇院公映版本                                                                                         |
| 2001     | 大放異彩                                       | 布萊恩·艾倫                                 | 喬許·哈奈特              | VTR&DVD版本                                                                                          |
| 2001     | 老爸老媽愛出牆                                 | 湯姆·史多達爾                               | 喬許·哈奈特              | VTR（僅出租）版本                                                                                    |
| 2005     | 萬惡城市                                       | 那男人                                      | 喬許·哈奈特              | DVD版本                                                                                              |
| 2006     | 艷屍案中案                                     | 杜懷特·‘巴奇’·布萊歇特                      | 喬許·哈奈特              | DVD版本                                                                                              |
| 2007     | 屍城30夜                                       | 埃本·奧萊森                                 | 喬許·哈奈特              | DVD版本                                                                                              |
| 2008     | 八月                                           | 湯姆·斯特林                                 | 喬許·哈奈特              | DVD版本                                                                                              |
| 2010     | 聖戰屠魔                                       | 漂流者                                      | 喬許·哈奈特              | DVD&BD版本                                                                                           |
| 2023     | 奧本海默                                       | 歐內斯特·勞倫斯                             | 喬許·哈奈特              | 影碟/串流媒體版本                                                                                    |
| 2003     | 冷山                                           | 英曼                                        | 裘德·洛                  | DVD版本                                                                                              |
| 2007     | 非常衝突                                       | 米洛·廷代爾                                 | 裘德·洛                  | DVD版本                                                                                              |
| 2009     | 帕納大師的魔幻冒險                             | 第二轉變的托尼                              | 裘德·洛                  | DVD版本                                                                                              |
| 2009     | 福爾摩斯                                       | 約翰·H·華生                                 | 裘德·洛                  | 機艙內公映／劇院公映／DVD收錄                                                                        |
| 2010     | 獵捕者                                         | 雷米                                        | 裘德·洛                  | DVD版本                                                                                              |
| 2011     | 福爾摩斯2：詭影遊戲                            | 約翰·H·華生                                 | 裘德·洛                  | 劇院公映／DVD收錄                                                                                    |
| 2013     | 謎離藥謊                                       | 強納森·班克斯醫師                           | 裘德·洛                  | DVD版本                                                                                              |
| 2013     | 海明威好賊                                     | 鄧姆·海明威                                 | 裘德·洛                  | DVD版本                                                                                              |
| 2015     | 麻辣賤諜                                       | 布萊德利·范恩                               | 裘德·洛                  | DVD版本                                                                                              |
| 2016     | 年輕教宗                                       | 庇護13世／連尼·貝納度                       | 裘德·洛                  | WOWOW／DVD收錄                                                                                       |
| 2018     | 怪獸與葛林戴華德的罪行                         | 阿不思·鄧不利多                             | 裘德·洛                  | 劇院公映版本                                                                                         |
| 2019     | 驚奇隊長                                       | 楊羅格／克里人的司令官                      | 裘德·洛                  | 劇院公映版本                                                                                         |
| 2020     | 新教宗                                         | 庇護13世／連尼·貝納度                       | 裘德·洛                  | STAR CHANNEL頻道                                                                                     |
| 1999     | 對面惡女看過來                                 | 派翠克·維羅納                               | 希斯·萊傑                | VTR&DVD版本                                                                                          |
| 2002     | 關鍵時刻                                       | 哈里·法維沙姆                               | 希斯·萊傑                | DVD版本                                                                                              |
| 2003     | 法外狂徒                                       | 奈德·凱利                                   | 希斯·萊傑                | DVD版本                                                                                              |
| 2009     | 帕納大師的魔幻冒險                             | 托尼·舍菲德                                 | 希斯·萊傑                | DVD版本                                                                                              |
| 2005     | 格林兄弟幻險記                                 | 雅各布·格林                                 | 希斯·萊傑                | DVD版本                                                                                              |
| 2005     | 斷背山                                         | 艾尼斯·戴爾·瑪                              | 希斯·萊傑                | DVD版本                                                                                              |
| 2001     | 最後的禮物                                     | 鄭勇基                                      | 李政宰                   | DVD版本                                                                                              |
| 2003     | 喔！兄弟                                       | 吳尚宇                                      | 李政宰                   | DVD版本                                                                                              |
| 2015     | 暗殺                                           | 廉錫晉                                      | 李政宰                   | DVD版本                                                                                              |
| 1999     | 啞巴歌手                                       | 比利                                        | 伊旺·麥格高              | DVD版本                                                                                              |
| 1999     | 星際大戰首部曲：威脅潛伏                       | 歐比王·肯諾比                               | 伊旺·麥格高              | 劇院公映／DVD收錄                                                                                    |
| 1999     | A錢大玩家                                      | 尼克·李森                                   | 伊旺·麥格高              | DVD版本                                                                                              |
| 1999     |                                                | 本人                                        | 伊旺·麥格高              | NHK-BS2獨家                                                                                          |
| 2001     | 黑鷹計劃                                       | 約翰·葛林姆特技下士官                       | 伊旺·麥格高              | DVD／東京電視台版                                                                                    |
| 2002     | 星際大戰二部曲：複製人全面進攻                 | 歐比王·肯諾比                               | 伊旺·麥格高              | 劇院公映／DVD收錄                                                                                    |
| 2003     | NHK紀錄片 探索野性之旅 北極熊與伊旺·麥格高     | 本人                                        | 伊旺·麥格高              | 獨家DVD                                                                                              |
| 2003     | 大智若魚                                       | 青年時期的愛德華·布魯姆                     | 伊旺·麥格高              | DVD版本                                                                                              |
| 2005     | 星際大戰三部曲：西斯大帝的復仇                 | 歐比王·肯諾比                               | 伊旺·麥格高              | 劇院公映／DVD收錄                                                                                    |
| 2005     | 離魂                                           | 山姆·福斯特                                 | 伊旺·麥格高              | DVD版本                                                                                              |
| 2006     | 風暴剋星                                       | Ian Rider                                   | 伊旺·麥格高              | DVD版本                                                                                              |
| 2008     | 烈燄情人                                       | 雅斯珀·布拉克                               | 伊旺·麥格高              | DVD版本                                                                                              |
| 2009     | 娘子漢大丈夫                                   | 菲立浦·摩里斯                               | 伊旺·麥格高              | DVD版本                                                                                              |
| 2009     | 艾蜜莉亞：夢想起飛                             | 基因·維達爾                                 | 伊旺·麥格高              | DVD版本                                                                                              |
| 2009     | 超異能部隊                                     | 鮑勃·威爾頓                                 | 伊旺·麥格高              | DVD版本                                                                                              |
| 2010     | 影子滅殺令                                     | 代筆作家                                    | 伊旺·麥格高              | DVD版本                                                                                              |
| 2010     | 魔法褓母麥克菲2                                | 勞瑞·格林                                   | 伊旺·麥格高              | 劇院公映／DVD收錄                                                                                    |
| 2010     | 初學者                                         | 奧利佛·菲爾茲                               | 伊旺·麥格高              | DVD版本                                                                                              |
| 2011     | 魚躍奇緣                                       | 阿爾弗雷德·鍾斯博士                         | 伊旺·麥格高              | DVD版本                                                                                              |
| 2011     | 即刻反擊                                       | 肯尼斯                                      | 伊旺·麥格高              | DVD版本                                                                                              |
| 2012     | 海嘯奇蹟                                       | 亨利·貝內特                                 | 伊旺·麥格高              | DVD版本                                                                                              |
| 2013     | 傑克：巨人戰紀                                 | 艾蒙特                                      | 伊旺·麥格高              | 劇院公映／DVD收錄                                                                                    |
| 2014     | 槍之子                                         | 布倫丹·林奇                                 | 伊旺·麥格高              | DVD版本                                                                                              |
| 2015     | 神鬼大盜                                       | 阿拉斯泰爾·馬特蘭探員                       | 伊旺·麥格高              | 劇院公映／DVD收錄                                                                                    |
| 2015     | 瘋狂邁爾士                                     | 大衛·布萊登                                 | 伊旺·麥格高              | DVD版本                                                                                              |
| 2015     | STAR WARS：原力覺醒                            | 歐比王·肯諾比                               | 伊旺·麥格高              | 劇院公映／DVD收錄                                                                                    |
| 2016     | 珍槍實彈                                       | 約翰·畢曉普                                 | 伊旺·麥格高              | DVD版本                                                                                              |
| 2016     | 思科系統 VP「Pep Talk （页面存档备份，存于）」 | 旁白                                        | 伊旺·麥格高              | YouTube廣告短片                                                                                      |
| 2018     | 佐伊                                           | 柯爾                                        | 伊旺·麥格高              | Netflix頻道                                                                                          |
| 2019     | 安眠醫生                                       | 丹尼·托倫斯                                 | 伊旺·麥格高              | DVD版本                                                                                              |
| 2019     | STAR WARS：天行者的崛起                        | 歐比王·肯諾比                               | 伊旺·麥格高              | 劇院公映版本                                                                                         |
| 2020     | 猛禽小隊：小丑女大解放                         | 羅曼·賽恩尼斯／黑面具                       | 伊旺·麥格高              | 劇院公映版本                                                                                         |
| 2020     | 舞台劇 (第2季)                                 | 本人                                        | 伊旺·麥格高              | STAR CHANNEL頻道                                                                                     |
| 2021     | 哈爾斯頓                                       | 羅伊·哈爾斯頓·弗羅維克                      | 伊旺·麥格高              | Netflix頻道                                                                                          |
| 2022     | 歐比王·肯諾比                                  | 歐比王·肯諾比                               | 伊旺·麥格高              | Disney+頻道                                                                                          |
| 2011     | 3D王牌小間諜                                   | 威布爾·威爾遜                               | 喬爾·麥克哈爾            | 劇院公映／DVD收錄                                                                                    |
| 2014     | 惡魔刑事錄                                     | 巴特勒                                      | 喬爾·麥克哈爾            | BD&DVD版本                                                                                           |
| 2014     | 荒野求生全明星 (第5季)                         | 本人                                        | 喬爾·麥克哈爾            | 國家地理頻道                                                                                         |
| 1993     | 豪情三劍客                                     | 達太安                                      | 克里斯·奧唐納            | 朝日電視台版                                                                                         |
| 1995     | 愛你情深                                       | 麥特·利蘭                                   | 克里斯·奧唐納            | DVD版本                                                                                              |
| 1996     | 永遠愛你                                       | 厄尼斯特·海明威                             | 克里斯·奧唐納            | DVD版本                                                                                              |
| 1997     | 蝙蝠俠4：急凍人                                | 迪克·格雷森／羅賓                           | 克里斯·奧唐納            | 朝日電視台版                                                                                         |
| 1999     | 藏錯屍體殺錯人                                 | 傑森·布朗                                   | 克里斯·奧唐納            | DVD版本                                                                                              |
| 1999     | 億萬未婚夫                                     | 吉米·香農                                   | 克里斯·奧唐納            | 朝日電視台版                                                                                         |
| 2009     | 重返犯罪現場：洛杉磯 (S1～S4)                  | G·卡倫                                      | 克里斯·奧唐納            | FOX／東京電視台／Dlife／DVD收錄                                                                      |
| 2010     | 檀島警騎2.0                                    | G·卡倫                                      | 克里斯·奧唐納            | AXN頻道                                                                                              |
| 2017     | 果戈里：起點                                   | 果戈里                                      | 亞歷山大·彼得罗夫        | Movie Plus頻道                                                                                       |
| 2018     | 果戈里：惡靈                                   | 果戈里                                      | 亞歷山大·彼得罗夫        | Movie Plus頻道                                                                                       |
| 2018     | 果戈里：復仇                                   | 果戈里                                      | 亞歷山大·彼得罗夫        | Movie Plus頻道                                                                                       |
| 2002     | 天兆                                           | 邁瑞·海斯                                   | 瓦昆·菲尼克斯            | DVD版本                                                                                              |
| 2003     | 愛在大雪紛飛時                                 | 約翰                                        | 瓦昆·菲尼克斯            | DVD版本                                                                                              |
| 2004     | 陰森林                                         | 盧基烏斯·洪特                               | 瓦昆·菲尼克斯            | DVD版本                                                                                              |
| 2004     | 浴火英雄                                       | 傑克·莫里森                                 | 瓦昆·菲尼克斯            | DVD版本                                                                                              |
| 2004     | 盧安達飯店                                     | 傑克·達格利許                               | 瓦昆·菲尼克斯            | DVD版本                                                                                              |
| 1994     | 初戀情人                                       | 艾略特·福勒                                 | 布萊德·彼特              | 東京電視台版                                                                                         |
| 1995     | 七宗罪                                         | 大衛·密爾斯                                 | 布萊德·彼特              | 朝日電視台版                                                                                         |
| 1997     | 致命突擊隊                                     | 法蘭西斯·“法蘭西”·奧斯丁·麥奎爾 勞瑞·迪凡尼 | 布萊德·彼特              | 日本電視台、朝日電視台版                                                                             |
| 2000     | 偷拐搶騙                                       | 米奇·奧尼爾                                 | 布萊德·彼特              | BD版本                                                                                               |
| 2001     | 愛情請槍                                       | 傑瑞·魏拜                                   | 布萊德·彼特              | 朝日電視台版                                                                                         |
| 2001     | 間諜遊戲                                       | 湯姆·畢曉普                                 | 布萊德·彼特              | 東京電視台版                                                                                         |
| 2008     | 即刻毀滅                                       | 查德·菲爾德海墨                             | 布萊德·彼特              | DVD&BD版本                                                                                           |
| 1996     | 連鎖反應                                       | 艾迪·加薩利維希                             | 基努·李維                | 朝日電視台版                                                                                         |
| 1999     | 駭客任務                                       | 湯瑪斯·安德森／尼歐                         | 基努·李維                | 富士電視台版                                                                                         |
| 2000     | 十全大補男                                     | 尚恩·法可                                   | 基努·李維                | DVD版本                                                                                              |
| 2000     | 兇手正在看著你                                 | 大衛·艾倫·葛瑞芬                            | 基努·李維                | DVD版本                                                                                              |
| 2001     | 甜蜜的十一月                                   | 尼爾森·摩斯                                 | 基努·李維                | DVD版本                                                                                              |
| 2003     | 駭客任務：重裝上陣                             | 湯瑪斯·安德森／尼歐                         | 基努·李維                | 富士電視台版                                                                                         |
| 2003     | 駭客任務完結篇：最後戰役                       | 湯瑪斯·安德森／尼歐                         | 基努·李維                | 富士電視台版                                                                                         |
| 2005     | 吮指少年                                       | 萊曼·佩里                                   | 基努·李維                | DVD版本                                                                                              |
| 2005     | 康斯坦汀：驅魔神探                             | 約翰·康斯坦汀                               | 基努·李維                | 朝日電視台版                                                                                         |
| 2006     | 跳越時空的情書                                 | 亞歷斯·韋勒                                 | 基努·李維                | DVD版本                                                                                              |
| 2008     | 正義悍將                                       | 湯姆·勒德洛警探                             | 基努·李維                | DVD版本                                                                                              |
| 2008     | 當地球停止轉動                                 | 克拉圖                                      | 基努·李維                | 機艙內公映 劇院公映／DVD收錄                                                                         |
| 2011     | 亨利當盜                                       | 亨利·托爾                                   | 基努·李維                | DVD版本                                                                                              |
| 2013     | 四十七浪人                                     | 魁                                          | 基努·李維                | 劇院公映／DVD收錄                                                                                    |
| 2014     | 捍衛任務                                       | 約翰·維克                                   | 基努·李維                | DVD版本                                                                                              |
| 2015     | 當辣妹來敲門                                   | 艾文·韋伯                                   | 基努·李維                | DVD版本                                                                                              |
| 2016     | 曝光                                           | 史考特·加邦                                 | 基努·李維                | DVD版本                                                                                              |
| 2016     | 生存者                                         | 夢想                                        | 基努·李維                | Netflix頻道                                                                                          |
| 2016     | 完全真相                                       | 理查·拉姆齊                                 | 基努·李維                | DVD版本                                                                                              |
| 2017     | 捍衛任務2：殺神回歸                            | 約翰·維克                                   | 基努·李維                | DVD版本                                                                                              |
| 2017     | 深刻入骨                                       | 威廉·貝克漢醫生                             | 基努·李維                | Netflix頻道                                                                                          |
| 2017     | SPF-18                                         | 基努·李維                                   | 基努·李維                | Netflix頻道                                                                                          |
| 2018     | 冰血殺機                                       | 盧卡斯                                      | 基努·李維                | DVD版本                                                                                              |
| 2018     | 婚禮冤家                                       | 法蘭克                                      | 基努·李維                | DVD版本                                                                                              |
| 2018     | 捍衛生死線                                     | 威廉·佛斯特                                 | 基努·李維                | DVD版本                                                                                              |
| 2019     | 捍衛任務3：全面開戰                            | 約翰·維克                                   | 基努·李維                | DVD版本                                                                                              |
| 2019     | 可能還愛你                                     | 基努·李維                                   | 基努·李維                | Netflix頻道                                                                                          |
| 2019     | 玩具總動員4                                    | 卡蹦公爵〈配音〉                            | 基努·李維                | 劇院公映／BD&DVD收錄                                                                                 |
| 2019     | 雙類之間：電影                                 | 基努·李維                                   | 基努·李維                | Netflix頻道                                                                                          |
| 2020     | 海綿寶寶：奔跑吧                               | 智者／基哥                                  | 基努·李維                | Netflix頻道                                                                                          |
| 2020     | 阿比阿弟尋歌大冒險                             | 西奧多·“泰德”·羅根                          | 基努·李維                | 劇院公映／BD收錄                                                                                     |
| 2022     | 電馭叛客2077                                   | 強尼·銀手〈配音〉                           | 基努·李維                | Netflix頻道                                                                                          |
| 1995     | 阿呆闖學府                                     | 比利·麥迪遜                                 | 亞當·山德勒              | DVD版本                                                                                              |
| 1996     | 高爾夫球也瘋狂                                 | 快樂·吉爾莫                                 | 亞當·山德勒              | DVD版本                                                                                              |
| 1996     | 冤家路窄                                       | 阿切·莫塞斯                                 | 亞當·山德勒              | DVD版本                                                                                              |
| 1998     | 婚禮歌手                                       | 羅比·哈特                                   | 亞當·山德勒              | 機艙內公映版本                                                                                       |
| 1999     | 冒牌老爸                                       | 索尼·庫法克                                 | 亞當·山德勒              | DVD版本                                                                                              |
| 2002     | 凸槌大亨                                       | 朗菲羅·迪斯                                 | 亞當·山德勒              | DVD版本                                                                                              |
| 2002     | 戀愛雞尾酒                                     | 巴瑞·伊根                                   | 亞當·山德勒              | DVD版本                                                                                              |
| 2003     | 抓狂管訓班                                     | 戴夫·布茲尼克                               | 亞當·山德勒              | DVD版本                                                                                              |
| 2004     | 初戀50次                                       | 亨利·魯斯                                   | 亞當·山德勒              | DVD版本                                                                                              |
| 2004     | 真情快譯通                                     | 約翰·克拉斯基                               | 亞當·山德勒              | DVD版本                                                                                              |
| 2005     | 鐵男總動員                                     | 保羅·克里維                                 | 亞當·山德勒              | DVD版本                                                                                              |
| 2006     | 命運好好玩                                     | 麥可·紐曼                                   | 亞當·山德勒              | DVD版本                                                                                              |
| 2008     | 特勤沙龍                                       | 柔漢·狄娃                                   | 亞當·山德勒              | DVD版本                                                                                              |
| 2008     | 魔法童話夜                                     | 斯基特·布朗森                               | 亞當·山德勒              | 劇院公映／DVD收錄                                                                                    |
| 2014     | 命運鞋奏曲                                     | 麥克斯·辛金                                 | 亞當·山德勒              | DVD版本                                                                                              |
| 2015     | 滑稽六人組                                     | 湯米·史托克伯恩                             | 亞當·山德勒              | Netflix頻道                                                                                          |
| 2016     | 假死新人生                                     | 麥克斯·凱斯勒                               | 亞當·山德勒              | Netflix頻道                                                                                          |
| 2017     | 魯蛇鳥經紀                                     | 桑迪·韋克斯勒                               | 亞當·山德勒              | Netflix頻道                                                                                          |
| 2017     | 邁耶維茨家的故事（全新增訂版）                 | 丹尼·邁耶維茨                               | 亞當·山德勒              | Netflix頻道                                                                                          |
| 2018     | 瘋狂週                                         | 肯尼·盧斯汀                                 | 亞當·山德勒              | Netflix頻道                                                                                          |
| 2019     | 奪命鴛殃                                       | 尼克·斯皮茨                                 | 亞當·山德勒              | Netflix頻道                                                                                          |
| 2019     | 原鑽                                           | 霍華德·拉透納                               | 亞當·山德勒              | Netflix頻道                                                                                          |
| 2020     | 萬聖節救星修比                                 | 修比·杜布瓦                                 | 亞當·山德勒              | Netflix頻道                                                                                          |
| 1993     | 美國製造                                       | Tea Cake Walters                            | 威爾·史密斯              | DVD版本                                                                                              |
| 1996     | ID4星際終結者                                  | 史蒂芬·希勒                                 | 威爾·史密斯              | 機艙內公映版本                                                                                       |
| 1999     | 飆風戰警                                       | 詹姆斯·T·韋斯特                             | 威爾·史密斯              | DVD版本                                                                                              |
| 1998     | 好膽別走                                       | 梅爾文·斯米利                               | 馬克·華伯格              | DVD版本                                                                                              |
| 1999     | 再戰邊緣                                       | 丹尼·華萊士                                 | 馬克·華伯格              | DVD版本                                                                                              |
| 2001     | 決戰猩球                                       | 里奧·戴維森上尉                             | 馬克·華伯格              | 日本電視台版                                                                                         |
| 2003     | 天羅盜網                                       | 查理·克羅克                                 | 馬克·華伯格              | DVD版本                                                                                              |
| 2008     | 破天慌                                         | 艾略特·摩爾                                 | 馬克·華伯格              | DVD版本                                                                                              |
| 2010     | 燃燒鬥魂                                       | 米奇·華德                                   | 馬克·華伯格              | DVD版本                                                                                              |
| 2013     | 雙龍出手                                       | 麥可·斯蒂格曼                               | 馬克·華伯格              | DVD版本                                                                                              |
| 2014     | 賭徒                                           | 吉姆·貝內                                   | 馬克·華伯格              | BD&DVD版本                                                                                           |
| 2016     | 怒火地平線                                     | 麥克·威廉斯                                 | 馬克·華伯格              | DVD版本                                                                                              |
| 2001     | 致命玩笑                                       | 劉易斯·托馬斯                               | 保羅·沃克                | 東京電視台版                                                                                         |
| 2001     | 玩命關頭                                       | 布萊恩·奧康納                               | 保羅·沃克                | DVD版本                                                                                              |
| 2003     | 玩命關頭2：飆風再起                            | 布萊恩·奧康納                               | 保羅·沃克                | DVD版本                                                                                              |
| 2005     | 深海尋寶                                       | 傑瑞德                                      | 保羅·沃克                | DVD版本                                                                                              |
| 2006     | 父輩的旗幟                                     | 漢克·漢森                                   | 保羅·沃克                | 劇院公映／DVD版本                                                                                    |
| 2007     | 生死交鋒                                       | 提姆·柯爾尼                                 | 保羅·沃克                | DVD版本                                                                                              |
| 2008     | 撕裂記憶體                                     | 班·加維                                     | 保羅·沃克                | DVD版本                                                                                              |
| 2014     | 玩命特區                                       | 達米安·克里爾                               | 保羅·沃克                | DVD版本                                                                                              |
| 2000     | 西域威龍                                       | 洛伊·歐班儂                                 | 歐文·威爾森              | DVD版本                                                                                              |
| 2001     | 名模大間諜                                     | 韓賽爾·麥當勞                               | 歐文·威爾森              | DVD版本                                                                                              |
| 2004     | 環遊世界八十天                                 | 維爾伯·萊特                                 | 歐文·威爾森              | 東京電視台版                                                                                         |
| 2005     | 冒牌伴郎生擒姊妹團                             | 約翰·貝克威斯                               | 歐文·威爾森              | DVD版本                                                                                              |
| 2006     | 博物館驚魂夜                                   | 傑達迪亞·史密斯                             | 歐文·威爾森              | 劇院公映／DVD收錄                                                                                    |
| 2008     | 馬利與我                                       | 約翰·格羅根                                 | 歐文·威爾森              | 機艙內公映 劇院公映／DVD收錄                                                                         |
| 2009     | 博物館驚魂夜2                                  | 傑達迪亞·史密斯                             | 歐文·威爾森              | 劇院公映／DVD收錄                                                                                    |
| 2011     | 午夜巴黎                                       | 蓋爾·彭德                                   | 歐文·威爾森              | DVD版本                                                                                              |
| 2011     | 年度鳥事                                       | 肯尼·波斯蒂克                               | 歐文·威爾森              | DVD版本                                                                                              |
| 2013     | 實習大叔                                       | 尼克·坎貝爾                                 | 歐文·威爾森              | DVD版本                                                                                              |
| 2014     | 博物館驚魂夜3                                  | 傑達迪亞·史密斯                             | 歐文·威爾森              | 劇院公映／DVD收錄                                                                                    |
| 2015     | 無處可逃                                       | 傑克·杜威                                   | 歐文·威爾森              | DVD版本                                                                                              |
| 2016     | 名模大間諜2                                    | 韓賽爾·麥當勞                               | 歐文·威爾森              | DVD版本                                                                                              |
| 2017     | 奇蹟男孩                                       | 奈特·普曼                                   | 歐文·威爾森              | BD&DVD版本                                                                                           |
| 1915     | 流浪漢                                         | 流浪漢                                      | 查理·卓别林              | STAR CHANNEL頻道                                                                                     |
| 1916     | 警察                                           | 假釋犯                                      | 查理·卓别林              | STAR CHANNEL頻道                                                                                     |
| 1956     | 苦雨戀春風                                     | 米奇·韋恩                                   | 洛克·哈德森              | DVD版本                                                                                              |
| 1960     | 風雲羣英會                                     | 奧列里烏斯                                  | 托尼·柯蒂斯              | DVD版本                                                                                              |
| 1966     | 原野豪傑                                       | 傑米·博文                                   | 唐·加洛威                | DVD版本                                                                                              |
| 1972     | 教父 修復版                                    | 麥可·柯里昂                                 | 艾爾·帕西諾              | 2008年新錄DVD／BD版本                                                                                |
| 1973     | 美國風情畫                                     | 史帝夫·波蘭德                               | 朗·霍華                  | BD版本                                                                                               |
| 1974     | 大亨小傳                                       | 傑·蓋茲比                                   | 勞勃·瑞福                | DVD版本                                                                                              |
| 1974     | 草原小屋 (1974年電視影集)                      | 查爾斯·英格斯                               | 麥可·蘭登                | NHK BS4K版                                                                                           |
| 1974     | 教父2 修復版                                   | 麥可·柯里昂                                 | 艾爾·帕西諾              | 2008年新錄DVD／BD版本                                                                                |
| 1982     | 龍少爺                                         | 阿牛                                        | 火星                     | 新錄音BD版本                                                                                         |
| 1984     | 泡妞王子                                       | 雷克斯·克蘭道爾                             | 傑夫·伊斯特              | 東京電視台版                                                                                         |
| 1986     | 捍衛戰士                                       | 湯姆·“冰人”·卡贊斯基上尉                    | 方·基默                  | DVD版本                                                                                              |
| 1986     | 異形2                                          | 德維恩·希克斯                               | 麥可·賓恩                | 終極編輯DVD版本                                                                                      |
| 1986     | 伴我同行                                       | 約翰·“艾斯”·梅利爾                          | 基夫·修打蘭              | DVD版本                                                                                              |
| 1987     | 龍兄虎弟                                       | 艾楠                                        | 譚詠麟                   | BD版本                                                                                               |
| 1987     | A計劃續集                                      | 萬天晴西環警署警員268號                     | 呂良偉許冠英             | BD&DVD版本                                                                                           |
| 1987     | 歡樂滿屋                                       | 湯米·佩吉                                   | 湯米·佩吉                | NHK教育版                                                                                            |
| 1987     | 三不管地帶                                     | 泰德·瓦里克                                 | 查理·辛                  | 東京電視台版                                                                                         |
| 1988     | 史戴茜與梅莉莎                                 | 尼克                                        | 史蒂芬·謝倫              | DVD版本                                                                                              |
| 1989     | 迅雷禁區                                       | 弗萊希                                      | 亞特·亨德爾              | VHS版本                                                                                              |
| 1989     | 黑雨                                           | 查理·文生                                   | 安迪·加西亞              | 特別版本DVD                                                                                          |
| 1990     | Zapped Again！                                 | 塞西爾                                      | 大衛·杜納                | VHS版本                                                                                              |
| 1990     | 北國風雲                                       | 艾德·齊格萊克                               | 達倫·E·布倫斯            | WOWOW版                                                                                              |
| 1990     | 穿越                                           | 強尼                                        | 羅素·高爾                | 東京電視台版                                                                                         |
| 1990     | 說不完的故事2                                  | －                                          | －                       | VHS&DVD版本                                                                                          |
| 1990     | 小鬼當家                                       | 巴茲·麥卡利斯特                             | 德溫·拉特雷              | 朝日電視台／日語發音完整版Blu-rayBOX收錄                                                             |
| 1990     | 剪刀手愛德華                                   | 吉姆                                        | 安東尼·麥可·豪爾         | 朝日電視台版                                                                                         |
| 1992     | 冰上奇緣                                       | －                                          | －                       | 影碟版本                                                                                             |
| 1992     | 史蒂芬金之夢遊者                               | 查爾斯·布雷迪                               | 布萊恩·克勞斯            | DVD版本                                                                                              |
| 1992     | 老爸老媽救世界                                 | 瑟克                                        | 德爾·布朗                | VHS版本                                                                                              |
| 1992     | 舞國英雄                                       | 史考特·海斯廷斯                             | 保羅·默庫里奧            | DVD版本                                                                                              |
| 1992     | 豔陽燃情                                       | 大衛                                        | 查理·施拉特              | 東京電視台版                                                                                         |
| 1992     | 小鬼當家2                                      | 巴茲·麥卡利斯特                             | 德溫·拉特雷              | 朝日電視台版                                                                                         |
| 1993     | 天堂過客                                       | 約翰·麥克布里德                             | 西恩·歐布萊恩            | VHS版本                                                                                              |
| 1993     | 豪情三劍客                                     | 路易十三                                    | 休·奧康納                | DVD版本                                                                                              |
| 1993     | 修女也瘋狂2                                    | 法蘭基                                      | 德文·卡明                | 日本電視台版                                                                                         |
| 1993     | 無敵戰將                                       | 朗迪·切利尼                                 | 約翰·布坎南              | VHS版本                                                                                              |
| 1994     | 灌籃好手                                       | 巴迪·威爾遜                                 | 凱思·吉布斯              | DVD版本                                                                                              |
| 1994     | 決戰冰河                                       | 威爾·史通曼                                 | 麥肯齊·阿斯丁            | DVD版本                                                                                              |
| 1994     | 白狼勇士                                       | 彼得·約瑟夫                                 | 安東尼·魯維瓦            | 影碟版本                                                                                             |
| 1994     | 捍衛時空戰士                                   | 凱西                                        | 凱文·迪倫                | 東京電視台版                                                                                         |
| 1994     | 龍族戰神                                       | Tin-Tin                                     | 勞倫斯·梅森              | DVD版本                                                                                              |
| 1994     | 魔鬼大帝：真實謊言                             | 費索爾                                      | 葛蘭·海斯洛夫            | 富士電視台版                                                                                         |
| 1994     | 小子難纏4                                      | 艾瑞克·麥高文                               | 克里斯·康拉德            | DVD版本                                                                                              |
| 1994     | 摩天悍將                                       | Robocam                                     | 蘇利·麥卡盧              | 朝日電視台版                                                                                         |
| 1994     | 森林王子                                       | 毛克利                                      | 李截                     | 機艙內公映版本                                                                                       |
| 1995     | 星艦奇航記：重返地球 (全季)                    | 湯姆·派里斯                                 | 羅伯特·鄧肯·麥克尼爾     | 關西電視台／UHF／DVD收錄                                                                             |
| 1995     | 超人力霸王帕瓦德                               | 甲斐健一預告旁白                            | 小杉健森川智之〈配音〉   | TBS／VHS收錄                                                                                         |
| 1995     | 魔鬼戰將2                                      | 鮑比·扎克斯                                 | 摩里斯·切斯塔特          | 朝日電視台版                                                                                         |
| 1995     | 非常教師                                       | －                                          | －                       | DVD版本                                                                                              |
| 1995     | 緊急呼叫                                       | 賽爾索                                      | 丹尼爾·費爾南多          | VHS&DVD版本                                                                                          |
| 1996     | 交叉世界                                       | 史蒂芬                                      | 傑克·布萊克              | DVD版本                                                                                              |
| 1996     | 迷幻列車                                       | 西門·大衛·“變態男”·威廉森                   | 強尼·李·米勒             | DVD版本                                                                                              |
| 1996     | 747絕地悍將                                    | 雷特上尉                                    | 約翰·李古查摩            | 朝日電視台版                                                                                         |
| 1996     | 旭日逃亡                                       | 布朗頓·“布魯”·孟羅                          | 喬·塞達                  | DVD版本                                                                                              |
| 1996     | 青樓禁地                                       | 迦勒·凡爾杜                                 | 科瑞·費爾德曼            | VHS&DVD版本                                                                                          |
| 1996     | 初戀                                           | 成燦赫                                      | 崔秀宗                   | NHK-BS2版                                                                                            |
| 1996     | Pure Danger                                    | 強尼·迪恩                                   | C·托馬斯·豪威爾          | 東京電視台版                                                                                         |
| 1996     | 納什大橋 (S2)                                  | 安迪·弗萊姆                                 | 小加布里埃爾·德爾        | 東京電視台／DVD收錄                                                                                  |
| 1996     | 豪情四兄弟                                     | 托馬斯·“托米”·馬卡諾                        | 比利·克魯德普            | DVD版本                                                                                              |
| 1996     | 羅密歐與茱麗葉之後現代激情篇                   | 提伯爾特                                    | 約翰·李古查摩            | 朝日電視台版                                                                                         |
| 1996     | 代溝                                           | 法蘭基·沃倫                                 | 大衛·桑頓                | 影碟版本                                                                                             |
| 1996     | 火星人玩轉地球                                 | 傑森·史頓                                   | 麥可·J·福克斯            | 東京電視台版                                                                                         |
| 1996     | 驚聲尖叫                                       | 史都華                                      | 馬修·里沃德              | DVD版本                                                                                              |
| 1997     | 浪子回頭妙事多                                 | Ezekiel "Spoon" Whitmore                    | 圖帕克·夏庫爾            | VHS版本                                                                                              |
| 1997     | 活火熔城                                       | 艾曼·瑞斯                                   | 唐·奇鐸                  | 朝日電視台版                                                                                         |
| 1997     | 空中監獄                                       | 文斯·賴肯                                   | 約翰·庫薩克              | 朝日電視台版                                                                                         |
| 1997     | Comodines                                      | 吉列爾莫                                    | 亞德里安·史旺            | VHS版本                                                                                              |
| 1997     | 血魔 (S1)                                      | 讓·皮耶                                     | 馬丁·瓦蒂埃              | Super！drama TV頻道                                                                                  |
| 1997     | 老爸！我被綁架了                               | 文森·洛許                                   | 班尼西歐·狄奧·托羅       | DVD版本                                                                                              |
| 1997     | 烈火戰將                                       | 小奧林·哈納                                 | 布拉德·亨特              | 朝日電視台版                                                                                         |
| 1997     | 異形人魔                                       | 阿什利                                      | 托德·顏森                | VHS版本                                                                                              |
| 1997     | 老公老婆不登對                                 | 葛瑞格·蒙哥馬利                             | 湯瑪斯·吉勃遜            | S1～S2：NHK／FOX／DVD收錄 S3～S5：NHK／FOX頻道                                                       |
| 1997     | 是誰搞的鬼                                     | 雷·布朗森                                   | 小弗雷迪·普林斯          | 朝日電視台版                                                                                         |
| 1997     | 第三個孿生子                                   | 史特夫·洛根                                 | 傑森·葛德利              | VHS版本                                                                                              |
| 1997     | 小鬼當家3                                      | 伯頓·傑尼根                                 | 倫尼·馮·多倫             | 日本電視台版                                                                                         |
| 1997     | 美國狼人在巴黎                                 | 克里斯                                      | 菲爾·巴克曼              | 影碟版本                                                                                             |
| 1998     | 豪勇七蛟龍 (1998年電視影集)                    | 克里斯·拉拉比                               | 麥可·賓恩                | 朝日電視台版                                                                                         |
| 1998     | 深海攔截大海怪                                 | 比利                                        | 克林特·柯提斯            | 朝日電視台版                                                                                         |
| 1998     | 絕命追殺令之就地正法                           | 約翰·洛伊斯外交保安局搜查官                 | 小勞勃·道尼              | 朝日電視台版                                                                                         |
| 1998     | 地獄無門                                       | 凱文                                        | 邁克·韋瑟利              | VHS版本                                                                                              |
| 1998     | 火爆任務                                       | 索尼·柏克瑟                                 | 加布里埃爾·卡瑟斯        | 日本電視台版                                                                                         |
| 1998     | 少女的抉擇                                     | 陶德                                        | 西恩·派翠克·福納瑞       | DVD版本                                                                                              |
| 1998     | 彗星撞地球                                     | 奧倫·莫納什                                 | 朗·埃達德                | DVD版本                                                                                              |
| 1998     | 狂熱迪士哥                                     | 李察                                        | 方展發                   | VHS&DVD版本                                                                                          |
| 1998     | 酷斯拉                                         | 尼可·“尼克”·塔特普洛                        | 馬修·波特歷              | 劇院公映／DVD收錄                                                                                    |
| 1998     | 替代品2：學校出局                              | 丹尼·布拉姆遜                               | 愛德華多·巴萊里尼        | VHS版本                                                                                              |
| 1998     | 情迷洛杉磯                                     | 帕特森                                      | 卡麥隆·班克羅夫特        | VHS版本                                                                                              |
| 1998     | 到底是誰搞的鬼                                 | 雷·布朗森                                   | 小弗雷迪·普林斯          | 朝日電視台版                                                                                         |
| 1998     | 冰                                             | 羅伯特·杜雷克                               | 格蘭特·蕭                | DVD版本                                                                                              |
| 1998     | The Lesser Evil                                | 少年時期的法蘭克                            | 史蒂文·佩特拉爾卡        | DVD版本                                                                                              |
| 1998     | 霹靂轟天雷                                     | 傑克·彼得森                                 | 查理·辛                  | VHS&DVD版本                                                                                          |
| 1999     | 玻璃樽                                         | 隆一                                        | 任賢齊                   | DVD（2010年新錄）&BD版本                                                                             |
| 1999     | 十月的天空                                     | 吉姆·希克金姆                               | 史考特·湯瑪斯            | BD&DVD版本                                                                                           |
| 1999     | 危險性遊戲                                     | 羅納德·克雷弗                               | 史恩·派屈克·湯瑪士       | DVD版本                                                                                              |
| 1999     | 崩潰                                           | 傑克·華爾許                                 | 斯蒂芬·多爾夫            | DVD版本                                                                                              |
| 1999     | 白宮也瘋狂                                     | 約翰·迪恩                                   | 吉姆·布魯爾              | VHS&DVD版本                                                                                          |
| 1999     | 第六感                                         | 西恩                                        | 格倫·菲茨傑拉德          | 日本電視台版                                                                                         |
| 1999     | 星願                                           | 洋蔥頭                                      | 任賢齊                   | DVD版本                                                                                              |
| 1999     | 鬥陣俱樂部                                     | 傑克                                        | 愛德華·諾頓              | 富士電視台版                                                                                         |
| 1999     | 絕不寬容                                       | 約翰·福克                                   | 雅各·艾克隆德            | DVD版本                                                                                              |
| 1999     | 與魔鬼共騎                                     | 傑克·布爾·柴斯                              | 斯基特·烏爾里奇          | DVD版本                                                                                              |
| 1999     | 火線人生                                       | 蕭恩·巴頓                                   | 蕭恩·哈特西              | DVD版本                                                                                              |
| 1999     | 挑戰星期天                                     | 威利·比蒙                                   | 傑米·福克斯              | 朝日電視台版                                                                                         |
| 2000     | 終極刺殺                                       | 大衛·J·麥米倫                               | 強納森·史凱奇            | DVD版本                                                                                              |
| 2000     | 迷情追緝令                                     | 蓋瑞                                        | 傑森·普雷斯利            | 朝日電視台版                                                                                         |
| 2000     | 決戰紫禁之巔                                   | 皇帝                                        | 譚耀文                   | DVD版本                                                                                              |
| 2000     | 神鬼莫測                                       | 尼克                                        | 詹姆士·弗萊恩            | 朝日電視台版                                                                                         |
| 2000     | 光榮代價                                       | 吉米·奧蒂嘉                                 | 小克利夫頓·柯林斯        | VHS版本                                                                                              |
| 2000     | 相信愛情                                       | 雅各伯·“傑克”·施拉姆                        | 班·史提勒                | DVD版本                                                                                              |
| 2000     | Lock, Stock…系列                               | 培根                                        | 桑恩·帕克斯              | DVD版本                                                                                              |
| 2000     | 驚聲尖笑                                       | 雷·威爾金                                   | 西恩·韋恩斯              | DVD版本                                                                                              |
| 2000     | 瘋狂的塞西爾                                   | 辛克萊·史蒂文斯／塞西爾·B·瘋狂              | 史蒂芬·杜夫              | DVD版本                                                                                              |
| 2000     | 解剖殺人狂                                     | 海因                                        | 本诺·菲尔曼              | DVD版本                                                                                              |
| 2000     | 女生出拳                                       | 阿德里安·斯特格斯                           | 聖地亞哥·道格拉斯        | DVD版本                                                                                              |
| 2000     | 女孩第一名                                     | 威利·傑克                                   | 戴倫·布魯諾              | DVD版本                                                                                              |
| 2000     | 星艦復國記                                     | 加百列／雷米爾                              | 邁可·山克斯              | DVD版本                                                                                              |
| 2000     | 末世黑天使                                     | Sketchy                                     | 理查德·冈恩              | 朝日電視台版                                                                                         |
| 2000     | 生化武器大作戰                                 | Jack 'Crash' Riley                          | 沃爾夫·拉爾森            | DVD版本                                                                                              |
| 2000     | 雷霆戰警                                       | 庫利奧                                      | Coolio                   | DVD版本                                                                                              |
| 2001     | 走向深淵的天使                                 | 約翰·漢特                                   | 麥特·蘇茲                | DVD版本                                                                                              |
| 2001     | 死亡實驗                                       | 塔雷克·法赫德／77號囚犯                     | 莫里茨·布雷布特魯        | DVD版本                                                                                              |
| 2001     | 千你奇緣                                       | 傑克·維澤羅                                 | 傑森·李                  | DVD版本                                                                                              |
| 2001     | 驚聲尖笑2                                      | 雷·威爾金                                   | 西恩·韋恩斯              | DVD版本                                                                                              |
| 2001     | 少林足球                                       | 少年明鋒                                    | 蒲葉棟                   | 劇院公映／DVD收錄                                                                                    |
| 2001     | 律政俏佳人                                     | 艾米特·里希蒙德                             | 路克·威爾森              | 日本電視台版                                                                                         |
| 2001     | 枕邊陷阱                                       | 沃爾特·唐斯／比利／墨菲斯托                 | 托馬斯·簡                | 影碟版本                                                                                             |
| 2001     | 恐怖斷魂屋                                     | 傑夫                                        | 布蘭登·薩克斯頓三世      | DVD版本                                                                                              |
| 2001     | 要員保護                                       | 約翰·福克                                   | 雅各·艾克隆德            | VHS&DVD版本                                                                                          |
| 2001     | 街頭霸王                                       | 馬蒂·德馬雷                                 | 巴里·佩珀                | DVD版本                                                                                              |
| 2001     | STYX                                           | 提普頓                                      | 沙恩·霍華斯              | DVD版本                                                                                              |
| 2001     | 走出寒冷                                       | 瑞克·蘭比斯                                 | 傑森·倫敦                | DVD版本                                                                                              |
| 2001     | 没有上帝的消息                                 | 亨利愛德華多                                | 彼得·麥唐諾布魯諾·畢契爾 | DVD版本                                                                                              |
| 2001     | 拳神傳說                                       | Dark青年Dark                                | 洪金寶鄭伊健             | DVD版本                                                                                              |
| 2001     | 火山高校                                       | 張良                                        | 金秀路                   | DVD版本                                                                                              |
| 2001     | 穿越時空愛上你                                 | 查理                                        | 布萊克金·邁耶            | 日本電視台版                                                                                         |
| 2002     | 極速風暴                                       | 喬納桑·克羅斯                               | 克里斯·克萊因            | DVD版本                                                                                              |
| 2002     | 勇士們                                         | 傑克·喬希根少尉                             | 克里斯·克萊因            | DVD版本                                                                                              |
| 2002     | 獵豹行動                                       | 桑提諾                                      | 貝諾瓦·馬吉梅爾          | 東京電視台版                                                                                         |
| 2002     | 衛斯理藍血人                                   | 衛斯理                                      | 劉德華                   | DVD版本                                                                                              |
| 2002     | 麻煩大了                                       | 普吉                                        | 傑森·李                  | DVD版本                                                                                              |
| 2002     | 周末同床                                       | 俊永                                        | 甘宇成                   | DVD版本                                                                                              |
| 2002     | 獵風行動                                       | 班·亞吉                                     | 亞當·比奇                | DVD版本                                                                                              |
| 2002     | K-19：寡婦製造者                               | 原子爐控制官帕貝爾·洛克提夫                 | 克里斯蒂安·卡瑪戈        | DVD版本                                                                                              |
| 2002     | 拜金妙搭檔                                     | 喬·泰勒                                     | 馬修·派瑞                | DVD版本                                                                                              |
| 2002     | 鬼潛艇                                         | 道格拉斯·奧德爾少尉                         | 馬修·戴維斯              | 東京電視台版                                                                                         |
| 2002     | 大女孩不哭                                     | 克勞斯                                      | 蒂爾貝里·史特拉爾        | DVD版本                                                                                              |
| 2002     | 布偶聖誕奇遇                                   | 丹尼爾約翰・“J.D.”・多利安                  | 大衛·阿奎特扎克·布拉夫   | DVD版本                                                                                              |
| 2002     | 紐約黑幫                                       | 阿姆斯特丹·法隆                             | 李奧納多·狄卡皮歐        | DVD版本                                                                                              |
| 2002     | 小姐好辣                                       | 比利                                        | 馬修·勞倫斯              | DVD版本                                                                                              |
| 2002     | 神經殺手                                       | 羅德·弗萊茲                                 | 詹姆士·厄爾巴尼亞克      | DVD版本                                                                                              |
| 2002     | 野狼 Color of Pain                             | 迪諾                                        | 尹子維                   | DVD版本                                                                                              |
| 2003     | 單刀直入                                       | 德米特里·希克斯探員                         | 勞倫斯·泰德              | 東京電視台版                                                                                         |
| 2003     | 鬱金香方方                                     | 方方                                        | 文森特·佩雷斯            | DVD版本                                                                                              |
| 2003     | 奧利弗·比恩                                    | 成人的奧利弗〈配音〉 旁白                   | 大衛·克羅斯              | NHK版                                                                                                |
| 2003     | 神探阿蒙 (第2季)                               | 史考特·葛雷戈里奧                           | 克里斯多福·維爾          | DVD版本                                                                                              |
| 2003     | 攤牌                                           | 維農                                        | 史都華·唐森              | DVD版本                                                                                              |
| 2004     | 火龍風暴                                       | 西拉斯                                      | 麥克斯韋·考爾菲爾德      | DVD版本                                                                                              |
| 2004     | 太極旗飄揚                                     | 李振泰                                      | 張東健                   | DVD版本                                                                                              |
| 2004     | 10.5                                           | 札克·諾蘭                                   | 伊凡·塞吉                | DVD版本                                                                                              |
| 2004     | 危險性遊戲3                                    | 傑森·阿蓋爾                                 | 科爾·史密斯              | DVD版本                                                                                              |
| 2004     | 手札情緣                                       | 朗恩·哈蒙德                                 | 詹姆斯·馬斯登            | DVD版本                                                                                              |
| 2004     | 異形戰場                                       | 塞巴斯蒂安·德·羅莎                          | 雷歐·波瓦                | DVD版本                                                                                              |
| 2004     | 獻給你的情歌                                   | 勞森·派因斯                                 | 蓋布瑞·馬赫特            | DVD版本                                                                                              |
| 2004     | 大衛·貝克漢 官方足球學校                       | 大衛·貝克漢（本人）                         | 大衛·貝克漢（本人）      | 獨家DVD                                                                                              |
| 2004     | 美國賤隊：世界警察                             | 蓋瑞·約翰斯頓                               | 特雷·帕克                | DVD版本                                                                                              |
| 2005     | 小鬼也摩登                                     | 洛基                                        | 艾倫·康明                | 日本電視台版                                                                                         |
| 2005     | Cl.one                                         | 德瑞克·史特拉斯堡                           | 傑夫·聖克萊爾            | DVD版本                                                                                              |
| 2005     | 草原小屋 (2005年迷你電視影集)                  | 查爾斯·英格斯                               | 卡麥隆·班克羅夫特        | WOWOW版                                                                                              |
| 2005     | 撒哈拉                                         | 艾爾·吉奧迪諾                               | 史提夫·扎恩              | 東京電視台版                                                                                         |
| 2005     | 八面埋伏                                       | J·D·雷斯頓                                  | 克利斯汀·史萊特          | DVD版本                                                                                              |
| 2005     | 金龜車賀比                                     | 翠普·莫菲                                   | 麥特·迪倫                | 劇院公映／DVD收錄                                                                                    |
| 2005     | 驚奇4超人                                      | 李德·理查兹／神奇先生                       | 艾恩·古福特              | 日本電視台版                                                                                         |
| 2005     | 絕密飛行                                       | 亨利·普賽爾                                 | 傑米·福克斯              | DVD版本                                                                                              |
| 2005     | 鬼髮                                           | 宋基錫                                      | 房文秀                   | DVD版本                                                                                              |
| 2005     | 暴力衝擊                                       | 吉姆·戴維斯                                 | 克里斯汀·貝爾            | DVD版本                                                                                              |
| 2005     | 空中危機                                       | 基恩·卡森                                   | 彼得·賽斯嘉              | DVD版本                                                                                              |
| 2005     | 長靴妖姬                                       | 查理                                        | 喬爾·埃哲頓              | DVD版本                                                                                              |
| 2005     | 塔瑪拉                                         | 派屈克                                      | 吉爾·哈考                | DVD版本                                                                                              |
| 2005     | 慕尼黑                                         | 艾夫納                                      | 艾瑞克·巴納              | DVD版本                                                                                              |
| 2005     | 王的男人                                       | 長生                                        | 甘宇成                   | DVD版本                                                                                              |
| 2005     | 獨臂拳王2005                                   | 阿德                                        | 巴克斯特·漢比            | DVD版本                                                                                              |
| 2006     | 胖妹出頭天                                     | 坦德·喬納森                                 | 吉米·讓·路易             | DVD版本                                                                                              |
| 2006     | 巫毒月亮                                       | 柯爾                                        | 艾力·馬比烏斯            | DVD版本                                                                                              |
| 2006     | 光速俠                                         | 丹尼爾·雷伊                                 | 傑森·康納萊              | DVD版本                                                                                              |
| 2006     | 盜竊警長                                       | 奧利佛·‘費茲’·費茲傑羅                      | 麥克・洛姆巴迪           | 東京電視台／DVD收錄                                                                                  |
| 2006     | 風暴剋星                                       | Ian Rider                                   | 安德魯·巴肯              | U-NEXT頻道                                                                                           |
| 2006     | 柏林龍捲風                                     | 楊·伯格                                     | 馬蒂亞斯·科伯林          | 朝日電視台版                                                                                         |
| 2006     | CSI犯罪現場：邁阿密 (S5)                       | 彼得·金凱拉                                 | 泰迪·西爾斯              | DVD版本                                                                                              |
| 2006     | 秘石會議                                       | 謝爾蓋·馬爾科夫                             | 莫里茨·布雷布特魯        | DVD版本                                                                                              |
| 2007     | 帝鱷屬                                         | 林區上尉                                    | 馬修·布雷索              | DVD版本                                                                                              |
| 2007     | 勾引陌生人                                     | 麥爾斯·哈利                                 | 喬瓦尼·瑞比西            | DVD版本                                                                                              |
| 2007     | 狂野時速                                       | 卡羅                                        | 納森·菲利普              | DVD版本                                                                                              |
| 2007     | 蜘蛛人3                                        | 猛毒／艾迪·布洛克                           | 托弗·格雷斯              | 劇院公映／DVD收錄                                                                                    |
| 2007     | 家有辣嬤                                       | 西蒙                                        | 德蒙特·莫羅尼            | DVD版本                                                                                              |
| 2007     | 夜戀                                           | 哈里斯·亞德                                 | 派翠克·威爾森            | DVD版本                                                                                              |
| 2007     | 華麗的假期                                     | 姜民宇                                      | 金相慶                   | DVD版本                                                                                              |
| 2007     | 老爸夏令營                                     | 藍斯·華納                                   | 洛奇林·莫羅              | DVD版本                                                                                              |
| 2007     | 飛俠哥頓                                       | 飛俠哥頓                                    | 埃瑞克·約翰遜            | DVD版本                                                                                              |
| 2007     | 謀殺快樂                                       |                                             | －                       | DVD版本                                                                                              |
| 2007     | 越獄風雲 (S3)                                  | 詹姆斯·惠斯勒                               | 克里斯·萬斯              | DVD版本                                                                                              |
| 2007     | 超級盃奶爸                                     | 凱爾·庫珀                                   | 海耶斯·麥克阿瑟          | DVD版本                                                                                              |
| 2007     | 重返重案組 (全季)                              | 查理·克魯斯                                 | 達米安·路易斯            | AXN／富士電視台／DVD收錄                                                                             |
| 2008     | 單身漢派對2：最後的誘惑                        | 羅恩                                        | 喬許·庫克                | DVD版本                                                                                              |
| 2008     | 致命病種                                       | 傑瑞米·史東博士                             | 班傑明·布拉特            | DVD版本                                                                                              |
| 2008     | 無敵浩克                                       | 山繆·史登                                   | 提姆·布雷克·尼爾森       | 劇院公映／DVD收錄                                                                                    |
| 2008     | 食客                                           | 吳峰州                                      | 權五重                   | BS日視／DVD收錄                                                                                      |
| 2008     | 飆風不歸路                                     | 賈克斯·泰勒                                 | 查理·杭南                | DVD版本                                                                                              |
| 2008     | 無聲火                                         | Kong                                        | 查克利·彥纳姆            | DVD版本                                                                                              |
| 2009     | 年輕的維多利亞                                 | 勞勃·皮爾                                   | 麥可·馬隆尼              | DVD版本                                                                                              |
| 2009     | 歡樂合唱團                                     | 威爾·舒斯特                                 | 馬修·莫里森              | S1～S3：FOX／NHK／DVD收錄 S4：DVD版本                                                                |
| 2009     | 頭號公敵                                       | 約翰·埃德加·胡佛                            | 比利·克魯德普            | 機艙內公映／DVD收錄                                                                                  |
| 2009     | 美女上錯身                                     | 葛瑞森·肯特                                 | 傑克森·赫斯特            | S1：WOWOW／Dlife／名視／TOKYO MX／DVD收錄 S2～S3：WOWOW／Dlife／DVD收錄 S4：WOWOW／DVD收錄 S5：WOWOW |
| 2009     | 惡街喋血                                       | 安迪·迪羅                                   | 方·基默                  | DVD版本                                                                                              |
| 2009     | 「法」妻                                       | 康納·福克斯                                 | 馬修·莫里森              | NHK版                                                                                                |
| 2010     | 羅馬不思議                                     | 尼克                                        | 喬許·杜默                | DVD版本                                                                                              |
| 2010     | 金字塔的啟示錄                                 | 超旁白                                      | 超旁白                   | 劇院公映／DVD收錄                                                                                    |
| 2010     | 鐵證懸案 (S7／The Final)                       | 米克·馬隆                                   | 凱文·麥納馬拉            | KBS京都版                                                                                            |
| 2010     | 鋼鐵人2                                        | 賈斯汀·漢默                                 | 山姆·洛克威爾            | DVD版本                                                                                              |
| 2010     | 新三國                                         | 馬超                                        | 陳奕霖                   | BS富士／DVD收錄                                                                                      |
| 2010     | 阿蒙正傳                                       | 山姆                                        | 馬汀·沃斯特倫            | DVD版本                                                                                              |
| 2010     | 辯護律師                                       | 皮特·卡茲馬瑞克                             | 傑瑞·奧康內爾            | AXN頻道                                                                                              |
| 2010     | 我們所知道的生活                               | 艾瑞克·梅塞爾                               | 喬許·杜默                | DVD版本                                                                                              |
| 2011     | 權力遊戲 (全季)                                | 提利昂·蘭尼斯特                             | 彼特·丁拉基              | STAR CHANNEL／DVD收錄                                                                                |
| 2011     | 別怕黑                                         | 艾力克斯·赫斯特                             | 蓋·皮爾斯                | DVD版本                                                                                              |
| 2011     | 辛亥革命                                       | 愛新覺羅良粥                                | 呂洋                     | 劇院公映／DVD收錄                                                                                    |
| 2012     | 龍虎少年隊                                     | 達格·潘赫潛入搜査官                         | 彼得·德路易斯            | Happinet DVD版本                                                                                     |
| 2012     | 浴血任務2                                      | 比利·提蒙斯                                 | 連恩·漢斯沃              | 劇院公映版本                                                                                         |
| 2012     | 惡靈古堡5：天譴日                              | 里昂·S·甘乃迪                               | 約翰·厄柏                | 朝日電視台版                                                                                         |
| 2012     | 醜聞風暴 (S2)                                  | 吉米·坎摩爾                                 | 吉米·坎摩爾              | WOWOW／Dlife／DVD收錄                                                                                |
| 2012     | 無極限                                         | 文森·利柏萊緹                               | 文森·艾爾巴茲            | WOWOW／DVD收錄                                                                                       |
| 2013     | 小鎮疑雲 (全季)                                | 亞歷克·哈迪                                 | 大衛·田納特              | WOWOW版                                                                                              |
| 2013     | 當鋪瘋雲                                       | 理查                                        | 麥特·迪倫                | DVD版本                                                                                              |
| 2013     | 脫罪大師                                       | 威爾·柏頓                                   | 大衛·田納特              | WOWOW版                                                                                              |
| 2013     | 與恐龍冒險3D                                   | 史考勒                                      | 史凱勒·史東〈配音〉      | 劇院公映版本                                                                                         |
| 2014     | 百萬種硬的方式                                 | 艾伯特                                      | 賽斯·麥克法蘭            | BD&DVD版本                                                                                           |
| 2014     | 性愛錄影帶                                     | 傑·安格洛夫                                 | 傑森·席格爾              | 劇院公映版本                                                                                         |
| 2014     | 天蠍                                           | S1：幸運S4：卡森長官                        | 邁瑟·曼－                | Super！drama TV頻道／DVD收錄                                                                         |
| 2015     | 天將雄師                                       | 雁頭                                        | 肖央                     | 2016年劇院公映／DVD收錄                                                                              |
| 2015     | 明日世界                                       | 雨果·葛貝                                   | 基根-麥可·奇             | DVD版本                                                                                              |
| 2016     | 檢察官外傳                                     | 卞在旭                                      | 黃晸玟                   | DVD版本                                                                                              |
| 2016     | 魔鬼剋星                                       | 凱文·貝克曼                                 | 克里斯·海姆斯沃斯        | 劇院公映版本                                                                                         |
| 2017     | 迷幻列車2                                      | 西門·大衛·“變態男”·威廉森                   | 強尼·李·米勒             | BD&DVD版本                                                                                           |
| 2017     | 異形：聖約                                     | 雅各布·布蘭森                               | 詹姆斯·法蘭科            | BD&DVD版本                                                                                           |
| 2017     | 海豹突擊隊                                     | 傑森·哈耶斯                                 | 大衛·伯倫納茲            | FOX頻道                                                                                              |
| 2017     | 永遠的小熊維尼                                 | A·A·米恩                                    | 多姆納爾·格里森          | DVD版本                                                                                              |
| 2017     | 相對宇宙                                       | 彼德·奎爾                                   | 哈里·勞埃德              | WOWOW版                                                                                              |
| 2018     | 旅客名單                                       | 班·史東                                     | 約書亞·達拉斯            | Super！drama TV頻道                                                                                  |
| 2018     | 壞事大飯店                                     | 比利·李                                     | 克里斯·漢斯沃            | 隨選視頻頻道                                                                                         |
| 2019     | 艾莉塔：戰鬥天使                               | 戴森·伊德博士                               | 克里斯托弗·瓦爾兹        | 劇院公映版本                                                                                         |
| 2019     | 爹來靠                                         | 葛頓                                        | 史蒂芬·麥克哈蒂          | DVD版本                                                                                              |
| 2019     | 陳情令                                         | 藍㬢臣                                      | 劉海寬                   | WOWOW版                                                                                              |
| 2019     | 雙類之間：電影                                 | 彼特·丁拉基                                 | 彼特·丁拉基              | Netflix頻道                                                                                          |
| 2019     | 黑暗元素                                       | 歐瑞克·拜尼森                               | 喬·坦德伯格              | U-NEXT頻道                                                                                           |
| 2020     | 我的死亡                                       | 尼爾                                        | 路克·漢斯沃              | DVD版本                                                                                              |
| 2020     | 小鎮疑案                                       | 湯姆·肯德里克                               | 大衛·田納特              | WOWOW版                                                                                              |
| 2021     | 沙丘                                           | 雷托·厄崔迪                                 | 奧斯卡·伊薩克            | 劇院公映版本                                                                                         |

- 少女日記系列
  - 少女日記（奧斯卡）
  - 少女日記2（奧斯卡）
  - 少女日記3（男同志）
- 拇指系列 DVD版本
  - 拇指版女巫布萊爾（英语：Blair Thumb）（維庫）
  - 拇指版科學怪人（法蘭肯博士）
  - 拇指版教父（米基）
  - 拇指版鐵達尼號（英语：Thumbtanic）（傑克）
  - 拇指版蝙蝠俠（英语：Thumbs!）（蝙蝠俠）
  - 拇指版星際大戰（英语：Thumb Wars）（Loke Groundrunner〈史蒂夫·歐迪克爾克（英语：Steve Oedekerk） 配音〉）

#### 動畫
- 聖誕夜怪譚（弗雷德〈科林·费爾斯 配音〉）劇院公映／DVD收錄
- 探險活寶 (S5)（馬歇爾·李〈唐納·葛洛佛 配音〉）Cartoon Network頻道
- 佩尼特環遊世界的愛（英语：Around the World with Peynet's Lovers）（范倫鐵諾）DVD版本
- 雪地靈犬3（日语：バルト 大空に向かって）（杜克〈凱斯·卡拉定 配音〉）劇院公映／DVD收錄
- 蝙蝠俠（比利）
- 蜜蜂電影（他本人〈雷·利奧塔 配音〉）劇院公映／DVD收錄
- 樂高生化戰士電影（レーバ）DVD版本
- 一路順風，查理布朗（奈勒斯·潘貝魯特）NHK-BS2版
- 寶貝老闆（羅斯機長〈克里斯·米勒 配音〉[314]）
- 小麵包機歷險記（英语：The Brave Little Toaster）（廣播查特〈喬恩·拉威茨 配音〉）
- 小麵包機上火星（英语：The Brave Little Toaster Goes to Mars）（廣播查特〈喬恩·拉威茨 配音〉）
- 食破天驚（厄爾警官〈T先生 配音〉）劇院公映／DVD收錄
- 食破天驚2 （厄爾警官〈泰瑞·克魯斯 配音〉）劇院公映／DVD收錄
- 放牛吃草（巴克〈小庫珀·古丁 配音〉）DVD版本
- 荷頓奇遇記（荷頓〈金·凱瑞 配音〉）劇院公映／DVD收錄
- 犬之島（斑點〈李佛·薛伯 配音〉[315]）劇院公映版本
- 功夫熊貓2（狼老大〈丹尼·麥布萊 配音〉）劇院公映／DVD收錄
- 樂高玩電影（艾密特〈克里斯·普瑞特 配音〉、超人〈查尼·泰坦 配音〉、韓·蘇羅）2014年劇院公映／DVD收錄
  - 樂高玩電影2（艾密特[316]、雷斯·丹傑維特〈克里斯·普瑞特 配音〉）2019年劇劇院公映版本
- 怪獸大戰外星人（海瑟威總統〈史提芬·科拜爾 配音〉）劇院公映版本／DVD收錄
- 萌趣趣（斯魯巴斯[317]）
- 嚕嚕米與冬日仙境（芬兰语：Muumien taikatalvi）（嚕嚕米爸爸、史納夫金／阿金、哈爺爺、郵差）
- 尋龍使者：拉雅（班加酋長〈金大賢 配音〉）
- 蜘蛛人（蜘蛛人／彼得·帕克）
  - 蜘蛛人 (S1～S4) Cartoon Network頻道
  - 蜘蛛人和他的驚奇朋友 (東和視頻版)
  - 蜘蛛人和他的驚奇朋友（蜘蛛人／彼得·帕克）JETIX頻道
  - 蜘蛛人：飛越無限（英语：Spider-Man Unlimited）（蜘蛛人／彼得·帕克）JETIX頻道
- 星際大戰系列（歐比王·肯諾比）
  - 星際大戰：複製人之戰 (2003年電視動畫／全季) Cartoon Network／DVD收錄
  - 星球大戰：複製人之戰 2008年劇院公映／DVD收錄
  - 星際大戰：複製人之戰 (2008年電視動畫) S1～S3：NHK／Cartoon Network／DVD收錄、S4～S5：Cartoon Network／DVD收錄
  - 星際大戰：反抗軍起義 (S1) 迪士尼XD頻道
  - 樂高星際大戰（英语：Lego Star Wars）系列
    - 樂高星際大戰：拾荒者冒險記（英语：Lego Star Wars: The Freemaker Adventures）
    - 樂高星際大戰：聖誕特輯
    - 樂高星際大戰：學徒危機
- 天鵝公主（德瑞克王子）VHS版本
  - 天鵝公主
  - 天鵝公主：祕密城堡（英语：The Swan Princess: Escape from Castle Mountain）
  - 天鵝公主：魔法王國奇遇記（英语：The Swan Princess: The Mystery of the Enchanted Kingdom）
- 忍者龜3（〈亨利·哈亞希 配音〉）劇院公映／DVD收錄
- 百變金剛（諜報破壞兵Jaguar）東京電視台／DVD收錄
  - 變形金剛：領袖之證（司令官柯博文、奧萊恩·派斯、Aupi、Aupi-R）東京電視台／DVD收錄
- 神偷卡門（阿曼多）
- 奇幻遊樂園（花生〈諾伯特·李奧·巴茨 配音〉）DVD版本
- 動物方城市（胡尼克〈詹森·貝特曼 配音〉[318]）劇院公映版本
- 刀塔：神龍之血（祈求者〈 特洛伊·貝克 配音〉）Netflix頻道
- 鐵拳：血脉（花郎）Netflix頻道
- Devil May Cry（但丁〈 約翰尼·楊·博斯 配音〉）Netflix頻道

#### 其它
- The Wine Show（他本人〈喬·法托里尼（英语：Joe Fattorini）〉）[注 36][319]

### 柏青哥、角子機
- 侍魂鬼（霸王丸）
- SKY LOVE 3（2011年）
- CR FEVER創聖機械天使（頭翅）
- CR忍術決戰月影（紫電）
- （劉）
- CR BRAVE10（2014年，真田幸村[320]）
- 角子機CYBER BULE（2015年，BLUE）
- CR FEVER星際大戰 達斯·維達降臨（歐比王·肯諾比）
- 柏青哥 玻璃假面（2020年，速水真澄[321]）

### 特攝影集
1995年
- 超人力霸王帕瓦德（健一·凱伊的聲音）

2013年
- 獸電戰隊強龍者（賢神多林的聲音／強龍銀的聲音／鳥居[322]、魔劍神官狂暴多林的聲音）
- 獸電戰隊強龍者 要爆走了！強龍大圖鑑DVD（賢神多林的聲音）
- 劇場版 獸電戰隊強龍者 GABURINCHO OF MUSIC（賢神多林的聲音）
- 獸電戰隊強龍者VS超級戰隊VS超級英雄 新春Gaburin pick!!（賢神多林的聲音）

2014年
- 獸電戰隊強龍者 VS Go Busters 恐龍大決戰！ 再見永遠的朋友啊（賢神多林的聲音／強龍銀的聲音）
- 歸來的獸電戰隊強龍者 100 Years After（元賢神多林的聲音／強龍銀的聲音）

2015年
- 烈車戰隊特急者 VS 強龍者 THE MOVIE（多林的聲音[323]）

2017年
- 獸電戰隊強龍者BRAVE（多林的聲音[324]）

2020年
- 劇場版 超人力霸王大河 新世代巔峰戰（達達的聲音[325]）
- 超人力霸王銀河格鬥 巨大的陰謀（超人力霸王帕瓦德的聲音[326]）

2021年
- 假面騎士Beyond Generations（古夫·克里斯帕的聲音）

### 真人電影
- 光（2011年，醫師[327]）

### 真人實境

#### 電視節目
※記號表示網路電視。
- 森川先生的happy bo lucky（第一幕：2014年10月9日—12月25日、第二幕：2015年4月9日—6月25日、第三幕：2016年4月10日—6月26日、第四幕：2016年10月2日—12月18日、第五幕：2018年4月8日—6月24日，神奈川電視台）
- 今天的健康（2021年7月15日，NHK教育）

#### 影像商品
- S.S.D.S.活動DVD
  - （2005年第03回診察會）
  - 初夏之診察會（2006年第05回診察會）
  - 秋之大診察會（2006年第06回診察會）
  - 2007 秋之診察會（2007年第07回診察會）
  - 2008 初冬隻診察會（2008年第09回診察會）
  - 2009 秋之贅澤診察會（2009年第11回診察會）
  - 2010 魅惑的診察會（2010年第12回診察會）
  - 2011 診察會（2011年第14回診察會）
  - 2012 診察會4（2012年第15回診察會）
  - 2014 S.S.D.S.歌謠祭（2014年第17回診察會）
- 2012（作為2HARTS成員出席參加）
- 今日大魔王！ 粉絲感謝祭 ～真魔國也過情人節!?～
- 今日大魔王！ 粉絲感謝祭2 ～真魔國也有六月新娘!?～
- 銀魂 春之祭（暫）2012
- 最遊記+WILD ADAPTER Dice&Guns
- 少年陰陽師 活動 “孫”感謝祭 ～～
- 少年陰陽師 風音篇II 影像特典 ～“孫”感謝祭～ 陰陽師&十二神將猜謎對決篇
- 男男最遊記+WILD ADAPTER LIVE DVD「Go the Limit」
- 男男最遊記+WILD ADAPTER LIVE DVD GO×ON
- 白熊咖啡廳 ～七夕來了！在竹草上寫下願望吧！～
- 戰國BASARA祭
  - 2007 ～春之陣～（室內錄影出演）
  - 2007 ～冬之陣～
  - 2009 ～春之陣～
  - Fes.2010 ～紅之陣（隱藏嘉賓）／蒼之陣～
  - 2010 ～春之陣～
  - 5週年祭 ～武道館之宴～
  - 2011 ～夏之陣～
  - 2012 ～夏之陣～（與中井和哉在室內錄影中出演）
  - 2013 ～春之陣～
- 傳奇系列祭 2014 (藍光盤)
- 傳奇系列祭 2017
- ！1～4
- 明治東京戀伽 ～時尚浪漫劇場～
- 明治東京戀伽 ～時尚浪漫劇場2～
- 森川智之與檜山修之的都是為了你們這些人！系列
  - 鰹（第18彈收錄）
  - 森川豪華鯛（第20彈收錄）
  - 鯖（第22彈收錄）
  - （第25彈收錄）
  - （第30彈收錄）
  - 魚若 -WAKASAGI-（第3彈收錄）
  - 魚花 ※魚花的一字（第37彈收錄）
  -  -HATAHATA-（第40彈收錄）
  -  -SHACHI-（第44彈收錄）
- vol.1～16
- 幕末Rock 超絕頂雷舞（ウルトラエクスタシーライヴ）
- Rejet Fes.2014

#### 附錄、特典錄影等
- 電視動畫『諸神的惡作劇』
  - 1卷特典錄影「教教我吧托特老師！ ～第1小時 音樂～ 月人和尊也一起♪」
  - animate限定版1卷特典錄影「托特老師的下課時間！其一！」
  - 2卷特典錄影「教教我吧托特老師！ ～第2小時 體育～ 月人和尊也一起♪」
  - animate限定版2卷特典錄影「托特老師的下課時間！其二！」
  - 3卷特典錄影「教教我吧托特老師！ ～第3小時 社會～ 巴德爾和洛基也一起♪」
  - animate限定版3卷特典錄影「托特老師的下課時間！其三！」
  - 4卷特典錄影「教教我吧托特老師！ ～第4小時 課外活動～ 巴德爾和洛基也一起♪」
  - animate限定版4卷特典錄影「托特老師的下課時間！其四！」
- OVA「安琪莉可 純白羽翼回憶錄」
  - 幕後花絮中配音員發信息。
  - 下卷配音員座談會。
- OVA「安琪莉可 ～從聖地獻上愛～」
  - 幕後花絮中配音員在居酒屋內的座談會。（在角落負責主持。其他出演者：堀內賢雄、立木文彥、結城比呂、私市淳）
  - 上卷配音員座談會。
- OVA「安琪莉可Twin精選輯vol.3 -傑菲爾&恩斯特-」
  - 特典錄影：配音員對談（傑菲爾 役，與岩田光央共同）
- OVA「安琪莉可」
  - 幕後花絮中作為2HEARTS成員發信息。

負責劇中片尾主題曲。
- OVA「冬之蟬」DVD附錄主題歌CD。

與三木真一郎、森久保祥太郎共3人進行對談。

### 廣播節目
※記號表示說明網路廣播。
- 林原惠的心路小站（關西電台）
- 林原惠的東京不羈夜（TBS廣播）
- 奇幻世界週五1部 保溫膠囊 黑髪的俘虜（1996年，TBS廣播）
- 魔法Fantasy COCO（1996年，日本電台、KBS京都）
- 聞&捕物深夜（1996年，AM神戶）
- VOICE CREW（1998年 - 1999年，NACK5）
- LIVE PASTEL COLLECTION（2001年－2007年，TBS廣播、AM神戶）
- 聖獸 野獸們的天堂派對（2003年－2010年，animate TV）※
- Cyber Boys City（2006年－2008年）※
- Ai Death Gun Radio（2006年－2008年，大阪電台、Lantis web radio※）
- 新羅曼史♥LIVEHOT！10 Count down Radio」內時段主持人（2006年－2007年，Lantis web radio）※
- BLEACH “B” STATION（2007年，大阪電台、文化放送，月份主持人）
- 大家都是朋友！戰國BASARA電台（2007年－2008年，animate TV）※
- 網路廣播「森川智之的RadioBell （页面存档备份，存于）」[328]（2007年－現在（休止中），ENTAME THINK TANK）※
- 廣播 再造人卡辛 Sins ～古谷徹VS森川智之～（2009年，音泉）※
- 網路廣播 電視動畫「戰國BASARA貳」【金剛】（2010年，animate TV）※
- NARUTO Radio 疾風迅雷（2010年，文化放送，月份主持人）
- 網路廣播 劇場版「戰國BASARA」 -The Last Party-（2011年，animate TV）※
- 柿原徹也、森川智之的BRAVE10 on the radio（2011年－2012年，超！A&G+）※
- !!（2012年－2013年，animate TV）※
- 魔奇少年 ～Caravan～（2012年，animate TV）※
- 白熊咖啡廳的外出電台（2012年，animate TV）※
- NINJA SLAYER電台 （2015年，niconico直播、音泉）※
- 帝王森川聲樂教學男子（2016年－2017年，大阪電台）

### 廣播劇
- 三菱Driving Pops ～中嶋朋子 ～ ※負責男性的聲音。
- TBS廣播 （吉川蒼真[329]）
- O*G*A （鬼城大地）
- Tower of Terror 廣播物語（マンフレッド·ストラング）
- 純愛手札 Girl's Side Station （若王子貴文）
- 最終幻想戰略版Advance（憤怒的靈帝亞德米勒）
- 魔神英雄傳3 虎王物語（火鷹）
- 魔神英雄傳外傳 純純火美子（艾倫）

### 數位漫畫
- VOMIC 噬謊者（斑目貘）
- VOMIC SWEET☆MISSION（森下夏）
- VOMIC 火影忍者 劇場版公開紀念版（波風湊）

### CD

#### 廣播劇CD
- 愛玩王子系列（魔王）
  - 愛玩王子 ～彩虹色之碎片～[注 37]
  - 愛玩王子
  - 愛玩王子 ～飛向未來的羽翼～[注 37]
  - 愛玩王子 對話CD
  - 愛玩王子 ～萬一變態王子又來了!!～
- Ai Death Gun系列（美嬢屋敷）
  - ～帶著遠古的靈魂～
- CD小說 愛的武將 直江兼續（上杉景勝）
- 蒼之摩訶羅闍
- 阿佐谷Zippy（配島健司）
- 亞未！NONSTOP（美堂望）
- Are you Alice？─Chack mate.（白騎士）
- 1.5.8. -just one time-（8）
- 頭文字D 番外篇 ～黑色的閃電 新的不敗傳說（島村榮吉）
- Innocent Size（八角浩市）
- 雲上樓閣綺譚（花鈴）
- 宇宙海賊寶船組！（維羅姆·沃德）
- ABC殺人事件（赫爾克里·波洛）
- 賽車女神龍（武內隆雄）
- O*G*A 系列 廣播劇CD （鬼城大地）
- 王子（笑）系列（「人魚公主」的王子）
  - 王子與人魚公主之戀
  - if ～王子（笑）學園～
  - 廣播劇CD 第1卷
  - 約會CD 第3卷
  - 多樣廣播劇CD 3rd Party
  - if ～王子（笑）學園～
  - 廣播劇CD if ～王子（笑）學園 2學期～
  - 官方粉絲書特典CD
- 狐仙大人神機妙算！ 廣播劇CD 第1卷（松壽王）
- 天氣戰隊豪威瑟系列（諾姆）
  - 天氣戰隊豪威瑟2
  - 天氣戰隊豪威瑟 ～～
  - 天氣戰隊豪威瑟 ～～
  - 天氣戰隊豪威瑟 ～～
  - 天氣戰隊豪威瑟（爆）
  - 天氣戰隊豪威瑟 ～～
- 音靈（古玉招映）
- （薩瓦里奧·阿斯託加）
- 神的樂園（哈得斯）
- KAMUI（橘朱衣／蓮見空穗）
- 混亂軍團（吉克·瓦爾海特）
- 傀儡師左近 原聲廣播劇專輯II「外傳 怨戀振袖業火地獄」（雨宮陽介）
- 非常偶像Key RADIO PROGRAM #3「渴望」
- 危機之介御免 音之壹盤 ～毒味之危機～（富士見富鶴之介）
- 鬼絆 ～KIZUNA～系列（酒呑童子）
- （五嶋柾裄）
- 貴族偵探愛德華（席瓦·艾特伍德）
- 奇談系列（龍村泰彥）
  1. 幽幻少女奇談
  2. 生誕祭奇談
  3. 白拍子奇談
- 今日大魔王！系列（偉拉卿肯拉特）
  - 真魔國也過聖誕節!?
  - 今天也要開始做自由業！
  - 裏 下次開始也要當最終兵器！
  - 裏 今天也要開始大逃脫！
  - 裏 明日也要開始順其自然！
  - 閣下與魔的愛情日記!?
  - 裏魔DX！
  - 聖砂國DX！往路·復路
  - 今日大魔王！初始的旅樂團
  - 魔王誕生☆SPECIAL
  - 今天也要開始做自由業！B計劃
  - 今日大魔王！O.S.T.2 + D
  - 今日大魔王！今天也要設記念日!?
  - DJCD 真魔國放送協會
  - 偉拉卿肯拉特的night-night
  - 今天也要開始做自由業！當陛下的養父母、「今晚不讓你入眠」
- 今日依舊是執事（金澤）
- 銀河Roid Cosmo X IN Hero X Line 廣播劇CD（奈克斯）
- 古拉爾騎士團 Quatre saisons 4月的零櫻（凱隆）
- （巴哈）
- GRACE DOOR系列（一條征爾）
  - GRACE DOOR 1～2
  - 迷你廣播劇CD[注 38]
  - 執事們極限的一天
  - 少女之路與第5位執事「執事們的妄想GRACE DOOR」[注 39]
  - 少女之路餅乾復刻版附錄CD
- 廣播劇CD 黑執事（賽巴斯欽·米卡艾利斯）
- 源氏物語 ～追憶～（ 光源氏）
- 原獸文書2（村上靜馬）
- 黃龍之耳（棗希郎右衛門）
- 江 ～戰姬～（豐臣秀吉）
- 這個男子，被稱為壞人。（社長[330]）
- 微憂青春日記系列（保坂清嶺）
  - 微憂青春日記
  - 微憂青春日記2 ～誰是真正的朋友？～
  - 微憂青春日記3 ～天使只有一個～
- 彩雲國物語系列（藍楸瑛）
  - 第一卷 愛情手料理奮鬥記！
  - 第二卷 
  - 第三卷 
  - 廣播劇CD1 番外篇 ～「楸瑛與絳攸」、「親睦溫泉旅行」～
  - 廣播劇CD2 番外篇 ～「靜蘭與劉輝」、「親睦煙火大會」～
  - 廣播劇CD3 番外篇 ～「親睦？熊退治」、「秀麗與劉輝」～
  - 第2系列 廣播劇CD1 番外篇 ～「比海更深的愛」、「影月與香鈴」～
  - 第2系列 廣播劇CD2 番外篇 ～「前前後後 ～蘭與燕青與悠舜～」、「楸瑛與絳攸 ～誰抓住了我的手～」～
  - 第2系列 廣播劇CD3 番外篇 ～「奔流的愛 ～邵可與黎深與悠舜～」、「秀麗與劉輝 ～與和你相遇真是太好了～」～
- 最湯記（久保田誠人）
- 地獄堂靈界通信（藤門蒼龍）[注 40][331]
- 黑天黑地黑道情（豬首硬四朗）
- Shuffle 編織時間的勇者們 vol.2 -奧州藤原篇-（藤原泰衡）
- 夏洛克·福爾摩斯（約翰·H·華生）
  - 廣播劇CD「夏洛克·福爾摩斯」
  - 廣播劇CD「夏洛克·福爾摩斯」第2卷
- 廣播劇CD JOKER GAME（甘利）
  - 去吧！2年D組佐久間老師
  - 警視廳D課搜査事件簿
- JOKER FILE.2 Dream Playing Game（浦谷）
- 少年陰陽師系列（青龍（宵藍））
- 少年魔法士系列（理查德·海曼）
- 男男最遊記系列（久保田誠人）
  - 男男最遊記
  - 男男最遊記II、III
  - 歸來的男男最遊記！
  - 歸來的男男最遊記！2
- 白熊咖啡廳原聲廣播劇CD系列（熊貓媽媽）
  - CD3「熊貓咖啡」
  - CD6「豪豬咖啡」
- 城物語 松平容保與會津若松城（會津若松城）
- 神父與惡魔系列（宵之明星）
  - 硝子的迷宮之夢魔
  - 煉獄的大惡魔
- S.S.D.S.系列（米夏埃爾·修麥爾）
- 抓狂徵信社系列（尾杜）
  - 抓狂徵信社 -THE DRAMA CD-
  - 抓狂徵信社(2) -THE DRAMA CD- DEEP SEEKER
  - 抓狂徵信社(3) -SERIAL ADDICT
  - 抓狂徵信社15冊 特裝版附錄廣播劇CD
- 四聖獸系列（青龍的剛）
- 聖戰記光蛇王外傳（夏爾維）
- SOUND DRAMA 絕對調律士NoA Vol.1～2（出月）
- 第二個戰國夫妻物語（織田信長）
- 戰國武將物語 ～豪傑篇 其二～（第一話「九鬼嘉隆物語」）
- 創龍傳（水地真彥）
- ZONE-00系列（黑薔薇憐兒）
  - 劇-I section CHERRY
  - 劇-II section KNIGHT
  - 劇-III
- 奮戰吧！賽巴斯汀1～3（約瑟夫）
- 超譯百人一首戀歌（在原業平）
- 月如隱於闇夜中（服部半十郎）
- 傳說的勇者的傳說（路克·史塔卡特）
- 天使×惡魔系列（加百列）
  - 1st Season 廣播劇CD 1
  - 2nd Season 廣播劇CD 2
- 龍之谷 廣播劇CD 序幕 ～命運的覺醒～（傑瑞德）
- 皇龍騎士團（狼頭領）
- 迷宮塔 ～烏魯克之盾～（烏拉貢）
- 暗夜第六感（霧原直人）
- 七色假面（森蘭太郎）
- NINJA SLAYER忍者殺手系列（忍者殺手）
  - 火燒新琦玉4 互聯網郵購限量版先着特典有聲劇
  - 影之財閥！ 特裝版廣播劇CD
  - 破壞的雙節棍 特裝版廣播劇CD
- High school aura buster （峰岸克也）
- 奔跑吧！T高籃球社（佐藤準）
- （青山利英）[注 41]
- 八犬傳 -東方八犬異聞-（犬川莊介）
- 蜂巢（恩田優）
- 偷偷愛著你（天王寺惠）
- 花之飛鳥組！（時正宗）
- 幕末志士物語 ～佐幕·開國篇～（「井伊直弼物語」）
- 幕末志士物語外傳 ～14之土佐&佐幕·開國篇～（「井伊直弼物語外傳」）
- 人間交差點 -HUMAN SCRAMBLE- （佐佐木賢治）
- 礦石妖精（帝王）[注 42]
- 向日葵桑（黑井里薰[332]）
- BLOOD ALONE系列（黑瀨黑江）
- BRAVE10（霧隱才藏）
- BRAVE10系列（真田幸村）
  - Vol.1 風花之狂宴
  - Vol.2 異國異聞錄
- 驚爆危機！ 通販限定廣播劇CD系列（林水敦信、彭太君）
- 凡爾賽玫瑰系列（奧斯卡·法蘭索瓦·德·傑爾吉）
  - 凡爾賽玫瑰
  - 凡爾賽玫瑰FIN
  - 凡爾賽玫瑰外傳 ～黑衣伯爵夫人～
- 放學後再推理（石崎浩見）
- （橫濱）
- 我的喬潘 名曲集 & 廣播劇CD #2 李斯特（提圖斯）
- 我的喬潘 #5 提圖斯（提圖斯）
- 小書痴的下剋上：為了成為圖書管理員不擇手段！
  - 廣播劇CD3（卡斯泰德[333]）
  - 廣播劇CD4（卡斯泰德、以馬內利、尤根施密特國王[334]）
  - 廣播劇CD6（卡斯泰德、以馬內利、波尼法狄斯[335]）
  - 廣播劇CD7（波尼法狄斯[336]）
  - 廣播劇CD8（卡斯泰德、波尼法狄斯[337]）
  - 廣播劇CD9（特羅克瓦爾、以馬內利[338]）
  - 廣播劇CD10（卡斯泰德、波尼法狄斯、特羅克瓦爾[339]）
- 魔王勇者（先代冬寂王）
- 魔界學園系列（小山內愛一郎）
- 仲夏夜之夢（西西亞斯）
- 魔法老師！永别了，深愛的红翼（青山詠春）
- 魔法使的新娘（賽門·卡拉姆[340]）[注 43]
- 守護月天！系列（宮內出雲〈第2代〉）
  - 傳心 守護月天！
  - 守護月天！再逢
- 替身伯爵系列（吉克）
  - 替身伯爵的冒險
  - 替身伯爵的婚禮
  - 替身伯爵的危險盛宴
- 朗讀 宮澤賢治名作選集 ～《要求很多的餐廳》～
- 名作文學（笑）VS系列 北風VS太陽（太陽）
- 名作文學（笑）VS系列 唐吉訶德 即使得了中二病也要去旅行（桑喬）
- 闇之皇太子 宿命的兄弟（安倍晴明）
- 闇之皇太子 虛構的貴人〈附錄CD特裝版〉（安倍晴明）
- 愛上壞壞的死神（巽征一郎）
- 勇者警察傑德卡 CD推理劇場 「謎之請帖 ～現在，被說出真實之時～」（迪克）
- 妖怪公寓的優雅日常（龍）[注 44]
- 橫濱購物紀行（文畝）
- 浪漫狩（篠原少校）
- WILD ADAPTER系列（久保田誠人、AKIRA（?））
  - WILD ADAPTER 1～6 限定版單行本附屬迷你廣播劇CD

  1. 應該愛的7項大罪「強欲」
  2. 應該愛的7項大罪「暴食」
  3. 應該愛的7項大罪「嫉妬」
  4. 應該愛的7項大罪「傲慢」
  5. 應該愛的7項大罪「怠惰」
  6. 應該愛的7項大罪「憤怒」
  7. 限定版單行本全冊購入者特典迷你廣播劇CD7 應該愛的7項大罪「色欲」

#### 遊戲衍生廣播劇CD
- 危險★戀情搜查室系列（小野瀨葵）
  - ～愉快的溫泉旅行篇～
  - ～阻止與她聯誼吧！篇～[341]
  - ～恐怖的露營篇～[342]
- Apocripha／0 Blue Tail in the cross系列（傑特·戴維斯）
  - Apocripha／0 Blue Tail in the cross Vol.1、2
  - Apocripha／0 Passion Flower
- 維新戀華 龍馬外傳系列（坂本龍馬）
  - 浪漫活劇 ～（食）之卷～
  - 浪漫活劇 ～（湯）之卷～
  - 浪漫活劇 ～（幽）之卷～
- S.Y.K ～新說西遊記～ 廣播劇CD ～～（二郎真君）
- 4卷（橘龍之介）
- 歡迎光臨CHiRAL CAFE（萊伊）
- 戀愛王子 ～秘密的契約結婚～ 廣播劇CD 第2卷（神崎尊）
- CD廣播劇精選集 三國志（關興安國）
- 執事們的戀愛事情 （九條院慎一郎）
- SHUFFLE！系列（弗貝西）
- CD（弗雷姆）
- 白華之籠 ～緋色的碎片4～系列（幻燈火）
  - 廣播劇CD 二華裝飾
  - 四季之詩 廣播劇CD 櫻花二片
  - 四季之詩 廣播劇CD 雪花二降
- 超級機器人大戰OG THE SOUND CINEMA Vol.2、Vol.3（南部響介）
- 超級機器人大戰OG×無限邊疆EXCEED 特別劇場&原聲音樂Disc（南部響介）
- 快打旋風EX2 廣播劇CD（疾風）
- 快打旋風ZERO3 廣播劇專輯（隆）
- 電視動畫 超級機械人大戰OG -The Inspector- 廣播劇CD vol.2（南部響介）
- 戰國BASARA系列（片倉小十郎）
  - 電視動畫「戰國BASARA」第2卷
  - 戰國BASARA ～百花繚亂！小田原之役～
  - 戰國BASARA ～蒼穹！姊川之戰～
  - 戰國BASARA ～漆黑！本能寺之變～
  - Soul revolution ～序章
- 葬除屋XLORD「終末Re:START」（北條鷹忠）
- 交響曲傳奇 ～a long time ago～ vol.3（尤安）
- DIABOLIK LOVERS（月浪迦樓羅）
  - 斗S吸血CD VERSUSII Vol.4 迦樓羅VS辛[343]
  - DARK FATE Vol.1 蝕之章[344]
  - 斗S吸血CD BLOODY BOUQUET Vol.3 迦樓羅篇[345]
  - 斗S吸血CD VERSUSIII Vol.1 綾人VS迦樓羅[346]
  - LOST EDEN Vol.3 月浪篇[347]
- 廣播劇CD 電視動畫「Devil May Cry」Vol.1、2（但丁）
- 純愛手札 Girl's Side廣播劇系列
  - Vol.1 ～feat.葉月珪、守村櫻彌（守村的父親、森山）
  - Vol.2 ～feat.姬條圓、鈴鹿和馬（澤田敏光、本田廉太郎）
  - Vol.3 ～feat.三原色、冰室零一（三原由紀世、本田廉太郎）
- 純愛手札 Girl's Side 2nd Kiss系列（若王子貴文）
  - 短編廣播劇集 ～Seaside Sketch～
  - 廣播劇&形象歌曲專輯 Vol.3 ～克里斯多福·威瑟菲爾德、天地翔太、若王子貴文～
- We're 8bit Lovers！III ～闇之新娘～（黑暗騎士）
- 廣播劇CD 我回來了，戰國武將殿下！ 第1卷（織田信長）
- 彩虹色王子 第1卷（一條龍哉）
- 幕末Rock系列（土方歳三）
  - 「幕末Rock」先著購入特典廣播劇CD「絕叫！熱狂！溫泉大戰」
  - 「幕末Rock」店舗特典「Poemy Dream」
  - 「幕末Rock 超魂」先著購入特典廣播劇CD「學園Rock 絕叫！熱狂！溫泉大戰」
  - 「幕末Rock 超魂」店舗特典「Poemy ☆ Rush」
- 夢幻之星 ～被封印的記憶～ 廣播劇CD&粉絲書（尤西斯）
- 夢幻奇緣2系列（約翰·海雪爾）
- BLACK WOLVES SAGA系列（阿魯魯·V·菲爾諾亞）
  - Original Sound Track plus Drama
  - -Last Hope- Song collection 「Tears」
- Bloody Call系列（仁）
  - Bloody Call 廣播劇CD「I ～NEDE篇～」
  - unENDing Bloody Call限定版特典廣播劇CD「Club NEDE」
  - unENDing Bloody Call店舗特典廣播劇CD「開在深淵的地獄花 ～與你一起Go to hell～ 篇」
  - unENDing Bloody Call店舗特典廣播劇CD「Bloody學園」
  - unENDing Bloody Call店舗特典廣播劇CD「風雲NEDE城」
- （阿格雷亞·傑伊·歐文）
- 魔法少女Fantasy CoCo（沃克·露西安）
- 水之旋律2 緋之記憶 ～殘照～（安曇康秀）
- 明治東京戀伽聲音劇場系列（查理）
  - ～春草、音二郎篇～
  - ～鏡花、八雲篇～
  - ～鷗外、五郎篇～
- 女神異聞錄Persona（南條圭）
- 廣播劇&信息CD LOVE LOVE 天使大人 ～安琪莉可～（恩斯特）
- 戀愛番長2 MidnightLesson!!! 廣播劇CD Sweet Sweet Birthday!!!（公關總長）
- 狂野歷險2 Wild Arms 2nd 廣播劇原聲帶（艾維·福德·瓦雷利亞）

#### 少女向廣播劇CD
- 愛的言語 其6 森川智之
- CD 『Tiara』2
- （淫魔）
- ♪（奧村晄平）
- 憧憬的職業CD VOL.5 小兒科醫生篇（佐伯周一郎）
- 憧憬的約會CD vol.3 型男作家與就像戀愛小說一樣……孤獨的夏之戀情篇（泉龍之介）
- 可以在你洗澡時聽CD ～溫泉擬人化精選輯～ 系列（登別）
  - 第2彈「登別篇」
  - FULL DRAMA 「DOKI☆DOKI溫泉時間 前篇」
  - FULL DRAMA 「DOKI☆DOKI溫泉時間 後篇」
  - 混浴篇第2彈「登別&湯之川」
- !!! 第1彈（遥風 ーHARUKAー）
- 立刻招喚！雙馬尾男友（Darling） 第1卷 老子是龍王篇
- 王立王子學園（柳生龍之介）
  - vol.4 睡美人的王子
  - vol.5 人魚公主的王子
  - vol.6 美女與野獸的王子
- 王立王子學園 ～re:fairy-tale～（柳生琥太郎）
  - vol.4 拇指公主的王子
  - vol.5 美女與野獸的王子
  - vol.6 天鵝湖的王子
- （四之宮瑛斗）
- （傑克）
- （紫野乃衣）
- 感應時間4 ～～（奇術師）
- 官能昔話8 ～物語～ （天鵝湖）
- KISS×KISS collections Vol.13（高崎仁）
- 月刊男前圖鑑 制服篇 黑盤（パティシエ）
- 月刊男前圖鑑 教師篇 黑盤（スキーのインストラクター）
- 殺彼CD #02 ～豪&景樂篇～（和巳景樂[348]）
- 週刊添CD 特別篇（雅彌）
- 新撰組默秘錄 勿忘草 第六卷（山崎烝）
- 新撰組血魂錄 勿忘草 第八卷（山崎烝）
- 新撰組比翼錄 勿忘草 第八卷（山崎烝[349]）
- 真·罵倒CD（保健醫生）
- Stretching 7days CD（東雲螢）
- 系列 Vol.6 織田信長篇（織田信長）
- 想望三國志（趙雲[350]）
- CD 第拾壹卷 ～四天王 廣目天篇～（廣目天）
- Two of Us（藤崎和泉）
- 取愛兄弟（孝一）
- Dolly Fougere（萱島拓海）
- 白血球部活動記錄 ～看病篇～（NK細胞）
- 一個人也可以Mon！（加藤雅臣）
- HONEY BEE 數羊晚安系列 vol.22 
- 枕男子（飯田由一郎）
- 蜜蜂聲藥 『D』（黑田）
- 蜜約箱庭 -王子與籠中鳥- 第1彈 Alexis 鏽蝕薔薇的庭園（Alexis）
- CD ～Night～（穗稀）
- （水無瀨康紀）
- LOVERS ONLY系列（一柳邦生）
  - LOVERS ONLY 1
  - LOVERS ONLY 6 部長 一柳邦生的吵雜聲
  - LOVERS ONLY 9 部長 一柳邦生的焦燥
- （森澤士朗）
- 與森川智之的約會CD
  - vol.1 ～在橫濱～
  - vol.2 ～開車篇～
  - vol.3 ～溫泉篇～
- （凪）

#### BLCD
- Arthurs Guardian 黑盤（叶野史生）
- 我不是想愛你（陣內拓朗）
- 愛我就是要說出來。（信夫京一）
- 令人厭煩的愛系列（椹木恭介）
  - 令人厭煩的愛
  - 令人厭煩的愛 花片雪 全員服務CD
- （艾爾林克·克里希納）
- 青之軌跡系列（三四郎）
  - 青之軌跡
  - 覺醒的拼寫
  - 水晶皇冠
  - 巴洛克珍珠
- 魔鬼的秘密（札漢）
- 明天，在他的床上。（千束冬至）
  - 明天，在他的床上。
  - 月刊Dear+ 2011年6月號附錄 千束×波平系列
- 成人教育 ～紳士調教～（巴響市）
- 分析師的憂鬱系列（傑弗瑞）
- 1～2（津田恭一郎）
- ANIMAL X（比嘉）
- 危險系列（須藤泉）
  - 危險系列 危險幸福超番外篇
  - 危險薔薇與百合園
- 風暴之後（正彥）
- ANSWER系列（真芝貴朗）
  - ANSWER
  - SUGGESTION ～ANSWER2～
- 壞心眼男友的攻陷方法（田中一路）
  - 壞心眼男友的攻陷方法
  - 月刊Dear+ 2012年3月號附錄 壞心眼男友的攻陷方法
- 無法持續一生的工作1（片山柾）
- 一寸枕草紙（藤·水紅、床屋、王子）
- 1（間坂萬次郎）
- （松秀良門）
- （鳴海龍二、培里老師）
- （平岩章吾）
- （繭邑京一郎）
- 遠離伊甸園（加藤雅臣）
- N大附屬醫院系列（志乃崎隆二）
  - N大附屬醫院系列 ～夢之背影～
  - N大附屬醫院系列2
- YEBISU Celebrities4（狩野龍也）
- 豔罪 ～罪人就是這個男人～（舘）
- ENDLESS系列（正木由里）
  - ENDLESS RAIN
  - ENDLESS KISS
  - ENDLESS LOVE
  - ENDLESS TIES
  - ENDLESS BEAT
  - ENDLESS FEEL
  - ENDLESS HEAT
- 美味的身體（麻倉佳久）
- （平岩章吾）
- 王朝春宵羅曼史（藤原諸兄）
  - 王朝夏曙羅曼史
- （水瀨高志）
- （朔）
- 驛動男人的心（崎尋康）
- 男孩有個秘密（月城輝夜）
  - 單相思有個秘密
  - 地面作戰有個秘密
- 拜託了！達令（相原弘）
- 誤會是戀愛的種子（黑野慎吾）
- 妳是我的！M·I·N·E（桂木八神）
- 在我之下掙扎系列（吉岡啓一郎）
  - 廣播劇CD TARGET1：樋口、清水
  - 廣播劇CD TARGET2：山口、吉岡
  - 在我之下掙扎 Sound&D
- Catch Me！（高原紘一）
- 學園天堂系列（中嶋英明）
  - 學園天堂2 ～無敵的3年級生～
  - 學園天堂2 ～Welcome to heaven～
  - 學園天堂3 ～Happy☆Paradise～
  - 學園天堂 ～BITTER CHOCOLATE～
  - 學園天堂 ～SWEET CANDY～
  - 學園天堂 ～屬於你的未來～
  - DJCD BL學園放送部『BL☆RADI』
- 單戀樂園（川瀨均）
- （神父）
- （米倉）
- 可愛的人。1～8（各務瑛司）
- KEEP OUT（門倉）
- 充滿危險（島津千夜）
- 貴族系列5 （艾力克斯·羅）
- （皆川春海）
- 與你墜入情網系列（鬼島彰悟）
  - 與你墜入情網3 與你耽溺愛河2
  - 與你墜入情網4 與你耽溺愛河3
- （仲井貴宏）
- （北條陸）
- （仲井貴宏）
- 吸血鬼與愉快的夥伴們1～2（勿滑谷）
- （澤村一郎）
- 漂亮爸爸。3（鷹司千尋）
  - 漂亮爸爸。
- （鷹來洋嗣）
- 銀之鎮魂曲（ジオ皇帝ルシアン·ゾルバ·レ·ソレル）
- （有馬圭一）
- 金曜紳士俱樂部（東鄉鷹也）
- 草之冠 星之冠（仁王）
- 你的吻有謊言的味道1～2（和智大介）
- 系列（降矢信仁）
- 野獸系列（村瀨一明）
- 1～2（高岡洋隆）
- GOLD（三澤真司）
- （端山智洋）
- 戀愛諜報機關1、3（土門統英）
- （高瀨由唯）
- 愛上珠寶設計師系列（黑川雅樹）
  - 愛上珠寶設計師
  - 愛上珠寶設計師（重製版）
  - 愛上珠寶設計師 2 男友與鑽石
- （田隈周平）
- 戀愛茶的作法1～2（常磐水晶）
- 系列（西原高敏）
  - 非賣品迷你廣播劇CD
- 戀之診察室2（結城圭吾）
- 戀之花（大槻慧介）
- 公使閣下的秘密外交（吉永孝司）
- 黑衣公爵（嵩原天人）
- （久我晴之）
- 小鬼的禁愛領域系列（武藤和將）
  - 小鬼的禁愛領域2 蓮見高校 颶風
  - 小鬼的禁愛領域3 最強高跟鞋
  - 小鬼的禁愛領域4 噂之真髄（Trouble Maker）
  - 小鬼的禁愛領域5 惡運之條件（Bad Boys）
  - 小鬼的禁愛領域8 分岐點Vol.1 【發端】
  - 小鬼的禁愛領域10 分岐點Vol.3 【爆心】
- ComicsDeluxe 極上戀人1（明人）
- 海盗迷情系列（艾耶斯）
  - 海盗迷情I～II
  - III ～風隻暗殺者 前篇～
  - IV ～風之暗殺者 後篇～
  - V ～記憶的鼓動～
  - VI ～擁抱月亮的海1～
  - VII ～擁抱月亮的海2～
  - VIII ～擁抱月亮的海3～
  - IX ～擁抱月亮的海4～
  - X ～擁抱月亮的海5～
- 誘捕小羊計劃！1～3（咲坂和臣）
  - 應募者全PlayCD
- 最惡（有堂京一）
- 極·艷 GOKU·EN（龍崎義純）
- 停駐你的心門！（本田賢三）
  - 停駐你的心門！ 1～2
- 櫻澤VS.白萌系列（柳沼敏明）
- 櫻田學長改造計劃（壬生誠一郎）
- SASRA 2（盧修斯·亞歷山卓斯）
- （陣內拓朗）
- 美男子的親密愛人（本間裕之）
- 將幸福送給你 ～把綠找出來！～（篠原瑛）
- 讓你能幸福1～5（本田雪彥）
- 幸福的LEVEL Part.3（神尾真也）
- 傑拉爾與傑克（傑拉爾·安格拉德）
- G線上的貓 1～2（池田篤志）
- GP學園學生會執行部系列（敦賀遼一）
  - GP學園情報處理部1～2
  - GP學園學生會執行部
- 地獄的邂逅（上）（下）（閻魔王）
- 酒滴 花瓣 蘋果香（中川秋作）
- 執事★遊戲（凱）
- 社長的時間。（永澤靜）
- 糖果密碼（大土井誠）
  - 糖果密碼
  - 月刊Dear+ 2011年7月號附錄 糖果密碼
- （佐佐原脩司）
- 少年四景花（透）
- （愛德華·崔斯坦）
- （一宮雅人、一宮剛彥）
- 系列（祇王京一）
  - （桃川祐也）
- Chopin系列（花京院梨栖人）
  - 粉紅色的Chopin
  - 仔貓的華爾滋
  - 超絕技巧練習曲
  - Starlight☆Chopin
  - Cherry Night☆Chopin
  - Beach Site☆Chopin
  - Snow Dance☆Chopin
- 私立瀧澤高校學生會（藤本惠介）
- 珠寶設計師系列（黑川雅樹）
  - 愛上珠寶設計師
  - 男友與鑽石
- 純情1～2（倉田將成）
- 純情恐怖分子（井坂龍一郎）
- 純情羅曼史2～5（井坂龍一郎）
- （秀典）
- 新說 心（老師）
- Sweet Dragon 1～3（路西）
- 明明都說愛我了（武久）
- 喜歡所以喜歡系列（湖月綾野）
  - 喜歡所以喜歡+ White Flower+TRUTH【fall】
  - 喜歡所以喜歡+ White Flower+TRUTH【rise】
  - 喜歡所以喜歡 -Mission Choise-
- scandal系列（壽君近）
  - 與那傢伙的scandal
  - 放學後的scandal
  - 學園祭的scandal
  - 聖夜的scandal
  - 在迷戀的眼中scandal
  - 修學旅行的scandal
  - 在迷戀的夜晚scandal
- SUPER LOVERS（海棠晴）
- 黑桃王也是我的（北條陸）
- 系列（冴木鷹成）
- SEXY EFFECT 96系列（洲田秀一）
  - SEXY EFFECT 96
  - SEXY EFFECT 96 2 HOT STYLE
  - SEXY EFFECT 96 3 LOVE SEXUAL
- 絕對服從系列（神崎洸）
  - 絕對服從
  - 絕對服從2 絕對束縛（神崎洸）
  - 絕對服從 絕對束縛 購入特典 三人的秘密
- 是 -ZE-系列（三刀彰伊）
  - 是 -ZE- 1 雷蔵篇
  - 是 -ZE- 4 近衛篇
  - 是 -ZE- 5 彰伊篇
  - 是 -ZE- 6 FINAL 和記篇
  - 交給主吧／是 -ZE-
- 學生會長請小心3～4（山城惣）
- 老師什麼的最討厭了。（志津孝之）
- 那雙唇上的夜露（若江恭一）
- 那是愛而已1～2（日沖和廣）
- 即使如此，還是溫柔的愛你（小野田良）
- 我戀愛了（椹木恭介）
- 我回來了、歡迎回來（藤吉弘）
- 只有一個男人（尾崎一雅）
- 這就是你愛我的原因。（律）
  - 月刊Dear+ 2013年10月號附錄 這就是你愛我的原因。
- 因為魔王大人討厭他1～3（神子）
- 塔納托斯的雙子系列（維克多·伊萬諾維奇·卡維林）
  - 塔納托斯的雙子1912
  - 塔納托斯的雙子1917
- 播種者 南&北神系列（北神朗）
- DOUBLE CALL系列（塔馬巽）
  - DOUBLE CALL 1～3
  - DOUBLE CALL 4 ～放物線的彼方1～
  - DOUBLE CALL 5 ～放物線的彼方2～
  - DOUBLE CALL 6 ～放物線的彼方3～
  - DOUBLE CALL 7 ～放物線的彼方4～
  - 特別編集CD
- Double Bind 1～2（上條嘉成）
  - Out Face Double Bind外傳
- 我想被愚弄（片瀨理人）
- 喜歡被愚弄的人（樋野佳太）
- 懲罰委員會系列（青木遼平）
  - 學園♥懲罰委員會
  - 束縛♥懲罰委員會
- 系列
- Tear Drop（神山剛毅）
- 帝都紳士俱樂部（鷹岡紘一郎）
- 你為什麼流淚了（早川仁志）
- 無法觸碰的愛系列（小野田）
  - 無法觸碰的愛
  - 即使如此，還是溫柔的愛你
- 月之沙漠殺人事件（箕輪夏彥）
- （理樹）
- 月如隱於闇夜中（服部半十郎）
- 年下彼氏的戀愛管理癖（安生高夫）
- 俏皮。（茂木昂成）
- 新聞中心的情人（神野岳之）
- 別讓我睡著（渡夏旺）
- BAD BOYS！（矢崎榮吉）
- 心和王牌都是我的（北條陸）
- 哈林之夜 瑠璃色的王冠（シェイク·アサド）
- 來自浴室的愛 ～眩暈是蜂蜜的味道～（篠原和征）
- 花陰 -墮落蜜華- 系列（東條巽）
  - 廣播劇CD【夏之夜之夢螢】
  - 廣播劇CD 第二卷 宵月
- 花降樓系列（蘇武貴晃）
  - 夜書 轉瞬柔膚
  - 遠離華園 ～弄花～
- 花開了嗎1～2（櫻井和明）
- 花町物語系列（東條巽）
  - 第一卷～第三卷
  - 全卷預約購入特典：座談會CD
  - 預約特典CD
  - 官方通販特典CD
  - 夢繪卷
  - 夢一夜 VividColor 5th Anniversary
- 薔薇樹上薔薇開 ～水川抱月之事件簿～（水川抱月）
- 擁抱春天的羅曼史系列（岩城京介）
  - 擁抱春天的羅曼史1～10
  - GIGOLO Memorial Edition
  - 冬之禪（秋月景一郎、岩城京介）
  - PREMIERE 擁抱春天的羅曼史 SPECIAL（岩城京介、三谷良一）
- （理查德·伯恩斯坦）
- P.B.B系列（安芸純佑）
  - P.B.B 1～3
  - Punch↑×P.B.B非賣品廣播劇CD
- 非保護者（瀨尾篤史）
- 對春藥老師的愛之手（鴻原）
- 不遜的野蠻（織田）
- Pretty Baby 1～2（日浦騎一）
- Pretty Babys 1～2（美國梗一）
- 炎之蜃氣樓系列（下間賴龍）
  - 炎之蜃氣樓
  - 炎之蜃氣樓 鷲呀，為誰而飛
- 淡淡的愛（夕凪）
- 我的銀狐（秋津島玲）
- 我的聲音 （黑川英弓）
- 我知道你的故事（涉澤）
- 請成為我的所有物系列（上杉景明）
  - 讓我睡在你身邊 請成為我的所有物2
  - 我們去涼爽的地方吧 請成為我的所有物3
  - 我相信純潔的愛是… 請成為我的所有物4
- 我們的王國系列（奧宮）
- 愛犬調教計畫（保科真宏）
- 香港戀愛夜曲（布萊安·黎）
- 對摩天樓怒吼！（神谷智之）
- 真夏的被害者 I～II（大倉隆一）
- Maho Demmy週番日誌系列（亞瑟·溫特·拜倫）
  - 魔法學園微熱俱樂部
  - 魔法學園秘密花園
  - 魔法學園夢幻皇宮
  - 魔法學園誘惑課程
  - 魔法學園大運動會 前夜祭
  - 魔法學園流星華爾滋
  - 魔法學園迷宮羅曼史
  - 魔法學園禁詩
  - 魔法學園♥月光監獄
- 丸角屋的婚禮（新三郎）
- 三杉老師 千鈞一髮！（海堂司）
- 淫亂系列（藤原龍門）
  - 淫亂系列2 
  - 淫亂系列3 
  - 淫亂系列4
- 淫亂的Sexy Ryman's系列（孝橋專務）
  - 淫亂的Sexy Ryman's
- Missing Road 在世界各地呼喚你（伊森布拉斯·莫諾·卡斯特蘭）
- 心驚肉跳系列（鷹野裕司）
  - 停不了的心驚肉跳
  - 心驚肉跳的照片
  - 心驚肉跳的懸絲傀儡
  - 心驚肉跳的迷宮
  - 心驚肉跳的輪盤
  - 心驚肉跳的偶像
  - 心驚肉跳的弦月
- 再一次ONLY YOU（有佐裕人）
- MODS（時雨）
  - NIGHTS BEFORE NIGHT
- 心情不妙（柏崎啓吾）
- 誘惑料理1～5（本鄉櫻）
- 預感（須永比呂也）
- 常聽說的事。（池田優作）
- 嫁給我吧（池崎敬吾）
- 四號×警備 -Single Mind-（瀧圭一）
- La Vie en rose（右月皓一）
- Lamento -BEYOND THE VOID-（萊伊）
  - DRAMA CD Vol.1～3
  - Drama CD Rhapsody to the past
  - Drama CD LOVE LOVE Lamento學園
  - Drama CD Lamento -BEYOND THE VOID- Rhapsody to the past
  - 阿薩多 -黏土人- 特典廣播劇CD
  - 柯諾爾 -黏土人- 特典廣播劇CD
  - 巴爾德 -黏土人- 特典廣播劇CD
  - 萊伊 -黏土人- 特典廣播劇CD
- Lasting Snow（濱名龍介）
- 梨園的貴公子（常磐宗七郎）
- 總裁的最愛（早瀨高雅）
- 龍王的愛人（皇翼賢）
- 飼養龍的男人（ティエン·ライ）
- 兩種感覺都不是開玩笑!!（神田時造）
- 月華佳人（黑水）
- 戀愛證明書（皆川春海）
- 戀愛年齡系列（北斗幸四郎）
  - 戀愛年齡
  - 戀愛年齡 應募者全員服務
- 羅西里尼家族的兒子系列（李奧納多·羅塞利尼）
- 任性的囚犯（生澤恭介）
- 我與貓嶼花之庭（九條皋月）
- 惡 ～WARU～（大泉晟）
- 調情系戀人1～3（麻生純也）
  - 調情系戀人募者全員服務

#### 廣播、對談CD
- 若本療癒Bar the CD Vol.02
- 戰國BASARA系列
  - DJCD 戰國BASARA 第1卷
  - DJCD 電視動畫「戰國BASARA貳」【金】片倉小十郎 特別版
  - DJCD 電視動畫「戰國BASARA貳」【金剛】
  - DJCD 戰國BASARA
  - 戰國BASARA 雜誌CD 笑劇BASARA Toku！
  - 戰國BASARA貳 戰國旅遊指南 ～奧州篇～
  - 戰國BASARA 在地導覽CD 逍遙自在的武將兩人之旅 ～京都篇～
  - DJCD「戰國BASARA -熱血！寄席電台！-」
- Saint Beast 四聖獸 DJCD
- DJCD NARUTO RADIO 疾風迅雷 15
- Net&Radio系列
  - Net&Radio PASTEL COLLECTION 2003 vol.1～2
  - CD版 RADIO PASTEL COLLECTION 2001
- BL裏話SPECIAL 2003 Part.1
- BL偵探物語/BL裏話SPECIAL 2004
- RADIO DJCD [BLEACH“B”STATION] Second Season5
- 廣播CD「NINJA SLAYER from ANIMATION」vol.1～2

### 設施廣播
- 東京臨海新交通臨海線 台場站（月台導覽解說[4]）
- 東京迪士尼海洋[來源請求]
  - 迪士尼度假區站[來源請求]
  - 停車場[來源請求]
  - 入口[來源請求]
  - 售票亭廣播（開園初期）[來源請求]
  - 公園內表演廣播（2011年4月－）[來源請求]
  - 驚魂古塔（記者的聲音）[來源請求]
- 池袋陽光星象館滿天「Birth of GAIA 地球誕生物語」（2006年9月13日－2007年3月11日，聲音導覽[351]）
- 「新撰組介紹影像（土方歲三）」日野宿本陣常設展示室 旁白[來源請求]
- 東京國立博物館「對決 巨匠們的日本美術」（2008年7月8日－8月17日[352]，聲音指南〈蘆雪〉[353]）
- 柯尼卡美能達星象館滿天 治療節目（2010年7月19日－11月28日，旁白[354]）
- glee 跳舞吧♪合唱社!? 日語配音員的留言信息 於GEO影碟出租店的廣播放送（擔任威爾·舒斯特的日語配音） 2011年1月28日－2月3日[來源請求]
- 太陽城60展望台場內廣播（片倉小十郎）（2011年4月28日－6月30日）[來源請求]
- 橫濱DeNA海灣之星先發選手介紹（2014年9月6日[355]）
- 國立科學博物館特別展「生命大躍進」（2015年，展示旁白[356]）
- 宮城縣白石市市民巴士（2015年8月，車內廣播[357]）
- 富士川樂座星象館「星座物語winter's selection」（2015年12月12日－2016年3月6日，聲音導覽[358]）
- 布勒哲爾「巴別塔」展（2017年4月18日－10月15日，聲音指南[359]）
- 刀劍神域 EX-CHRONICLE in KYOTO RATH區聲音指南（菊岡誠二郎）
- 萊頓國立古物博物館 古代埃及展（2020年4月25日－）
- R18 成人♡星象館 -古代希臘的戀愛博物館（2020年10月1日－）

### 旁白

#### 電視節目
富士電視網
- 爆笑問題答案人（富士電視台，2001年黃昏放送版。之前是由關智一擔當）
- 富士電視台ONE／富士電視台TWO／富士電視台NEXT 節目宣傳旁白（不定期）

NHK系列
- NHK
  - （旁白）（2012年10月27日）
  - 徹底解明！SHERLOCK的秘密（旁白）
  - （旁白）（2017年3月10日）

- NHK-BS1
  - 島耕作的亞洲立志傳（節目宣傳旁白）

- NHK-BS2
  - 「BS青春俱樂部（司會北陽、給魔王粉絲的錄音指導）（2008年5月）
  - BS世界的紀錄片 商業內幕（旁白）（2015年1月24日）

- NHK綜合
  - EDUCATION2.0 世界瞬息萬變的教育（44分鐘）（旁白）（2008年10月18日）
  - 早安日本 -湯姆·克魯斯特集-（旁白）（2009年3月19日）
  - 早安日本 -湯姆·克魯斯與談論日本特集-（旁白）（2011年12月14日）
  - 歷史秘話（2018年4月25日[360]）（旁白）

- NHK教育
  - EDUCATION2.0（90分鐘加長版）（旁白，2008年10月31日）
  - NHK高校講座 世界史 第17回 近世的朝鮮王朝（旁白）（2012年9月6日）
  - （旁白）（2016年10月11日）

- NHK-BShi
  - 經典紀錄片 皮奧特·安德澤夫斯基（英语：Piotr Anderszewski）的鋼琴家之旅程（2009年7月18日）

- NHK BS Premium
  - 神探夏洛克（節目宣傳旁白）
  - 世界最美的瞬間（導遊）（2015年2月12日、2015年4月4日、2015年4月8日－）
  - （旁白）（2016年3月18日）
  - （旁白）（2016年9月1日）
  - （旁白）（2016年12月17日）

朝日電視台
- （的聲音）（2012年8月5日）
- （聲音出演）（2012年11月10日）
- 全體行動中（旁白）（2013年3月12日、2014年11月26日、2015年7月9日、2015年9月24日）

其它電視台、衛星電視頻道
- 東京電視台「恭喜你成為動畫聲優」（2002年1月3日）《金肉人II世》的宣傳節目，與小野坂昌也與吉田小南美共同演出。
- WOWOW「星際大戰 流傳下來的傳說」「星際大戰的空想科學」（旁白）（2008年7月14日、15日）
- 神奈川電視台新聞特別節目（旁白）（2017年3月11日）
- Dlife開台5週年紀念特集「海外影集 SO！選舉」（旁白）
- TOKYO MX「鳥海浩輔、前野智昭之大人的TORISETSU」（第5回－第10回旁白）[361]
- BS日視「小木矢作的愛車之旅 NO CAR, NO LIFE！」（旁白）（2018年4月7日[362]－）

紀錄片頻道
- 探索頻道「耶穌基督是誰？」旁白（全3集，2009年11月7日起連續3週）
- 國家地理頻道
  - （2015年8月2日，旁白）
  - UFO：歐洲未解決事件簿（2019年7月，旁白[363]）

#### 廣播節目
- TBS廣播 （單元旁白）（2017年7月8日）

#### 廣告、宣傳錄影
- 忍者亂太郎消防隊<防災動畫>（槍杉多藏〈救火喬〉）（1998年）
- 聯合利華社mod'shair 廣告旁白（2006年）
  - MIX Nuance Style的秘密篇
  -  30秒篇
  -  15秒篇
  -  15秒篇
  -  30秒篇
- K-1EX 運動套裝 廣告旁白（2007年12月）
- HAIRGRANCE SHAMPOO 店頭對話廣告旁白（2008年1月）
- EMOBILE社電視旁白（2008年3月－4月）
  - 無法置信!? EMOBILE「電話服務開始篇」15秒版、30秒版
- 帕瓦特·奧特曼 聲音大百科（飾演甲斐健一）
- 『VISION for INNOVATION』東芝的新注力事業錄影內容（旁白）
- 影片（旁白）（2011年3月25日－4月9日）
- 零系可口可樂MIGP篇 電視廣告、網路旁白（2011年10月－12月）
- TAKARA
- 廣告（迪克）
- 不可能的任務／不可能的任務：鬼影行動 電視廣告旁白（2011年12月－2012年1月）
- 角子機不可能的任務PV旁白
- 荒川爆笑團劇場版廣告旁白（2012年2月）
- ～東芝府中事業所～（旁白）（2012年12月13日－）
- 「47RONIN」30秒焦點（基努·里維錄影）
  - 篇
  - 篇
  - 篇
- 摩斯漢堡廣告 「新·」（旁白）（2014年12月－）
- MOIST DIANE電視廣告系列（旁白）
  - 篇
  - 篇
  - 篇
  - 「溫泉旅行（ダメージ）」篇
  - 「溫泉旅行（ふわつや）」篇
  - EXTRA SHINE篇
  - EXTRA SHINE篇
  - EXTRA DAMAGE REPAIR篇
  - 卡莉·蕾·傑普森篇
  - 卡莉·蕾·傑普森「15秒ver.」篇
  - 篇
  - 篇
  - 「髪」篇
  - 篇
  - 篇
  - 篇
  - 篇
  - 「攝影現場」篇
- MOIST DIANE BOTANICAL電視廣告系列（旁白）
  - 篇
  - 篇
- Laundrin電視廣告系列（旁白）
  - 篇
  - 「柔軟劑」篇
  - 「柔軟劑 」篇
- 神隱任務 電視廣告（旁白）
- （。萌趣趣的宣傳動畫）You Tube：2015年3月23日－ ※全6回。
- 捍衛任務（30秒預告Ver.旁白）
- 小王子電視廣告（旁白）
- 不可能的任務：失控國度電視廣告（旁白）
- G/get channel（クマ野さん）
- 思科系统 伊旺·麥奎格出演VP（旁白）
- LINE:迪士尼松松電視廣告M（旁白）
- 鬼故事（日语：Ghost Stories (2017 film)） 預告片（2018年，旁白[364]）
- Leohouse（日语：レオハウス）「野原廣志名言劇場系列」電台廣告（野原廣志的聲音）（2018年7月7日－）[來源請求]
- 國立天文台宣傳錄影（2019年5月，旁白[365]）
- 三得利 CRAFT BOSS（日语：BOSSコーヒー） 網路廣告「蠟筆小新×CRAFT BOSS」（2020年6月，旁白）[366]
- 打工去！叔叔的森林 第1卷PV（2021年7月，旁白[367][368]）
- Disney+『挑戰篇』（2021年7月，旁白）
- 「the WONDERFUL PRESENT！」（迪士尼官方YouTube頻道網路動畫旁白）

### 其它
- NINJA SLAYER忍者殺手手機鬧鈴（2016年）忍者殺手／藤木戶健二
- 東京迪士尼樂園（2017年－）胡尼克
- 打工去！叔叔的森林 朗讀動畫（2021年）一人朗讀[368][369]

## 音樂作品
2HEART的活動請參照「2HEARTS」。

### 專輯
| 枚數 | 發行日期      | 專輯名稱       | 規格編號   |
| ---- | ------------- | -------------- | ---------- |
| 1st  | 1994年11月2日 | HEAVEN'S DOOR  | VPCG-84233 |
| 2nd  | 1997年3月1日  | GARDEN OF EDEN | VPCG-84628 |
| 3rd  | 2003年1月16日 | JOLLY ROGER    | AKCJ-80025 |

- - LIVE VIDEO/ADAM（廢盤）
  - LIVE VIDEO/JOLLY ROGER LIVE 2003
  - LIVE VIDEO/森川智之 in 赤坂王子大飯店
  - LIVE VIDEO/森川智之 in 品川王子大飯店
- BLACK VELVET

### 角色歌曲
| 發行日期 | 標題                                                        | 名義 | 曲名                               | 備註                                   |
| 2017年   | 2017年                                                      | 2017年 | 2017年                             | 2017年                                 |
| -------- | ----------------------------------------------------------- | --- | ---------------------------------- | -------------------------------------- |
| 4月12日  | ☆2nd SHOW TIME 2☆ Ancient&team                              | Ancient | 「」                               | 電視動畫《高校星歌劇》第2期劇中插入歌  |
| 5月3日   | ☆2nd SHOW TIME 5☆ 星谷×月皇×魚住&Ancient                    | 星谷悠太（花江夏樹）、月皇海斗（亞瑟·朗恩斯伯里）、魚住朝喜（森川智之）                                                                                    | 「straightforward」                | 電視動畫《高校星歌劇》第2期劇中插入歌  |
| 5月3日   | ☆2nd SHOW TIME 5☆ 星谷×月皇×魚住&Ancient                    | Ancient | 「SUPER×SPACER」                   | 電視動畫《高校星歌劇》相關歌曲         |
| 6月21日  | ☆2nd SHOW TIME 12☆ team鳳&team&揚羽×蜂矢×北原×南條&All Cast | All Cast | 「」                               | 電視動畫《高校星歌劇》第2期劇中插入歌  |
| 10月25日 | ONE PIECE Island Song Collection 空島「」                   | 艾涅爾（森川智之） | 「」                               | 電視動畫《ONE PIECE》相關歌曲          |
| 11月1日  | 天華絕景/月牙之刻                                           | 織田信長（森川智之）、豐臣秀吉（花江夏樹）、武田信玄（小西克幸）、上杉謙信（鳥海浩輔）、真田幸村（山下大輝）、伊達政宗（梅原裕一郎）                       | 「」                               | 電視動畫《戰刻夜想曲》片頭主題曲       |
| 11月1日  | 天華絕景/月牙之刻                                           | 織田信長（森川智之）、豐臣秀吉（花江夏樹）、武田信玄（小西克幸）、上杉謙信（鳥海浩輔）、真田幸村（山下大輝）、伊達政宗（梅原裕一郎）                       | 「」                               | 遊戲《戰刻夜想曲》片頭主題曲           |
| 12月6日  |                                                             | 織田信長（森川智之） | 「」                               | 電視動畫《戰刻夜想曲》片尾主題曲       |
| 12月6日  | 「」                                                        | 織田信長（森川智之） | 電視動畫《戰刻夜想曲》相關歌曲     |                                        |
| 2018年   |                                                             | |                                    |                                        |
| 8月22日  |                                                             | 奧莉薇亞（長江里加）、奧莉薇亞的哥哥（森川智之） | 「」                               | 電視動畫《來玩遊戲吧》相關歌曲         |
| 8月24日  | BAKA-BONSOIR！                                              | B.P.O -Bakabon-no Papa Organization- | 「BAKA-BONSOIR！」                 | 電視動畫《深夜！天才妙老爹》片頭主題曲 |
| 8月24日  | BAKA-BONSOIR！                                              | B.P.O -Bakabon-no Papa Organization- | 「BAKA-BONSOIR！Nano Order Remix」 | 電視動畫《深夜！天才妙老爹》相關歌曲   |
| 9月19日  | 彈奏絕對雙刃                                                | 織田信長（森川智之）、豐臣秀吉（花江夏樹）、上杉謙信（鳥海浩輔）、武田信玄（小西克幸）、真田幸村（山下大輝）、伊達政宗（梅原裕一郎）、毛利元就（子安武人） | 「」                               | 遊戲《戰刻夜想曲》相關歌曲             |
| 2019年   |                                                             | |                                    |                                        |
| 7月3日   |                                                             | BOKUKOE（森川智之） | 「」                               | 綜藝節目《》主題歌                     |
| 2020年   |                                                             | |                                    |                                        |
| 11月4日  | HELIOS Rising Heroes 片尾主題曲 Vol.2                       | [ 成員 4 ] | 「Extreme game」                   | 遊戲《HELIOS Rising Heroes》片尾主題曲 |
| 2021年   |                                                             | |                                    |                                        |
| 3月26日  | CLOQUESTA                                                   | 櫻小路二香（森川智之） | 「SECONDS」                        | 《Clock over ORQUESTA》相關歌曲        |
| 10月13日 | Clock over ORQUESTA First season BATTLE Vol.03 櫻小路二香   | 櫻小路二香（森川智之、皆川純子） | 「King of Hearts」                 | 《Clock over ORQUESTA》相關歌曲        |

- 安琪莉可 Sunflower ～from Twin Collection（Vo.恩斯特）
  - H[↓]2O
- 安琪莉可 ～Dear My Angel～
  - 忘却的致敬（Vo.恩斯特）
- 犬夜叉角色歌曲單曲（Vo.奈落）
  - 落日
- 今日大魔王！ 角色歌曲系列 vol.2 偉拉卿·肯拉特
  - 「eternal ring」（Vo.偉拉卿·肯拉特）
  - 「Love Me Tender」（Vo.偉拉卿·肯拉特）
  - （Vo.偉拉卿·肯拉特&馮·比雷費魯特卿·沃爾夫拉姆（齋賀光希））
- 今日大魔王！角色歌曲專輯 大家的歌（Vo.偉拉卿·肯拉特）
- 金肉人II世系列（泰利小子）「STARS AND STRIPES」
- 金肉人II世 角色歌曲精選輯 新世代正義超人之歌 ※2002年
- 金肉人II世 MUSCLE BEST ※2002年
- 金肉人II世 The Perfect Collection ※2008年
- 彩雲國物語 Song of Memory（Vo.楸瑛）
  - 風啊
  - Voice of 靜蘭
- 少年陰陽師 角色歌曲 花鳥風月 ～白夜～（Vo.青龍）
  - 朔之夜
- DIABOLIK LOVERS DARK FATE「Guilty×Guilty!!!」（Vo.月浪迦樓羅、月浪辛（森久保祥太郎））
  - S.O.S-AtoΩ-
- DIABOLIK LOVERS Bloody Songs -SUPER BEST II- 月浪家ver（Vo.月浪迦樓羅、月浪辛（森久保祥太郎））
  - 血戰的Dies irae
- DIABOLIK LOVERS VERSUS SONG Requiem（2）Bloody Night Vol.III 迦樓羅VS辛
  - Operation X（Vo.月浪迦樓羅、月浪辛（森久保祥太郎））
  - Operation X -迦樓羅 Ver-（Vo.月浪迦樓羅）
- 死囚樂園 角色歌曲（Vo.東弦角）
  - 淨夜
  - 涅槃
- BLEACH BEAT COLLECTION 3rd SESSION:04（Vo.東仙要）
  - 晩秋之音
  - 星
- 純愛手札 Girl's Side 2nd Kiss 廣播劇&形象歌曲專輯 Vol.3（Vo.若王子貴文）
  - Polaris ～在這個天空中只有一個
- 真田幸村（森川智之）&海野六郎（神谷浩史）
- BLEACON ～BLEACH CONCEPT COVERS～（Vo.東仙要）
- （檜佐木修兵（小西克幸）&東仙要）
- 1.5.8.-just one time-（8）
- 「ONE'S DRIVE ～Go Ahead～」（可可（森久保祥太郎）&8）
- 白熊咖啡廳第7彈片尾主題曲（Vo.熊貓媽媽）
- PSP版 幕末Rock 主題歌「What's this？」（超魂團【坂本龍馬（谷山紀章）、高杉晉作（鈴木達央）、桂小五郎（森久保祥太郎）、土方歳三、沖田總司（小野賢章）】）
  - What's this？
- 幕末Rock 超絕頂★歌曲（土方歳三）
- 幕末Rock Triangle☆Rock'n'Roll（坂本龍馬（谷山紀章）、高杉晉作（鈴木達央）、桂小五郎（森久保祥太郎）、土方歳三、沖田總司（小野賢章）
  - INTERSECT
- 電視動畫 幕末Rock ED「絕頂DAYBREAK」（超魂團【坂本龍馬（谷山紀章）、高杉晉作（鈴木達央）、桂小五郎（森久保祥太郎）、土方歳三、沖田總司（小野賢章）】）
  - 絕頂DAYBREAK
  - 五色繚亂
- 幕末Rock 天歌（土方歳三、沖田總司（小野賢章））
  - 非常幻想 -OVER MIRAG-
  - 黑曜蝶
- 遊戲「幕末Rock 超魂 迷你專輯」（超魂團【坂本龍馬（谷山紀章）、高杉晉作（鈴木達央）、桂小五郎（森久保祥太郎）、土方歳三、沖田總司（小野賢章）】、德川慶喜（齋賀光希）、井伊直弼（安元洋貴）、馬修·加爾布雷思·佩里Jr.（諏訪部順一）、J（Yuh））
  - WHITE
  - 不完全方塊
- 「改革不浪費 ～勝利的鬥牌純一郎～」（小泉純一郎）
- 「ONE PIECE」橫貫日本！47巡航CD -艾涅爾-

### 其它參加作品
| 發行日期      | 商品名稱                            | 主唱               | 樂曲     | 備註 |
| ------------- | ----------------------------------- | ------------------ | -------- | ---- |
| 1999年3月25日 | 魯邦三世致敬專輯『You's Explosion』 | 坂本英三、森川智之 | 「」     |      |
| 2006年2月22日 | 非公認！聖飢魔II翻唱專輯 VOICE      | 森川智之           | 「」     |      |
| 2012年2月22日 |                                     | 森川智之           | 「（）」 |      |
| 2019年5月22日 |                                     | 森川智之           | 「」     |      |

- 練馬絕叫俱樂部『練馬絕叫俱樂部 壹』

## 著書
- 森川智之,  , 岩波書店, 2018, ISBN 978-4-00-431714-2

## 外部連結
- AXL ONE公式官網的聲優簡介 （页面存档备份，存于） （日語）
- HEAVEN'S DOOR 森川智之官方粉絲俱樂部 （页面存档备份，存于） （日語）
- TOSHIYUKI MORIKAWA OFFICIAL BLOG by Ameba （页面存档备份，存于） （日語）－森川智之的官方個人部落格。
- 森川智之的X（前Twitter） （日語）

## 腳註